# 2018 a jogalkotásban
2018-ban az alábbi fontosabb jogszabályokat alkották meg:

## Magyarország (forrás:Magyar Közlöny)
- 2018. január 1-je és december 31-e között összesen 849 új jogszabály (törvény, kormány-, miniszteri vagy egyéb rendelet) jelent meg, így további csökkenés figyelhető meg 2017-hez, 2016-hoz és 2015-hez képest.[1]
- A Magyar Közlöny 2018. évi 1. számában (I. 3.) valamennyi jogszabály eredetileg - tévesen - 2017-es évszám feltüntetésével jelent meg. Az 1. számot, új miniszteri rendeletekkel, 2018. január 4-én kicserélték.[2][3]

A Magyar Közlöny 2018. évi 2. számában új szövegű kormányhatározat jelent meg 1001 illetve 1002 szám alatt, az előző napi 1001 - 1006 sz. helyett.

### Törvények

#### Az Alaptörvény módosításai
- Magyarország Alaptörvényének hetedik módosítása (2018. június 28.)

#### Egyéb törvények
- 2018. évi I. törvény az 1568. évi tordai vallásügyi törvény jelentőségéről és a Vallásszabadság Napjáról
- 2018. évi II. törvény a villamos energiáról szóló 2007. évi LXXXVI. törvény módosításáról
- 2018. évi III. törvény a hadigondozásról szóló 1994. évi XLV. törvény módosításáról
- 2018. évi IV. törvény a pénzügyi közvetítőrendszer hatósági felügyeletét érintő egyes törvények módosításáról szóló 2017. évi CXCI. törvény módosításáról
- 2018. évi V. törvény Magyarország minisztériumainak felsorolásáról, valamint egyes kapcsolódó törvények módosításáról
- 2018. évi VI. törvény Egyes törvényeknek a jogellenes bevándorlás elleni intézkedésekkel kapcsolatos módosításáról
- 2018. évi VII. törvény Az egyrészről az Európai Unió és tagállamai, másrészről Grúzia között a közös légtér létrehozásáról szóló megállapodásnak a Horvát Köztársaság Európai Unióhoz való csatlakozása figyelembevétele céljából történő módosításáról szóló Jegyzőkönyv kihirdetéséről
- 2018. évi VIII. törvény Az Európai Unió és tagállamai, valamint a Moldovai Köztársaság között a közös légtér létrehozásáról létrejött megállapodásnak a Horvát Köztársaság Európai Unióhoz való csatlakozásának figyelembevétele céljából történő módosításáról szóló Jegyzőkönyv kihirdetéséről
- 2018. évi IX. törvény Az egyrészről az Európai Unió és tagállamai, másrészről a Jordán Hásimita Királyság között létrejött euromediterrán légi közlekedési megállapodásnak a Horvát Köztársaság Európai Unióhoz történő csatlakozása figyelembevétele érdekében történő módosításáról szóló Jegyzőkönyv kihirdetéséről
- 2018. évi X. törvény A Magyarország Kormánya és a Kínai Népköztársaság Kormánya között a diplomáciai célú ingatlanok vásárlásáról szóló Egyetértési Megállapodás kihirdetéséről
- 2018. évi XI. törvény Az egyrészről az Európai Közösségek és azok tagállamai, másrészről az Orosz Föderáció közötti partnerség létrehozásáról szóló partnerségi és együttműködési megállapodáshoz a Horvát Köztársaság Európai Unióhoz történő csatlakozásának figyelembevétele céljából készült Jegyzőkönyv kihirdetéséről
- 2018. évi XII. törvény Az egyrészről az Európai Közösségek és azok tagállamai, másrészről az Üzbég Köztársaság közötti partnerséget létrehozó partnerségi és együttműködési megállapodáshoz a Horvát Köztársaság Európai Unióhoz történő csatlakozásának figyelembevétele céljából készült jegyzőkönyv kihirdetéséről
- 2018. évi XIII. törvény Az információs önrendelkezési jogról és az információszabadságról szóló 2011. évi CXII. törvény jogharmonizációs célú módosításáról
- 2018. évi XIV. törvény Az egyrészről az Európai Közösség és tagállamai, másrészről a Chilei Köztársaság közötti társulási megállapodás, valamint az ahhoz csatolt jegyzőkönyvek kihirdetéséről
- 2018. évi XV. törvény Az egyrészről az Európai Közösségek és azok tagállamai, másrészről az Egyiptomi Arab Köztársaság közötti társulást létrehozó Euro-Mediterrán Megállapodás, valamint az ahhoz csatolt jegyzőkönyvek kihirdetéséről
- 2018. évi XVI. törvény Az egyrészről az Európai Közösségek és tagállamaik, másrészről Macedónia Volt Jugoszláv Köztársaság közötti stabilizációs és társulási megállapodás, valamint az ahhoz csatolt jegyzőkönyvek kihirdetéséről
- 2018. évi XVII. törvény A Magyarország Kormánya és a Finn Köztársaság Kormánya között a minősített adatok kölcsönös védelméről szóló egyezmény kihirdetéséről
- 2018. évi XVIII. törvény A Magyarország Kormánya és a Litván Köztársaság Kormánya között a minősített adatok cseréjéről és kölcsönös védelméről szóló egyezmény kihirdetéséről
- 2018. évi XIX. törvény A Magyarország Kormánya és a Svéd Királyság Kormánya között a minősített adatok cseréjéről és kölcsönös védelméről szóló egyezmény kihirdetéséről
- 2018. évi XX. törvény A Magyarország Kormánya és a Szingapúri Köztársaság Kormánya közötti légiközlekedési megállapodás kötelező hatályának elismerésére adott felhatalmazásról és kihirdetéséről
- 2018. évi XXI. törvény Az Európa Tanács terrorizmus megelőzéséről szóló Egyezménye Kiegészítő Jegyzőkönyvének kihirdetéséről
- 2018. évi XXII. törvény A Magyarország Kormánya és a Jordán Hasemita Királyság Kormánya között a diplomata-útlevéllel rendelkező állampolgáraik vízummentességéről szóló megállapodás kihirdetéséről
- 2018. évi XXIII. törvény A Magyarország Kormánya és Hongkong, a Kínai Népköztársaság Különleges Közigazgatási Területének Kormánya között az ideiglenesen munkát vállaló turisták programjáról szóló Megállapodás kihirdetéséről
- 2018. évi XXIV. törvény A Magyar Köztársaság Kormánya és a Kazak Köztársaság Kormánya között a diplomata és szolgálati útlevéllel rendelkező állampolgáraik kölcsönös vízummentességéről szóló Megállapodás, valamint az annak módosításáról szóló Budapesten, 2018. február 28-án aláírt Jegyzőkönyv kihirdetéséről
- 2018. évi XXV. törvény Az egyrészről az Európai Unió és tagállamai, és másrészről Mongólia közötti partnerségi és együttműködési keretmegállapodáshoz, a Horvát Köztársaság Európai Unióhoz történő csatlakozásának figyelembevétele céljából készült jegyzőkönyv kihirdetéséről
- 2018. évi XXVI. törvény Az épített környezet alakításáról és védelméről szóló 1997. évi LXXVIII. törvénynek a magasházak építésének szabályozásával kapcsolatos módosításáról
- 2018. évi XXVII. törvény A Turisztikai Világszervezet és Magyarország Kormánya között a Turizmus Világnap központi rendezvénye Budapesten történő megrendezéséről szóló Megállapodás kihirdetéséről
- 2018. évi XXVIII. törvény Az egyrészről az Európai Unió és annak tagállamai, másrészről Ausztrália közötti Keretmegállapodás kihirdetéséről
- 2018. évi XXIX. törvény A Magyarország Kormánya és az Azerbajdzsáni Köztársaság Kormánya között a nemzetközi közúti személyszállításról és árufuvarozásról szóló Megállapodás kihirdetéséről
- 2018. évi XXX. törvény Az egyrészről az Európai Unió és tagállamai, és másrészről a Fülöp-szigeteki Köztársaság közötti partnerségi és együttműködési keretmegállapodáshoz a Horvát Köztársaság Európai Unióhoz történő csatlakozásának figyelembevétele céljából készült jegyzőkönyv kihirdetéséről
- 2018. évi XXXI. törvény A Magyarország és a Koszovói Köztársaság között létrejött, az elítélt személyek átszállításáról szóló egyezmény kihirdetéséről
- 2018. évi XXXII. törvény A Magyarország és a Koszovói Köztársaság között létrejött kiadatási egyezmény kihirdetéséről
- 2018. évi XXXIII. törvény A Magyarország és a Tádzsik Köztársaság között létrejött, a beruházások ösztönzéséről és kölcsönös védelméről szóló Megállapodás kihirdetéséről
- 2018. évi XXXIV. törvény A Nemzetközi Vasúti Árufuvarozásról szóló Megállapodás (SzMGSz) és Mellékletei 2017. évi módosításainak kihirdetéséről
- 2018. évi XXXV. törvény A bírák jogállásáról és javadalmazásáról szóló 2011. évi CLXII. törvény módosításáról
- 2018. évi XXXVI. törvény Egyes választásokkal kapcsolatos törvények módosításáról
- 2018. évi XXXVII. törvény Az állami vagyongazdálkodással összefüggő egyes törvények módosításáról
- 2018. évi XXXVIII. törvény Az információs önrendelkezési jogról és az információszabadságról szóló 2011. évi CXII. törvénynek az Európai Unió adatvédelmi reformjával összefüggő módosításáról, valamint más kapcsolódó törvények módosításáról
- 2018. évi XXXIX. törvény A Magyar Energetikai és Közmű-szabályozási Hivatalról szóló 2013. évi XXII. törvény módosításáról
- 2018. évi XL. törvény Magyarország 2019. évi központi költségvetésének megalapozásáról
- 2018. évi XLI. törvény Az egyes adótörvények és más kapcsolódó törvények módosításáról, valamint a bevándorlási különadóról
- 2018. évi XLII. törvény A Magyarország Kormánya és az Ománi Szultánság Kormánya között a diplomata, szolgálati és különleges útlevéllel rendelkező állampolgáraik vízummentességéről szóló Megállapodás kihirdetéséről
- 2018. évi XLIII. törvény A Büntető Törvénykönyvről szóló 2012. évi C. törvény módosításáról
- 2018. évi XLIV. törvény A szabálysértésekről, a szabálysértési eljárásról és a szabálysértési nyilvántartási rendszerről szóló 2012. évi II. törvény módosításáról
- 2018. évi XLV. törvény Az atomenergiáról szóló 1996. évi CXVI. törvény módosításáról
- 2018. évi XLVI. törvény A sportról szóló 2004. évi I. törvény és az egyesülési jogról, a közhasznú jogállásról, valamint a civil szervezetek működéséről és támogatásáról szóló 2011. évi CLXXV. törvény módosításáról
- 2018. évi XLVII. törvény A Bethlen Gábor Alapról szóló 2010. évi CLXXXII. törvény módosításáról
- 2018. évi XLVIII. törvény A Nemzeti Közszolgálati Egyetem fenntartói jogait érintő egyes törvények módosításáról
- 2018. évi XLIX. törvény A Budapest és az agglomeráció fejlesztésével összefüggő állami feladatokról, valamint egyes fejlesztések megvalósításáról, továbbá egyes törvényeknek a Magyarország filmszakmai támogatási programjáról szóló SA.50768 számú Európai Bizottsági határozattal összefüggő módosításáról
- 2018. évi L. törvény Magyarország 2019. évi központi költségvetéséről
- 2018. évi LI. törvény A Magyarország és a Szlovák Köztársaság között az államhatárról szóló Szerződés kihirdetéséről
- 2018. évi LII. törvény A szociális hozzájárulási adóról
- 2018. évi LIII. törvény A magánélet védelméről
- 2018. évi LIV. törvény Az üzleti titok védelméről
- 2018. évi LV. törvény A gyülekezési jogról
- 2018. évi LVI. törvény A szerzői jogról szóló 1999. évi LXXVI. törvény módosításáról
- 2018. évi LVII. törvény A Magyarország biztonsági érdekét sértő külföldi befektetések ellenőrzéséről
- 2018. évi LVIII. törvény A Közép- és Kelet-európai Halászati Fejlesztési Nemzetközi Szervezet (EUROFISH) létrehozásáról szóló Megállapodás kihirdetéséről
- 2018. évi LIX. törvény Az Európai Táj Egyezményt módosító Jegyzőkönyv kihirdetéséről és a Firenzében, 2000. október 20-án kelt, az Európai Táj Egyezmény kihirdetéséről szóló 2007. évi CXI. törvény módosításáról
- 2018. évi LX. törvény A Magyarország Kormánya és a Macedón Köztársaság Kormánya között a rendőri együttműködésről szóló megállapodás kihirdetéséről
- 2018. évi LXI. törvény A Magyarország és a Portugál Köztársaság között létrejött, a minősített adatok cseréjéről és kölcsönös védelméről szóló egyezmény kihirdetéséről
- 2018. évi LXII. törvény A Magyarország Kormánya és a Szlovák Köztársaság Kormánya között a két ország közös államhatárán, Ipolydamásd és Helemba (Chl’aba) települések közötti közúti Ipoly-híd és a kapcsolódó létesítmények megépítéséről szóló, 2012. február 27. napján aláírt Megállapodást módosító 1. Kiegészítés kihirdetéséről
- 2018. évi LXIII. törvény A lakástakarékpénztárakról szóló 1996. évi CXIII. törvény módosításáról
- 2018. évi LXIV. törvény A Magyarország Kormánya és a Németországi Szövetségi Köztársaság Kormánya között a minősített adatok kölcsönös védelméről szóló egyezmény kihirdetéséről
- 2018. évi LXV. törvény A Magyarország és a Thaiföldi Királyság között a Mahachulalongkornrajavidyalaya Egyetemnek a Tan Kapuja Buddhista Főiskolával Együttműködésben való magyarországi működéséről szóló Megállapodás kihirdetéséről
- 2018. évi LXVI. törvény A Magyarország Kormánya és Indiana Állam között a felsőoktatás területén történő együttműködésről szóló Megállapodás kihirdetéséről
- 2018. évi LXVII. törvény Egyes iparjogvédelmi törvények módosításáról
- 2018. évi LXVIII. törvény A kereskedelemről szóló 2005. évi CLXIV. törvény módosításáról
- 2018. évi LXIX. törvény A közjegyzőkről szóló 1991. évi XLI. törvény és az egyes közjegyzői nemperes eljárásokról szóló 2008. évi XLV. törvény módosításáról
- 2018. évi LXX. törvény Az 1965. évi 4. törvényerejű rendelettel kihirdetett, a New-Yorkban, 1961. március 30-án kelt Egységes Kábítószer Egyezmény módosításának kihirdetéséről
- 2018. évi LXXI. törvény Az 1976. szeptember 20-i 76/787/ESZAK, EGK, Euratom tanácsi határozathoz csatolt, az Európai Parlament tagjainak közvetlen és általános választójog alapján történő választásáról szóló okmány módosításáról szóló, 2018. július 13-i (EU, Euratom) 2018/994 tanácsi határozat kihirdetéséről
- 2018. évi LXXII. törvény Az 1979. évi 25. törvényerejű rendelettel kihirdetett, a pszichotróp anyagokról szóló, Bécsben, az 1971. évi február hó 21. napján aláírt egyezmény módosításának kihirdetéséről
- 2018. évi LXXIII. törvény A Magyarország Kormánya és az Angolai Köztársaság Kormánya között a diplomata és szolgálati útlevéllel rendelkező állampolgáraik kölcsönös vízummentességéről szóló Megállapodás kihirdetéséről
- 2018. évi LXXIV. törvény A Magyarország és a Thaiföldi Királyság között létrejött kiadatási egyezmény kihirdetéséről
- 2018. évi LXXV. törvény A közszférabeli szervezetek honlapjainak és mobilalkalmazásainak akadálymentesítéséről
- 2018. évi LXXVI. törvény Egyes törvények fogyasztóvédelmi célú módosításáról
- 2018. évi LXXVII. törvény Egyes törvények külügyi igazgatási tárgyú módosításáról
- 2018. évi LXXVIII. törvény Az állatok védelméről és kíméletéről szóló 1998. évi XXVIII. törvény módosításáról
- 2018. évi LXXIX. törvény A nemzeti köznevelésről szóló 2011. évi CXC. törvény módosításáról
- 2018. évi LXXX. törvény A Nemzeti Média- és Hírközlési Hatóság 2017. évi egységes költségvetésének végrehajtásáról
- 2018. évi LXXXI. törvény A Nemzeti Média- és Hírközlési Hatóság 2019. évi egységes költségvetéséről
- 2018. évi LXXXII. törvény Az egyes adótörvények uniós kötelezettségekhez kapcsolódó, valamint egyes törvények adóigazgatási tárgyú módosításáról
- 2018. évi LXXXIII. törvény A közbeszerzésekről szóló 2015. évi CXLIII. törvény módosításáról
- 2018. évi LXXXIV. törvény A Magyarország 2017. évi központi költségvetéséről szóló 2016. évi XC. törvény végrehajtásáról
- 2018. évi LXXXV. törvény A Magyarország Kormánya és az Amerikai Egyesült Államok Kormánya között az országonkénti jelentések cseréjéről szóló megállapodás kihirdetéséről
- 2018. évi LXXXVI. törvény A Magyarország és a Szlovák Köztársaság között az államhatárról szóló Szerződés kihirdetéséről
- 2018. évi LXXXVII. törvény A Magyarország és a Vietnami Szocialista Köztársaság között a polgári ügyekben nyújtandó kölcsönös jogsegélyről szóló megállapodás kihirdetéséről
- 2018. évi LXXXVIII. törvény Az áruknak TIR-igazolvánnyal történő nemzetközi fuvarozására vonatkozó, Genfben, 1975. november 14-én kelt vámegyezmény módosításának kihirdetéséről
- 2018. évi LXXXIX. törvény Az oktatási nyilvántartásról
- 2018. évi XC. törvény A felsőoktatás szabályozására vonatkozó és egyes kapcsolódó törvények módosításáról
- 2018. évi XCI. törvény Egyes igazságügyi tárgyú törvények módosításáról
- 2018. évi XCII. törvény A polgári perrendtartásról szóló 2016. évi CXXX. törvény módosításáról
- 2018. évi XCIII. törvény Az egyesülési jogról, a közhasznú jogállásról, valamint a civil szervezetek működéséről és támogatásáról szóló 2011. évi CLXXV. törvény módosításáról
- 2018. évi XCIV. törvény Az egyes foglalkoztatási tárgyú törvények módosításáról
- 2018. évi XCV. törvény A honvédek jogállásáról szóló 2012. évi CCV. törvénynek és a rendvédelmi feladatokat ellátó szervek hivatásos állományának szolgálati jogviszonyáról szóló 2015. évi XLII. törvénynek a túlszolgálattal összefüggő módosításáról
- 2018. évi XCVI. törvény A hazai kis- és középvállalkozások fejlesztéséhez kapcsolódó egyes törvények módosításáról
- 2018. évi XCVII. törvény A turisztikai térségek fejlesztésének állami feladatairól szóló 2016. évi CLVI. törvény és kapcsolódó törvények módosításáról
- 2018. évi XCVIII. törvény Az egyes közlekedési tárgyú törvények módosításáról
- 2018. évi XCIX. törvény Az energetikai tárgyú törvények, valamint egyes klímapolitikai és adózási tárgyú törvények módosításáról
- 2018. évi C. törvény A független Lengyelország helyreállításának centenáriumáról
- 2018. évi CI. törvény A 2021. évi népszámlálásról
- 2018. évi CII. törvény A Nemzeti Hírközlési és Informatikai Tanácsról
- 2018. évi CIII. törvény A Nemzeti Eszközkezelő Programban részt vevő természetes személyek otthonteremtésének biztosításáról
- 2018. évi CIV. törvény Egyes kutatás-fejlesztéssel, valamint szakképzéssel összefüggő törvények módosításáról
- 2018. évi CV. törvény A koncesszióról szóló 1991. évi XVI. törvény módosításáról
- 2018. évi CVI. törvény Egyes kulturális tárgyú törvények módosításáról
- 2018. évi CVII. törvény A sportról szóló 2004. évi I. törvény olimpiai járadékkal összefüggő módosításáról
- 2018. évi CVIII. törvény Magyarország Kormánya és Ausztrália Kormánya között kőolajkészletezési szerződések tárgyában kötött megállapodás kihirdetéséről
- 2018. évi CIX. törvény A Magyarország és a Kínai Népköztársaság között a Fudan Egyetem magyarországi felsőoktatási tevékenységének támogatásáról szóló Megállapodás kihirdetéséről
- 2018. évi CX. törvény Egyes törvényeknek a Magyar Honvédség új szervezeti rendjének kialakításával összefüggő módosításáról
- 2018. évi CXI. törvény Egyes agrárszabályozási tárgyú törvények módosításáról
- 2018. évi CXII. törvény Filmalkotások készítésével és terjesztésével kapcsolatos egyes törvények módosításáról
- 2018. évi CXIII. törvény Egyes választásokkal kapcsolatos törvények módosításáról
- 2018. évi CXIV. törvény A honvédelmi alkalmazottak jogállásáról
- 2018. évi CXV. törvény A rendvédelmi feladatokat ellátó szervek hivatásos állományának szolgálati jogviszonyáról szóló 2015. évi XLII. törvény és más kapcsolódó törvények módosításáról
- 2018. évi CXVI. törvény A munkaidő-szervezéssel és a munkaerő-kölcsönzés minimális kölcsönzési díjával összefüggő egyes törvények módosításáról
- 2018. évi CXVII. törvény Egyes szociális, gyermekvédelmi tárgyú, valamint egyéb kapcsolódó törvények módosításáról
- 2018. évi CXVIII. törvény Egyes egészségügyi és egészségbiztosítási tárgyú, valamint az egészségüggyel összefüggő egyes törvények módosításáról
- 2018. évi CXIX. törvény Egyes családtámogatási és nyugdíjbiztosítási tárgyú törvények módosításáról
- 2018. évi CXX. törvény A Hungary Helps Programról
- 2018. évi CXXI. törvény Egyes belügyi tárgyú és más kapcsolódó törvények módosításáról
- 2018. évi CXXII. törvény Egyes büntetőjogi tárgyú és más kapcsolódó törvények módosításáról
- 2018. évi CXXIII. törvény A közigazgatási szabályszegések szankcióiról szóló törvény hatálybalépésével összefüggő egyes törvények módosításáról
- 2018. évi CXXIV. törvény A nemzetgazdasági szempontból kiemelt jelentőségű beruházások megvalósításának gyorsításáról és egyszerűsítéséről szóló 2006. évi LIII. törvény módosításáról
- 2018. évi CXXV. törvény A kormányzati igazgatásról
- 2018. évi CXXVI. törvény A pénzügyi közvetítőrendszert érintő egyes törvények jogharmonizációs célú módosításáról
- 2018. évi CXXVII. törvény Az államháztartásról szóló 2011. évi CXCV. törvény és egyéb törvények módosításáról
- 2018. évi CXXVIII. törvény Az állami vagyongazdálkodással és a nemzeti pénzügyi szolgáltatásokkal összefüggő egyes törvények módosításáról, valamint egyes vagyongazdálkodást érintő rendelkezésekről
- 2018. évi CXXIX. törvény A bányászatról szóló 1993. évi XLVIII. törvény módosításáról
- 2018. évi CXXX. törvény A közigazgatási bíróságokról
- 2018. évi CXXXI. törvény A közigazgatási bíróságokról szóló törvény hatálybalépéséről és egyes átmeneti szabályokról
- 2018. évi CXXXII. törvény A lelkiismereti és vallásszabadság jogáról, valamint az egyházak, vallásfelekezetek és vallási közösségek jogállásáról szóló 2011. évi CCVI. törvény módosításáról
- 2018. évi CXXXIII. törvény Az egyes migrációs tárgyú és kapcsolódó törvények módosításáról
- 2018. évi CXXXIV. törvény Egyes törvényeknek az építészeti alkotásokra, műszaki létesítményekre és azok terveire vonatkozó szerzői jogi szabályozással összefüggő módosításáról
- 2018. évi CXXXV. törvény A sportról szóló 2004. évi I. törvény módosításáról
- 2018. évi CXXXVI. törvény Egyes törvényeknek a mező- és erdőgazdasági földek forgalmával összefüggő módosításáról
- 2018. évi CXXXVII. törvény Egyes törvényeknek az agrárgazdaság versenyképességével összefüggő módosításáról
- 2018. évi CXXXVIII. törvény Az állami magasépítési beruházások megvalósításáról
- 2018. évi CXXXIX. törvény Magyarország és egyes kiemelt térségeinek területrendezési tervéről

### Országgyűlési határozatok
- 1/2018. (II. 20.) OGY határozat Dr. Hadházy Ákos országgyűlési képviselő mentelmi ügyében
- 2/2018. (II. 21.) OGY határozat a Lengyelország melletti kiállásról Brüsszel nyomásgyakorlásával szemben
- 3/2018. (V. 8.) OGY határozat Az Országgyűlés tisztségviselőinek megválasztásáról
- 4/2018. (V. 8.) OGY határozat Az Országgyűlés háznagyának megválasztásáról[6]
- 5/2018. (V. 8.) OGY határozat Az Országgyűlés bizottságainak létrehozásáról, tisztségviselőinek és tagjainak megválasztásáról
- 6/2018. (V. 10.) OGY határozat A miniszterelnök megválasztásáról
- 7/2018. (V. 11.) OGY határozat Az Országgyűlés bizottságainak létrehozásáról, tisztségviselőinek és tagjainak megválasztásáról szóló 5/2018. (V. 8.) OGY határozat módosításáról[7]
- 8/2018. (VI. 5.) OGY határozat Az Interparlamentáris Unió Magyar Nemzeti Csoportjának megalakításáról
- 9/2018. (VI. 5.) OGY határozat Az Országgyűlés tisztségviselőinek megválasztásáról szóló 3/2018. (V. 8.) OGY határozat módosításáról
- 10/2018. (VI. 5.) OGY határozat Az Országgyűlés bizottságainak létrehozásáról, tisztségviselőinek és tagjainak megválasztásáról szóló 5/2018. (V. 8.) OGY határozat módosításáról
- 11/2018. (VI. 12.) OGY határozat Az Országgyűlés bizottságainak létrehozásáról, tisztségviselőinek és tagjainak megválasztásáról szóló 5/2018. (V. 8.) OGY határozat módosításáról
- 12/2018. (VII. 3.) OGY határozat Az Országgyűlés tisztségviselőinek megválasztásáról szóló 3/2018. (V. 8.) OGY határozat módosításáról
- 13/2018. (VII. 3.) OGY határozat Az Országgyűlés bizottságainak létrehozásáról, tisztségviselőinek és tagjainak megválasztásáról szóló 5/2018. (V. 8.) OGY határozat módosításáról
- 14/2018. (VII. 3.) OGY határozat Burány Sándor országgyűlési képviselő mentelmi ügyében
- 15/2018. (IX. 18.) OGY határozat A Magyar Nemzeti Bank felügyelőbizottsága elnökének és tagjainak megválasztásáról
- 16/2018. (IX. 18.) OGY határozat Bangóné Borbély Ildikó országgyűlési képviselő mentelmi ügyében
- 17/2018. (IX. 18.) OGY határozat Szabó Tímea országgyűlési képviselő mentelmi ügyében
- 18/2018. (X. 3.) OGY határozat A földművesek emléknapjáról
- 19/2018. (X. 3.) OGY határozat Az Országgyűlés bizottságainak létrehozásáról, tisztségviselőinek és tagjainak megválasztásáról szóló 5/2018. (V. 8.) OGY határozat módosításáról
- 20/2018. (X. 16.) OGY határozat A Magyarország szuverenitásának megvédéséről és a Magyarországgal szembeni rágalmak visszautasításáról
- 21/2018. (X. 16.) OGY határozat Az Országgyűlés bizottságainak létrehozásáról, tisztségviselőinek és tagjainak megválasztásáról szóló 5/2018. (V. 8.) OGY határozat módosításáról
- 22/2018. (X. 16.) OGY határozat A Tájékoztató az Állami Számvevőszék 2017. évi szakmai tevékenységéről és beszámoló az intézmény működéséről az Országgyűlés részére című beszámoló elfogadásáról
- 23/2018. (X. 31.) OGY határozat A 2018–2030 közötti időszakra vonatkozó, 2050-ig tartó időszakra kitekintést nyújtó második Nemzeti Éghajlatváltozási Stratégiáról
- 24/2018. (X. 31.) OGY határozat A Magyar Nemzeti Bank 2017. évről szóló üzleti jelentése és beszámolója elfogadásáról
- 25/2018. (X. 31.) OGY határozat A Magyar Honvédség részletes bontású létszámáról
- 26/2018. (X. 31.) OGY határozat Az orosz közösség Magyarországon honos népcsoporttá nyilvánítására irányuló kezdeményezésről
- 27/2018. (X. 31.) OGY határozat A székelyek Magyarországon honos népcsoporttá nyilvánítására irányuló kezdeményezésről
- 28/2018. (X. 31.) OGY határozat Az Országgyűlés bizottságainak létrehozásáról, tisztségviselőinek és tagjainak megválasztásáról szóló 5/2018. (V. 8.) OGY határozat módosításáról
- 29/2018. (X. 31.) OGY határozat Simonka György országgyűlési képviselő mentelmi ügyében
- 30/2018. (XI. 13.) OGY határozat Az Országgyűlés bizottságainak létrehozásáról, tisztségviselőinek és tagjainak megválasztásáról szóló 5/2018. (V. 8.) OGY határozat módosításáról
- 31/2018. (XI. 27.) OGY határozat Az Országgyűlés bizottságainak létrehozásáról, tisztségviselőinek és tagjainak megválasztásáról szóló 5/2018. (V. 8.) OGY határozat módosításáról
- 32/2018. (XI. 27.) OGY határozat A 2019. év II. Rákóczi Ferenc-emlékévvé nyilvánításáról
- 33/2018. (XII. 10.) OGY határozat Az Országgyűlés bizottságainak létrehozásáról, tisztségviselőinek és tagjainak megválasztásáról szóló 5/2018. (V. 8.) OGY határozat módosításáról

### Kormányrendeletek

#### Január (1)
- 1/2018. (I. 23.) Korm. rendelet A dohánykiskereskedelem-ellátási tevékenység elvégzése céljából megkötött koncessziós szerződés alapján fizetendő koncessziós díj legkisebb mértékéről szóló 405/2016. (XII. 10.) Korm. rendelet módosításáról

#### Február (2–31)
- 2/2018. (II. 1.) Korm. rendelet Az egészségügyi dolgozók és egészségügyben dolgozók, valamint a szociális ágazatban egészségügyi munkakörben dolgozók béremelésével összefüggésben egyes kormányrendeletek módosításáról
- 3/2018. (II. 1.) Korm. rendelet A Nemzeti Köznevelési Infrastruktúra Fejlesztési Program II. ütemében megvalósuló iskolafejlesztésekkel összefüggő közigazgatási hatósági ügyek nemzetgazdasági szempontból kiemelt jelentőségű üggyé nyilvánításáról
- 4/2018. (II. 2.) Korm. rendelet A megújuló energiaforrásból vagy hulladékból nyert energiával termelt villamos energia, valamint a kapcsoltan termelt villamos energia kötelező átvételéről és átvételi áráról szóló 389/2007. (XII. 23.) Korm. rendelet módosításáról
- 5/2018. (II. 6.) Korm. rendelet A Kárpátok védelméről és fenntartható fejlesztéséről szóló Keretegyezményhez kapcsolódó, a fenntartható mezőgazdaságról és a vidékfejlesztésről szóló Jegyzőkönyv kihirdetéséről
- 6/2018. (II. 6.) Korm. rendelet A Kárpátok védelméről és fenntartható fejlesztéséről szóló Keretegyezmény módosítása kihirdetéséről
- 7/2018. (II. 6.) Korm. rendelet A Magyarország Kormánya és Katar Állam Kormánya közötti oktatási, felsőoktatási és tudományos együttműködési Megállapodás kihirdetéséről és a Stipendium Hungaricum ösztöndíjak biztosításáról szóló Megállapodás kihirdetéséről szóló 281/2017. (IX. 22.) Korm. rendelet módosításáról
- 8/2018. (II. 6.) Korm. rendelet A Magyarország Kormánya és a Srí Lanka-i Demokratikus Szocialista Köztársaság Kormánya közötti pénzügyi együttműködési keretprogram kialakításáról szóló megállapodás kötelező hatályának elismeréséről és kihirdetéséről
- 9/2018. (II. 6.) Korm. rendelet A Magyarország Kormánya és a Srí Lanka-i Demokratikus Szocialista Köztársaság Kormánya közötti gazdasági együttműködési megállapodás kihirdetéséről
- 10/2018. (II. 6.) Korm. rendelet A Magyarország Kormánya és az Üzbég Köztársaság Kormánya közötti oktatási, tudományos és kulturális együttműködésről szóló egyezmény kihirdetéséről
- 11/2018. (II. 6.) Korm. rendelet A magyar légtér igénybevételéről szóló 4/1998. (I. 16.) Korm. rendelet módosításáról
- 12/2018. (II. 6.) Korm. rendelet A Magyar Turisztikai Ügynökség Zártkörűen Működő Részvénytársaság turizmussal és vendéglátással kapcsolatos egyes feladatainak meghatározásáról szóló 61/2017. (III. 20.) Korm. rendelet módosításáról
- 13/2018. (II. 6.) Korm. rendelet A mátrai és bükki térség egyes villamosenergia-elosztó vezetékeinek földkábelre történő cseréjével összefüggő közigazgatási hatósági ügyek nemzetgazdasági szempontból kiemelt jelentőségű üggyé nyilvánításáról
- 14/2018. (II. 12.) Korm. rendelet Az ezeréves Pannonhalmi Bencés Főapátság és természeti környezete világörökségi helyszín világörökségi kezelési tervéről
- 15/2018. (II. 13.) Korm. rendelet A szabad vállalkozási zónák létrehozásának és működésének, valamint a kedvezmények igénybevételének szabályairól szóló 27/2013. (II. 12.) Korm. rendelet módosításáról
- 16/2018. (II. 13.) Korm. rendelet A településfejlesztési koncepcióról, az integrált településfejlesztési stratégiáról és a településrendezési eszközökről, valamint egyes településrendezési sajátos jogintézményekről szóló 314/2012. (XI. 8.) Korm. rendelet és a településkép védelméről szóló törvény reklámok közzétételével kapcsolatos rendelkezéseinek végrehajtásáról szóló 104/2017. (IV. 28.) Korm. rendelet módosításáról
- 17/2018. (II. 14.) Korm. rendelet Pécs (Sopianae) ókeresztény temetője világörökségi kezelési tervéről
- 18/2018. (II. 14.) Korm. rendelet Az érettségi vizsga vizsgaszabályzatának kiadásáról szóló 100/1997. (VI. 13.) Korm. rendelet és a felsőoktatási felvételi eljárásról szóló 423/2012. (XII. 29.) Korm. rendelet módosításáról
- 19/2018. (II. 14.) Korm. rendelet A kiemelt nemzeti emlékhely és településkép-védelmi környezetének településkép védelméről és egyes kapcsolódó kormányrendeletek módosításáról
- 20/2018. (II. 14.) Korm. rendelet A katonai egészségügyi államigazgatási szerv, valamint a Magyar Honvédség, a Katonai Nemzetbiztonsági Szolgálat, a honvédelemért felelős miniszter tulajdonosi joggyakorlása alatt álló gazdasági társaságok vonatkozásában a közegészségügyi-járványügyi feladatokat ellátó szervek kijelöléséről
- 21/2018. (II. 16.) Korm. rendelet A tömeges bevándorlás okozta válsághelyzet Magyarország egész területére történő elrendeléséről, valamint a válsághelyzet elrendelésével, fennállásával és megszüntetésével összefüggő szabályokról szóló 41/2016. (III. 9.) Korm. rendelet módosításáról
- 22/2018. (II. 20.) Korm. rendelet A Magyarország Kormánya és a Kubai Köztársaság Kormánya között a Magyar Köztársaság Kormánya és a Kubai Köztársaság Kormánya között 2006. május 12-én, Havannában kelt gazdasági együttműködés kialakításáról szóló megállapodás módosításáról szóló Jegyzőkönyv kihirdetéséről
- 23/2018. (II. 20.) Korm. rendelet Munkahelyteremtő beruházásokkal összefüggő közigazgatási hatósági ügyek nemzetgazdasági szempontból kiemelt jelentőségű üggyé nyilvánításáról
- 24/2018. (II. 20.) Korm. rendelet Az egri Szent Antal Minorita templom és rendház rekonstrukciójával összefüggő közigazgatási hatósági ügyek nemzetgazdasági szempontból kiemelt jelentőségű üggyé nyilvánításáról
- 25/2018. (II. 26.) Korm. rendelet Az Emberi Erőforrás Fejlesztési Operatív Program keretében megvalósuló egyes beruházásokkal összefüggő közigazgatási hatósági ügyek nemzetgazdasági szempontból kiemelt jelentőségű üggyé nyilvánításáról
- 26/2018. (II. 28.) Korm. rendelet A családi otthonteremtési kedvezmény igénylésének adminisztratív egyszerűsítéséhez kapcsolódóan egyes kormányrendeletek módosításáról
- 27/2018. (II. 28.) Korm. rendelet Az egyes atomenergetikai tárgyú kormányrendeletek módosításáról
- 28/2018. (II. 28.) Korm. rendelet A nukleáris létesítmények nukleáris biztonsági követelményeiről és az ezzel összefüggő hatósági tevékenységről szóló 118/2011. (VII. 11.) Korm. rendelet és a radioaktív hulladékok átmeneti tárolását vagy végleges elhelyezését biztosító tároló létesítmények biztonsági követelményeiről és az ezzel összefüggő hatósági tevékenységről szóló 155/2014. (VI. 30.) Korm. rendelet módosításáról
- 29/2018. (II. 28.) Korm. rendelet Az állami foglalkoztatási szerv hatáskörében kiszabható bírságról
- 30/2018. (II. 28.) Korm. rendelet Az egyéni védőeszközök megfelelőségét értékelő szervezetek kijelölésének és tevékenysége felülvizsgálatának szabályairól
- 31/2018. (II. 28.) Korm. rendelet A Czeglédy-ügy károsultjainak rendkívüli állami kárrendezéséről szóló 488/2017. (XII. 29.) Korm. rendelet módosításáról

#### Március  (32–63)
- 32/2018. (III. 5.) Korm. rendelet A felszámolás alatt álló SZEVIÉP Szerkezet- és Vízépítő Zártkörűen Működő Részvénytársaság károsultjainak rendkívüli állami kárrendezéséről
- 33/2018. (III. 5.) Korm. rendelet A gödöllői uszoda beruházási programmal összefüggő közigazgatási hatósági ügyek kiemelt jelentőségű üggyé nyilvánításáról és az eljáró hatóságok kijelöléséről szóló 59/2014. (III. 4.) Korm. rendelet módosításáról
- 34/2018. (III. 7.) Korm. rendelet A nyugellátásokban és egyes más ellátásokban részesülő személyek részére juttatandó Erzsébet-utalványról
- 35/2018. (III. 7.) Korm. rendelet A társadalombiztosítási nyugellátásról szóló 1997. évi LXXXI. törvény végrehajtásáról szóló 168/1997. (X. 6.) Korm. rendelet módosításáról
- 36/2018. (III. 7.) Korm. rendelet A hallgatói hitelrendszerről szóló 1/2012. (I. 20.) Korm. rendelet módosításáról
- 37/2018. (III. 8.) Korm. rendelet Az egyetemes szolgáltatást igénybe vevő lakossági földgázfogyasztók részére biztosított téli rezsicsökkentésről
- 38/2018. (III. 8.) Korm. rendelet A villamos energiáról szóló 2007. évi LXXXVI. törvény egyes rendelkezéseinek végrehajtásáról szóló 273/2007. (X. 19.) Korm. rendelet módosításáról
- 39/2018. (III. 12.) Korm. rendelet A fűtési célú távhőszolgáltatást igénybe vevő lakossági felhasználók részére biztosított téli rezsicsökkentésről
- 40/2018. (III. 13.) Korm. rendelet A Magyarország Kormánya és a Szerb Köztársaság Kormánya közötti gazdasági és technikai együttműködési megállapodás kihirdetéséről
- 41/2018. (III. 13.) Korm. rendelet A büntetőeljárással összefüggésben személyi védelemben részesíthető személyekről és a személyi védelem ellátásának szabályairól
- 42/2018. (III. 13.) Korm. rendelet A Kemény Ferenc Sportlétesítmény-fejlesztési Programmal, valamint egyéb dél-pesti és észak-csepeli beruházásokkal összefüggő közigazgatási hatósági ügyek nemzetgazdasági szempontból kiemelt jelentőségű üggyé nyilvánításáról és az eljáró hatóságok kijelöléséről, valamint az egyes közérdeken alapuló kényszerítő indok alapján eljáró szakhatóságok kijelöléséről szóló 531/2017. (XII. 29.) Korm. rendelet módosításáról
- 43/2018. (III. 13.) Korm. rendelet A Dorog külterületén autóalkatrész-gyártó üzem létesítésére irányuló beruházással összefüggő közigazgatási hatósági ügyek nemzetgazdasági szempontból kiemelt jelentőségű üggyé nyilvánításáról
- 44/2018. (III. 13.) Korm. rendelet A Vecsés–Városföld közötti földgázszállító vezeték létesítésével összefüggő közigazgatási hatósági ügyek nemzetgazdasági szempontból kiemelt jelentőségű üggyé nyilvánításáról
- 45/2018. (III. 19.) Korm. rendelet Az állami és önkormányzati közfeladat-kataszterről
- 46/2018. (III. 19.) Korm. rendelet A bölcsődei kiegészítő támogatásról
- 47/2018. (III. 19.) Korm. rendelet A Nemzeti Jogszabálytárról szóló 338/2011. (XII. 29.) Korm. rendelet módosításáról
- 48/2018. (III. 19.) Korm. rendelet A kábítószerekkel és pszichotróp anyagokkal, valamint az új pszichoaktív anyagokkal végezhető tevékenységekről, valamint ezen anyagok jegyzékre vételéről és jegyzékeinek módosításáról szóló 66/2012. (IV. 2.) Korm. rendelet módosításáról
- 49/2018. (III. 19.) Korm. rendelet A Digitális Jólét Program végrehajtásával összefüggő egyes feladatokról, valamint a Kormányzati Informatikai Fejlesztési Ügynökségről szóló 268/2010. (XII. 3.) Korm. rendelet módosításáról szóló 127/2017. (VI. 8.) Korm. rendelet módosításáról
- 50/2018. (III. 19.) Korm. rendelet A Beruházás Előkészítési Alap felhasználásával kapcsolatos döntési hatáskörökről szóló 222/2017. (VIII. 11.) Korm. rendelet módosításáról
- 51/2018. (III. 19.) Korm. rendelet A Magyar Tudományos Akadémia Kísérleti Orvostudományi Kutatóintézet kutatóházának beruházásával összefüggő közigazgatási hatósági ügyek nemzetgazdasági szempontból kiemelt jelentőségű üggyé nyilvánításáról
- 52/2018. (III. 19.) Korm. rendelet A berettyóújfalui strand, uszoda és gyógyvizes fürdő fejlesztésének megvalósításával kapcsolatos egyes feladatok ellátásáról
- 53/2018. (III. 19.) Korm. rendelet Az egészségügyi szolgáltatások Egészségbiztosítási Alapból történő finanszírozásának részletes szabályairól szóló 43/1999. (III. 3.) Korm. rendelet módosításáról
- 54/2018. (III. 20) Korm. rendelet  A Mezőkövesd területén kovácsoló üzem létrehozására irányuló beruházással összefüggő közigazgatási hatósági ügyek nemzetgazdasági szempontból kiemelt jelentőségű üggyé nyilvánításáról
- 55/2018. (III. 23.) Korm. rendelet A közlekedési alapismeretek tanfolyam és vizsga díjához nyújtott támogatásról
- 56/2018. (III. 26.) Korm. rendelet Az életüktől és szabadságuktól politikai okból megfosztottak kárpótlásáról szóló 1992. évi XXXII. törvény végrehajtásáról szóló 111/1992. (VII. 1.) Korm. rendelet módosításáról
- 57/2018. (III. 26.) Korm. rendelet A Hernádnémeti nagyközség külterületén ipari terület kialakításával és a területen megvalósuló munkahelyteremtő beruházásokkal összefüggő közigazgatási hatósági ügyek nemzetgazdasági szempontból kiemelt jelentőségű üggyé nyilvánításáról
- 58/2018. (III. 26.) Korm. rendelet A Debrecen megyei jogú város külterületén, az Észak-Nyugati Gazdasági Övezetben ipari telephely kialakításával és a területen megvalósuló munkahelyteremtő beruházásokkal összefüggő közigazgatási hatósági ügyek nemzetgazdasági szempontból kiemelt jelentőségű üggyé nyilvánításáról
- 59/2018. (III. 26.) Korm. rendelet Egyes fejlesztéspolitikai tárgyú kormányrendeletek módosít
- 60/2018. (III. 27.) Korm. rendelet Az Eximbank által folyósítható kötött segélyhitelek feltételeiről és a segélyhitelnyújtás részletes szabályairól szóló 232/2003. (XII. 16.) Korm. rendelet módosításáról
- 61/2018. (III. 27.) Korm. rendelet A Robert Bosch Korlátolt Felelősségű Társaság Budapest területén megvalósuló beruházásával összefüggő közigazgatási hatósági ügyek nemzetgazdasági szempontból kiemelt jelentőségű üggyé nyilvánításáról szóló 212/2016. (VII. 21.) Korm. rendelet módosításáról
- 62/2018. (III. 28.) Korm. rendelet Az Alsózsolcán megvalósuló beruházással összefüggő közigazgatási hatósági ügyek nemzetgazdasági szempontból kiemelt jelentőségű üggyé nyilvánításáról
- 63/2018. (III. 29.) Korm. rendelet A felszámolás alatt álló SZEVIÉP Szerkezet- és Vízépítő Zártkörűen Működő Részvénytársaság károsultjainak rendkívüli állami kárrendezéséről szóló 32/2018. (III. 5.) Korm. rendelet módosításáról

#### Április (64–92)
- 64/2018. (IV. 3.) Korm. rendelet az állami köznevelési közfeladat ellátásában fenntartóként részt vevő szervekről, valamint a Klebelsberg Központról szóló 134/2016. (VI. 10.) Korm. rendelet módosításáról
- 65/2018. (IV. 4.) Korm. rendelet A nyergesújfalui ipari park bővítésével összefüggő közigazgatási hatósági ügyek nemzetgazdasági szempontból kiemelt jelentőségű üggyé nyilvánításáról
- 66/2018. (IV. 5.) Korm. rendelet Az egyetemes szolgáltatást igénybe vevő lakossági földgázfogyasztók részére biztosított téli rezsicsökkentésről szóló 37/2018. (III. 8.) Korm. rendelet módosításáról
- 67/2018. (IV. 6.) Korm. rendelet Nagykálló területén komposztgyártó, gombafeldolgozó és gombakutató központ létesítésére irányuló beruházással összefüggő közigazgatási hatósági ügyek nemzetgazdasági szempontból kiemelt jelentőségű üggyé nyilvánításáról
- 68/2018. (IV. 9.) Korm. rendelet A kulturális örökség védelmével kapcsolatos szabályokról
- 69/2018. (IV. 9.) Korm. rendelet A kulturális örökség védelmét érintő egyes kormányrendeletek módosításáról
- 70/2018. (IV. 9.) Korm. rendelet Az atomenergiával összefüggő egyes kormányrendeletek módosításáról
- 71/2018. (IV. 9.) Korm. rendelet A budapesti Istvánmező rehabilitációs programjával, kiemelten a Budapesti Olimpiai Központ integrált rekonstrukciójával összefüggő közigazgatási hatósági ügyek kiemelt jelentőségű üggyé nyilvánításáról és az eljáró hatóságok kijelöléséről szóló 364/2011. (XII. 30.) Korm. rendelet módosításáról
- 72/2018. (IV. 16.) Korm. rendelet A dohánytermékek nyomonkövethetőségéről és biztonsági eleméről
- 73/2018. (IV. 20.) Korm. rendeletA helyi közszolgáltatás információs rendszerről
- 74/2018. (IV. 20.) Korm. rendelet Az Integrált Közcélú Víziközmű Adatbázis üzemeltető szervezetének kijelöléséről és működésének részletes szabályairól
- 75/2018. (IV. 20.) Korm. rendelet A fizetésképtelenségi nyilvántartás létrehozásával kapcsolatos feladatokról
- 76/2018. (IV. 20.) Korm. rendelet A Széchenyi Pihenő Kártya kibocsátásának és felhasználásának szabályairól
- 77/2018. (IV. 20.) Korm. rendelet Egyes kormányrendeleteknek a büntetőeljárásról szóló 2017. évi XC. törvénnyel összefüggő módosításáról
- 78/2018. (IV. 20.) Korm. rendelet A haditechnikai tevékenység engedélyezésének és a vállalkozások tanúsításának részletes szabályairól szóló 156/2017. (VI. 16.) Korm. rendelet módosításáról
- 79/2018. (IV. 20.) Korm. rendelet Az utazásszervező és -közvetítő tevékenységről szóló 213/1996. (XII. 23.) Korm. rendelet módosításáról
- 80/2018. (IV. 20.) Korm. rendelet Az egyes iparszabályozási tárgyú kormányrendeletek bürokráciacsökkentéssel összefüggő módosításáról
- 81/2018. (IV. 20.) Korm. rendelet A megújuló energiaforrásból termelt villamos energia kötelező átvételi és prémium típusú támogatásáról szóló 299/2017. (X. 17.) Korm. rendelet módosításáról
- 82/2018. (IV. 20.) Korm. rendelet A csomagolásról és a csomagolási hulladékkal kapcsolatos hulladékgazdálkodási tevékenységekről szóló 442/2012. (XII. 29.) Korm. rendelet, valamint az egyes hulladékgazdálkodási létesítmények kialakításának és üzemeltetésének szabályairól szóló 246/2014. (IX. 29.) Korm. rendelet módosításáról
- 83/2018. (IV. 20.) Korm. rendelet A 2014–2020 programozási időszakban az Európai Szomszédsági Támogatási Eszközből társfinanszírozott Magyarország–Szlovákia–Románia–Ukrajna ENI Határon Átnyúló Együttműködési Program végrehajtásáról
- 84/2018. (IV. 20.) Korm. rendelet A 2014–2020 programozási időszakban az Európai Regionális Fejlesztési Alap, az Előcsatlakozási Támogatási Eszköz és az Európai Szomszédsági Támogatási Eszköz pénzügyi alapok egyes, határon átnyúló együttműködési programjainak végrehajtási intézményrendszeréről szóló 238/2015. (IX. 4.) Korm. rendelet módosításáról
- 85/2018. (IV. 20.) Korm. rendelet A 2014–2020 programozási időszakban az Európai Regionális Fejlesztési Alap és az Előcsatlakozási Támogatási Eszköz egyes, határon átnyúló együttműködési programjainak végrehajtásáról szóló 126/2016. (VI. 7.) Korm. rendelet módosításáról
- 86/2018. (IV. 21.) Korm. rendelet A Digitális Jólét Program végrehajtásával összefüggő egyes feladatokról, valamint a Kormányzati Informatikai Fejlesztési Ügynökségről szóló 268/2010. (XII. 3.) Korm. rendelet módosításáról szóló 127/2017. (VI. 8.) Korm. rendelet módosításáról
- 87/2018. (IV. 24.) Korm. rendelet Egyes egészségügyi és egészségbiztosítási tárgyú kormányrendeletek módosításáról
- 88/2018. (IV. 24.) Korm. rendelet A Komárom területén megvalósuló beruházással összefüggő közigazgatási hatósági ügyek mezőgazdasági szempontból kiemelt jelentőségű üggyé nyilvánításáról
- 89/2018. (IV. 24.) Korm. rendelet A Székesfehérváron és Nemesvámoson megvalósuló járműipari beruházásokkal összefüggő közigazgatási hatósági ügyek nemzetgazdasági szempontból kiemelt jelentőségű üggyé nyilvánításáról
- 90/2018. (IV. 25.) Korm. rendelet A Szeged-Csanádi Egyházmegye beruházásaival összefüggő közigazgatási hatósági ügyek nemzetgazdasági szempontból kiemelt jelentőségű üggyé nyilvánításáról
- 91/2018. (IV. 25.) Korm. rendelet A Veszprém megyei jogú város külterületén megvalósuló ipari park fejlesztésével összefüggő közigazgatási hatósági ügyek nemzetgazdasági szempontból kiemelt jelentőségű üggyé nyilvánításáról
- 92/2018. (IV. 27.) Korm. rendelet A villamos energiáról szóló 2007. évi LXXXVI. törvény egyes rendelkezéseinek végrehajtásáról szóló 273/2007. (X. 19.) Korm. rendelet és a megújuló energiaforrásból vagy hulladékból nyert energiával termelt villamos energia, valamint a kapcsoltan termelt villamos energia kötelező átvételéről és átvételi áráról szóló 389/2007. (XII. 23.) Korm. rendelet módosításáról

#### Május (93–97)
- 93/2018. (V. 4.) Korm. rendelet A központi államigazgatási szervek és más szervek átalakítása, valamint a vezető személyének változása esetén lefolytatandó átadás-átvételi eljárásról
- 94/2018. (V. 22.) Korm. rendelet a Kormány tagjainak feladat- és hatásköréről
- 95/2018. (V. 22.) Korm. rendelet Egyes kormányrendeleteknek a Miniszterelnöki Kormányiroda megalakulásával összefüggő módosításáról
- 96/2018. (V. 22.) Korm. rendelet A honvédelemről és a Magyar Honvédségről, valamint a különleges jogrendben bevezethető intézkedésekről szóló 2011. évi CXIII. törvény egyes rendelkezéseinek végrehajtásáról szóló 290/2011. (XII. 22.) Korm. rendelet módosításáról
- 97/2018. (V. 25.) Korm. rendelet A történelmi emlékhelyekről szóló 303/2011. (XII. 23.) Korm. rendelet módosításáról[8]

#### Június (98–114)
- 98/2018. (VI. 1.) Korm. rendelet A közszolgálati tisztviselők és az állami tisztviselők jogviszonyának megszűnésével és megszüntetésével összefüggő egyes eljárási részletkérdésekről
- 99/2018. (VI. 8.) Korm. rendelet A Nemzeti Kommunikációs Hivatal feladataival, valamint a településkép védelmével összefüggő egyes kormányrendeletek módosításáról
- 100/2018. (VI. 8.) Korm. rendelet A nyomozás és az előkészítő eljárás részletes szabályairól
- 101/2018. (VI. 11.) Korm. rendelet Egyes kormányrendeleteknek a Kormány tagjainak feladat- és hatásköréről szóló 94/2018. (V. 22.) Korm. rendelettel összefüggő módosításáról
- 102/2018. (VI. 11.) Korm. rendelet A Modern Települések Fejlesztéséért felelős kormánybiztos irányítási jogköréről
- 103/2018. (VI. 11.) Korm. rendelet Egyes földügyi tárgyú kormányrendeletek módosításáról
- 104/2018. (VI. 11.) Korm. rendelet Az iparbiztonsági ellenőrzés és a telephely biztonsági tanúsítvány kiadásának részletes szabályairól szóló 92/2010. (III. 31.) Korm. rendelet, valamint a kormányzati célú hálózatokról szóló 346/2010. (XII. 28.) Korm. rendelet módosításáról
- 105/2018. (VI. 15.) Korm. rendelet A hulladékgazdálkodási közszolgáltatással összefüggő egyes kormányrendeletek módosításáról
- 106/2018. (VI. 15.) Korm. rendelet Egyes fejlesztéspolitikai tárgyú kormányrendeleteknek a kormányzati szerkezetátalakítással összefüggő módosításáról
- 107/2018. (VI. 15.) Korm. rendelet A Debrecen megyei jogú város külterületén az Észak-Nyugati Gazdasági Övezetben ipari telephely kialakításával és a területen megvalósuló munkahelyteremtő beruházásokkal összefüggő közigazgatási hatósági ügyek nemzetgazdasági szempontból kiemelt jelentőségű üggyé nyilvánításáról szóló 58/2018. (III. 26.) Korm. rendelet módosításáról
- 108/2018. (VI. 25.) Korm. rendelet A nemzeti vagyon kezeléséért felelős tárca nélküli miniszter feladatkörét érintő egyes kormányrendeleteknek a kormányzati szerkezetátalakítással összefüggő módosításáról
- 109/2018. (VI. 25.) Korm. rendelet Egyes igazságügyi tárgyú kormányrendeleteknek a büntetőeljárásról szóló 2017. évi  XC. törvénnyel összefüggő módosításáról
- 110/2018. (VI. 25.) Korm. rendelet A veszélyes katonai objektumokkal kapcsolatos hatósági eljárás rendjéről szóló 95/2006. (IV. 18.) Korm. rendelet módosításáról
- 111/2018. (VI. 25.) Korm. rendelet Az egyes közlekedési tárgyú kormányrendeletek módosításáról
- 112/2018. (VI. 25.) Korm. rendelet A központosított informatikai és elektronikus hírközlési szolgáltatásokról szóló 309/2011. (XII. 23.) Korm. rendelet és a Kormányzati Adatközpont működéséről szóló 467/2017. (XII. 28.) Korm. rendelet módosításáról
- 113/2018. (VI. 25.) Korm. rendelet A Rendszerváltás Történetét Kutató Intézet és Archívum létrehozásáról szóló 83/2013. (III. 21.) Korm. rendelet és a VERITAS Történetkutató Intézet létrehozásáról szóló 373/2013. (X. 25.) Korm. rendelet módosításáról
- 114/2018. (VI. 26.) Korm. rendelet A 2018/2019. tanévre vonatkozó szakmaszerkezeti döntésről és a 2018/2019. tanévben a Szabóky Adolf Szakképzési Ösztöndíjra jogosító szakképesítésekről szóló 353/2017. (XI. 29.) Korm. rendelet módosításáról

#### Július (115–140)
- 115/2018. (VII. 2.) Korm. rendelet A Kormány tagjainak feladat- és hatásköréről szóló 94/2018. (V. 22.) Korm. rendelet módosításáról
- 116/2018. (VII. 2.) Korm. rendelet A minimális vagyonvédelmi szolgáltatási rezsióradíj 2018. évi mértékéről
- 117/2018. (VII. 2.) Korm. rendelet Az utak építésének, forgalomba helyezésének és megszüntetésének engedélyezéséről szóló 93/2012. (V. 10.) Korm. rendelet, valamint az egységes elektronikus közműnyilvántartásról szóló 324/2013. (VIII. 29.) Korm. rendelet módosításáról
- 118/2018. (VII. 2.) Korm. rendelet A beruházás ösztönzési célelőirányzat felhasználásáról szóló 210/2014. (VIII. 27.) Korm. rendelet módosításáról
- 119/2018. (VII. 2.) Korm. rendelet Az Egészséges Budapest Program megvalósításával összefüggő közigazgatási hatósági ügyek nemzetgazdasági szempontból kiemelt jelentőségű üggyé nyilvánításáról szóló 98/2017. (IV. 27.) Korm. rendelet módosításáról
- 120/2018. (VII. 4.) Korm. rendelet a védett személyek és a kijelölt létesítmények védelméről szóló 160/1996. (XI. 5.) Korm. rendelet módosításáról
- 121/2018. (VII. 10.) Korm. rendelet Magyarország Kormánya és a Tádzsik Köztársaság Kormánya közötti oktatási, tudományos és kulturális együttműködésről szóló egyezmény kihirdetéséről
- 122/2018. (VII. 10.) Korm. rendelet Az egyes köznevelési tárgyú kormányrendeletek módosításáról
- 123/2018. (VII. 10.) Korm. rendelet Az Európai Unió intézményeiben nemzeti szakértőként foglalkoztatott köztisztviselőkről, kormánytisztviselőkről és a fegyveres szervek hivatásos állományú tagjairól szóló 34/2012. (III: 9.) Korm. rendelet módosításáról
- 124/2018. (VII. 10.) Korm. rendelet A Nemzeti Kommunikációs Hivatalról és a kormányzati kommunikációs beszerzések központosított közbeszerzési rendszeréről szóló 247/2014. (X. 1.) Korm. rendelet, valamint a Nemzeti Kommunikációs Hivatal feladataival, valamint a településkép védelmével összefüggő egyes kormányrendeletek módosításáról szóló 99/2018. (VI. 8.) Korm. rendelet módosításáról
- 125/2018. (VII. 10.) Korm. rendelet Az egyes veszélyes anyagok elektromos és elektronikus berendezésekben való alkalmazásának korlátozásáról szóló 374/2012. (XII. 18.) Korm. rendelet módosításáról
- 126/2018. (VII. 11.) Korm. rendelet Az IKARUS Egyedi Autóbusz Gyártó Korlátolt Felelősségű Társaság stratégiailag kiemelt jelentőségű gazdálkodó szervezetté minősítéséről
- 127/2018. (VII. 18.) Korm. rendelet Egyes határ menti operatív programokhoz kapcsolódó kormányrendeleteknek a kormányzati szerkezetátalakítással összefüggő módosításáról
- 128/2018. (VII. 18.) Korm. rendelet A felszámolás alatt álló SZEVIÉP Szerkezet- és Vízépítő Zártkörűen Működő Részvénytársaság károsultjainak rendkívüli állami kárrendezéséről szóló 32/2018. (III. 5.) Korm. rendelet módosításáról
- 129/2018. (VII. 23.) Korm. rendelet A Magyarország Kormánya és a Vietnami Szocialista Köztársaság Kormánya közötti pénzügyi együttműködési keretprogram kialakításáról szóló megállapodás módosításáról szóló jegyzékváltással létrejött egyezmény kihirdetéséről
- 130/2018. (VII. 23.) Korm. rendelet Az Európai Foglalkoztatási Szolgálat tevékenységében részt vevő állami foglalkoztatási szerv feladatairól, valamint más szervezetek e tevékenységben történő részvételének feltételeiről
- 131/2018. (VII. 23.) Korm. rendelet Egyes pénzforgalmi és számviteli tárgyú kormányrendeletek módosításáról
- 132/2018. (VII. 23.) Korm. rendelet Az innovációért és technológiáért felelős miniszter hulladékgazdálkodást érintő feladat- és hatáskörével összefüggő egyes kormányrendeletek módosításáról
- 133/2018. (VII. 23.) Korm. rendelet A levegő védelméről szóló 306/2010. (XII. 23.) Korm. rendelet módosításáról
- 134/2018. (VII. 23.) Korm. rendelet A világörökség védelmével összefüggésben a magyar államot megillető elővásárlási jog gyakorlásának szabályairól szóló 455/2017. (XII. 27.) Korm. rendelet és a kulturális örökség védelmével kapcsolatos szabályokról szóló 68/2018. (IV. 9.) Korm. rendelet módosításáról
- 135/2018. (VII. 25.) Korm. rendelet Az egyes klímapolitikai tárgyú kormányrendeletek módosításáról
- 136/2018. (VII. 25.) Korm. rendelet Egyes kormányrendeletek technikai deregulációjáról
- 137/2018. (VII. 25.) Korm. rendelet Az Óvodai nevelés országos alapprogramjáról szóló 363/2012. (XII. 17.) Korm. rendelet módosításáról
- 138/2018. (VII. 26.) Korm. rendelet A büntetőeljáráshoz kapcsolódó egyszerűsített kártalanítási eljárás részletes szabályairól
- 139/2018. (VII. 26.) Korm. rendelet A vizek kártételei elleni védekezés szabályairól szóló 232/1996. (XII. 26.) Korm. rendelet módosításáról
- 140/2018. (VII. 26.) Korm. rendelet Az államháztartásról szóló törvény végrehajtásáról szóló 368/2011. (XII. 31.) Korm. rendelet módosításáról

#### Augusztus (141–153)
- 141/2018. (VII. 27.) Korm. rendelet Egyes gazdaságfejlesztési célú és munkahelyteremtő beruházásokkal összefüggő közigazgatási hatósági ügyek nemzetgazdasági szempontból kiemelt jelentőségű üggyé nyilvánításáról, valamint egyes nemzetgazdasági szempontból kiemelt jelentőségű üggyé nyilvánításról szóló kormányrendeletek módosításáról
- 142/2018. (VII. 30.) Korm. rendelet A Budapest Diákváros – Déli Városkapu Fejlesztési Program megvalósításával összefüggésében egyes kormányrendeletek módosításáról
- 143/2018. (VIII. 13.) Korm. rendelet A rendeltetésmódosítási eljárás során alkalmazandó részletes szabályokról
- 144/2018. (VIII. 13.) Korm. rendelet A fogyasztók részére vezetett fizetési számlákhoz kapcsolódó díjakról történő tájékoztatás egyes kérdéseiről
- 145/2018. (VIII. 13.) Korm. rendelet A kiemelt településkép-védelmi környezettel kapcsolatos egyes kormányrendeletek módosításáról
- 146/2018. (VIII. 13.) Korm. rendelet A Nemzeti Közszolgálati Egyetemmel, valamint az államtudományi képzés képesítéseinek a közigazgatásban történő bevezetésével kapcsolatos egyes kormányrendeletek módosításáról
- 147/2018. (VIII. 13.) Korm. rendelet Az atomenergia alkalmazása körében eljáró független műszaki szakértőről szóló 247/2011. (XI. 25.) Korm. rendelet módosításáról
- 148/2018. (VIII. 13.) Korm. rendelet Az önkormányzati ASP rendszerről szóló 257/2016. (VIII. 31.) Korm. rendelet és az elektronikus ügyintézés részletszabályairól szóló 451/2016. (XII. 19.) Korm. rendelet módosításáról
- 149/2018. (VIII. 13.) Korm. rendelet Az Erzsébet Táborok infrastrukturális fejlesztésére irányuló beruházással összefüggő közigazgatási hatósági ügyek nemzetgazdasági szempontból kiemelt jelentőségű üggyé nyilvánításáról szóló 266/2017. (IX. 11.) Korm. rendelet módosításáról
- 150/2018. (VIII. 13.) Korm. rendelet Az egyes kormányrendeleteknek a toronyházak építésének szabályozásával kapcsolatos módosításáról
- 151/2018. (VIII. 13.) Korm. rendelet Az üldözött keresztények megsegítésével kapcsolatos feladatok ellátása érdekében szükséges egyes jogszabályok módosításairól
- 152/2018. (VIII. 30.) Korm. rendelet Az egyes gazdaságfejlesztési célú és munkahelyteremtő beruházásokkal összefüggő közigazgatási hatósági ügyek nemzetgazdasági szempontból kiemelt jelentőségű üggyé nyilvánításáról, valamint egyes nemzetgazdasági szempontból kiemelt jelentőségű üggyé nyilvánításról szóló kormányrendeletek módosításáról szóló 141/2018. (VII. 27.) Korm. rendelet módosításáról
- 153/2018. (VIII. 31.) Korm. rendelet Az egyházi és a nemzetiségi támogatásokra vonatkozó egyes kormányrendeleteknek, valamint a Kormány tagjainak feladat- és hatásköréről szóló 94/2018. (V. 22.) Korm. rendeletnek a Bethlen Gábor Alapról szóló 2010. évi CLXXXII. törvény módosításáról szóló 2018. évi XLVII. törvénnyel összefüggő módosításáról

#### Szeptember (154–176)
- 154/2018. (IX. 3.) Korm. rendelet A Budai Palotanegyed területébe tartozó ingatlanok meghatározásáról
- 155/2018. (IX. 3.) Korm. rendelet A fővárosi és megyei kormányhivatalok működésével összefüggő egyes kormányrendeletek módosításáról
- 156/2018. (IX. 3.) Korm. rendelet A nemzeti adatvagyon körébe tartozó állami nyilvántartások adatfeldolgozásának biztosításáról szóló 38/2011. (III. 22.) Korm. rendelet módosításáról
- 157/2018. (IX. 3.) Korm. rendelet A minősített beszerzések Országgyűlés általi mentesítésének kezdeményezésére vonatkozó feltételekről és eljárásról, valamint az ilyen beszerzések megvalósításakor az ajánlatkérő által érvényesítendő követelményekről szóló 492/2015. (XII. 30.) Korm. rendelet, és az alapvető biztonsági érdeket érintő beszerzések Országgyűlés általi mentesítésének kezdeményezésére vonatkozó feltételekről és eljárásról, valamint az ilyen beszerzések megvalósításakor az ajánlatkérő által érvényesítendő követelményekről szóló 225/2016. (VII. 29.) Korm. rendelet módosításáról
- 158/2018. (IX. 3.) Korm. rendelet A közszolgálati tisztviselők és az állami tisztviselők jogviszonyának megszűnésével és megszüntetésével összefüggő egyes eljárási részletkérdésekről szóló 98/2018. (VI. 1.) Korm. rendelet módosításáról
- 159/2018. (IX. 3.) Korm. rendelet A tömeges bevándorlás okozta válsághelyzet Magyarország egész területére történő elrendeléséről, valamint a válsághelyzet elrendelésével, fennállásával és megszüntetésével összefüggő szabályokról szóló 41/2016. (III. 9.) Korm. rendelet módosításáról
- 160/2018. (IX. 7.) Korm. rendelet A 2014–2020 programozási időszakban az egyes európai uniós alapokból származó támogatások felhasználásának rendjéről szóló 272/2014. (XI. 5.) Korm. rendelet módosításáról
- 161/2018. (IX. 7.) Korm. rendelet A munkaerőpiaci mobilitást elősegítő munkásszállás építéséhez nyújtható támogatásról szóló 23/2017. (II. 3.) Korm. rendelet módosításáról
- 162/2018. (IX. 10.) Korm. rendelet Egyes kormányrendeleteknek a Nemzeti Népegészségügyi Központ létrehozásával kapcsolatos módosításáról
- 163/2018. (IX. 10.) Korm. rendelet A HEPA Magyar Exportfejlesztési Ügynökség Nonprofit Zártkörűen Működő Részvénytársaság és a Közép-európai Gazdaságfejlesztési Hálózat Nonprofit Korlátolt Felelősségű Társaság feladatainak meghatározásáról, valamint a Digitális Jólét Program végrehajtásával összefüggő egyes feladatokról, valamint a Kormányzati Informatikai Fejlesztési Ügynökségről szóló 268/2010. (XII. 3.) Korm. rendelet módosításáról szóló 127/2017. (VI. 8.) Korm. rendelet módosításáról
- 164/2018. (IX. 11.) Korm. rendelet Az egészségügyi szolgáltatás gyakorlásának általános feltételeiről, valamint a működési engedélyezési eljárásról szóló 96/2003. (VII. 15.) Korm. rendelet és a fővárosi és megyei kormányhivatal, valamint a járási (fővárosi kerületi) hivatal népegészségügyi feladatai ellátásáról, továbbá az egészségügyi államigazgatási szerv kijelöléséről szóló 385/2016. (XII. 2.) Korm. rendelet módosításáról
- 165/2018. (IX. 11.) Korm. rendelet Az európai uniós versenyjogi értelemben vett állami támogatásokkal kapcsolatos eljárásról és a regionális támogatási térképről szóló 37/2011. (III. 22.) Korm. rendelet, valamint a 2014–2020 programozási időszakra rendelt források felhasználására vonatkozó uniós versenyjogi értelemben vett állami támogatási szabályokról szóló 255/2014. (X. 10.) Korm. rendelet módosításáról
- 166/2018. (IX. 17.) Korm. rendelet A honvédelmi ágazat sugárvédelmi hatósági feladatairól
- 167/2018. (IX. 17.) Korm. rendelet A történelmi emlékhelyekről szóló 303/2011. (XII. 23.) Korm. rendelet módosításáról
- 168/2018. (IX. 17.) Korm. rendelet A Budapest I. kerület, Színház utca 1–3. és 5–11. szám alatti ingatlan üzemeltetési és létesítménygazdálkodási feladatainak változásával összefüggésben egyes kormányrendeletek módosításáról
- 169/2018. (IX. 25.) Korm. rendelet Az erdőgazdálkodási és erdővédelmi bírság mértékéről és kiszámításának módjáról szóló 143/2009. (VII. 6.) Korm. rendelet módosításáról
- 170/2018. (IX. 25.) Korm. rendelet A Nemzeti Biztonsági Felügyelet működésének, valamint a minősített adat kezelésének rendjéről szóló 90/2010. (III. 26.) Korm. rendelet módosításáról
- 171/2018. (IX. 25.) Korm. rendelet A büntetés-végrehajtási intézetek férőhely-bővítési programjához kapcsolódó, az új börtönépítési beruházásokkal összefüggő közigazgatási hatósági ügyek nemzetgazdasági szempontból kiemelt jelentőségű üggyé nyilvánításáról szóló 268/2016. (VIII. 31.) Korm. rendelet módosításáról
- 172/2018. (IX. 26.) Korm. rendelet A Kormány tagjainak feladat- és hatásköréről szóló 94/2018. (V. 22.) Korm. rendelet módosításáról
- 173/2018. (IX. 26.) Korm. rendelet A gyülekezési jog gyakorlásával összefüggő kötelezettségek megszegése esetén kiszabható közigazgatási bírság megállapításának és megfizetése módjának részletes szabályairól
- 174/2018. (IX. 26.) Korm. rendelet Egyes nemzetgazdasági szempontból kiemelt jelentőségű üggyé nyilvánításáról szóló kormányrendeletek módosításáról
- 175/2018. (IX. 27.) Korm. rendelet Az államháztartásról szóló törvény végrehajtásáról szóló 368/2011. (XII. 31.) Korm. rendelet és a Modern Városok Program megvalósításáról szóló 250/2016. (VIII. 24.) Korm. rendelet módosításáról
- 176/2018. (IX. 27.) Korm. rendelet Az egyes gazdaságfejlesztési célú és munkahelyteremtő beruházásokkal összefüggő közigazgatási hatósági ügyek nemzetgazdasági szempontból kiemelt jelentőségű üggyé nyilvánításáról, valamint egyes nemzetgazdasági szempontból kiemelt jelentőségű üggyé nyilvánításról szóló kormányrendeletek módosításáról szóló 141/2018. (VII. 27.) Korm. rendelet módosításáról

#### Október (177–201)
- 177/2018. (X. 1.) Korm. rendelet A Nádudvaron megvalósuló feldolgozóipari beruházással összefüggő közigazgatási hatósági ügyek nemzetgazdasági szempontból kiemelt jelentőségű üggyé nyilvánításáról szóló 112/2017. (IV. 28.) Korm. rendelet módosításáról
- 178/2018. (X. 2.) Korm. rendelet Az életvitelszerű közterületi tartózkodás szabályainak megsértése szabálysértéssel kapcsolatban közreműködő egyes szervek kijelöléséről és feladatairól
- 179/2018. (X. 2.) Korm. rendelet Az elektronikus ügyintézéssel kapcsolatos egyes Korm. rendeletek módosításáról
- 180/2018. (X. 2.) Korm. rendelet Az Esztergom belterületén található Déli Kanonoksor műemléki védelem alatt álló épületének közcélú hasznosítás érdekében megvalósuló beruházással összefüggő közigazgatási hatósági ügyek nemzetgazdasági szempontból kiemelt jelentőségű üggyé nyilvánításáról
- 181/2018. (X. 2.) Korm. rendelet A fegyverekről és lőszerekről szóló 253/2004. (VIII. 31.) Korm. rendeletnek a lőfegyverek hatástalanítására vonatkozó európai uniós követelményekkel összefüggő jogharmonizációs célú módosításáról
- 182/2018. (X. 2.) Korm. rendelet A határon túli költségvetési támogatások sajátos szabályairól szóló 98/2012. (V. 15.) Korm. rendelet módosításáról
- 183/2018. (X. 8.) Korm. rendelet A 2018. évi nyugdíjprémiumról és egyes más ellátások után járó egyszeri juttatásról
- 184/2018. (X. 8.) Korm. rendelet Az egészségügyi szolgáltatások Egészségbiztosítási Alapból történő finanszírozásának részletes szabályairól szóló 43/1999. (III. 3.) Korm. rendelet és az egyes egészségügyi dolgozók és egészségügyben dolgozók illetmény- vagy bérnövelésének, valamint az ahhoz kapcsolódó támogatás igénybevételének részletes szabályairól szóló 256/2013. (VII. 5.) Korm. rendelet módosításáról
- 185/2018. (X. 8.) Korm. rendelet A közfoglalkoztatottak elhelyezkedési juttatásáról szóló 328/2015. (XI. 10.) Korm. rendelet módosításáról
- 186/2018. (X. 9.) Korm. rendelet Egyes agrárszabályozási tárgyú kormányrendeletek módosításáról
- 187/2018. (X. 9.) Korm. rendelet Az Emberi Erőforrás Fejlesztési Operatív Program keretében megvalósuló egyes beruházásokkal összefüggő közigazgatási hatósági ügyek nemzetgazdasági szempontból kiemelt jelentőségű üggyé nyilvánításáról szóló 25/2018. (II. 26.) Korm. rendelet módosításáról
- 188/2018. (X. 12.) Korm. rendelet A tanárképzés rendszeréről, a szakosodás rendjéről és a tanárszakok jegyzékéről szóló 283/2012. (X. 4.) Korm. rendelet, valamint a felsőoktatásban szerezhető képesítések jegyzékéről és új képesítések jegyzékbe történő felvételéről szóló 139/2015. (VI. 9.) Korm. rendelet módosításáról
- 189/2018. (X. 12.) Korm. rendelet Az állami köznevelési közfeladat ellátásában fenntartóként részt vevő szervekről, valamint a Klebelsberg Központról szóló 134/2016. (VI. 10.) Korm. rendelet módosításáról
- 190/2018. (X. 12.) Korm. rendelet A kulturális örökség védelmével kapcsolatos szabályokról szóló 68/2018. (IV. 9.) Korm. rendelet módosításáról
- 191/2018. (X. 12.) Korm. rendelet Az életvitelszerű közterületi tartózkodás szabályainak megsértése szabálysértéssel kapcsolatban közreműködő egyes szervek kijelöléséről és feladatairól szóló 178/2018. (X. 2.) Korm. rendelet eltérő szöveggel történő hatálybalépéséről
- 192/2018. (X. 12.) Korm. rendelet A Kormányzati Ellenőrzési Hivatalról szóló 355/2011. (XII. 30.) Korm. rendelet módosításáról
- 193/2018. (X. 15.) Korm. rendelet A Magyar Művészeti Akadémia tagjainak életjáradékáról, valamint életjáradékban részesített tagjának elhalálozása esetén megállapítható hozzátartozói ellátásokról szóló 208/2013. (VI. 17.) Korm. rendelet módosításáról
- 194/2018. (X. 15.) Korm. rendelet Az államháztartásról szóló törvény végrehajtásáról szóló 368/2011. (XII. 31.) Korm. rendeletnek a Kormány tagjainak feladat- és hatásköréről szóló 94/2018. (V. 22.) Korm. rendelettel összefüggő módosításáról
- 195/2018. (X. 17.) Korm. rendelet A Kormány tagjainak feladat- és hatásköréről szóló 94/2018. (V. 22.) Korm. rendelet módosításáról
- 196/2018. (X. 17.) Korm. rendelet A Nemzeti Stadionfejlesztési Program keretében megvalósítandó egyes labdarúgó sportlétesítmény-fejlesztési beruházások megvalósításával összefüggő közigazgatási hatósági ügyek kiemelt jelentőségű üggyé nyilvánításáról és az eljáró hatóságok kijelöléséről szóló 15/2014. (I. 30.) Korm. rendelet módosításáról
- 197/2018. (X. 24.) Korm. rendelet A Széchenyi Programiroda Tanácsadó és Szolgáltató Nonprofit Korlátolt Felelősségű Társaságról
- 198/2018. (X. 25.) Korm. rendelet Az olvasási képességet érintő fogyatékossággal élő kedvezményezett személyek javára végezhető szabad felhasználás részletes szabályairól
- 199/2018. (X. 30.) Korm. rendelet Az Európai Hálózatfinanszírozási Eszközből származó források felhasználásáról szóló 75/2016. (IV. 5.) Korm. rendelet módosításáról
- 200/2018. (X. 30.) Korm. rendelet Az egyes gazdaságfejlesztési célú és munkahelyteremtő beruházásokkal összefüggő közigazgatási hatósági ügyek nemzetgazdasági szempontból kiemelt jelentőségű üggyé nyilvánításáról, valamint egyes nemzetgazdasági szempontból kiemelt jelentőségű üggyé nyilvánításról szóló kormányrendeletek módosításáról szóló 141/2018. (VII. 27.) Korm. rendelet módosításáról
- 201/2018. (X. 30.) Korm. rendelet A Sopron-Fertő kiemelt turisztikai térségben megvalósítandó beruházásokkal összefüggő közigazgatási hatósági ügyek nemzetgazdasági szempontból kiemelt jelentőségű üggyé nyilvánításáról, valamint a turisztikai térségek és a kiemelt turisztikai fejlesztési térségek meghatározásáról szóló 429/2016. (XII. 15.) Korm. rendelet módosításáról

#### November (202–225)
- 202/2018. (XI. 5.) Korm. rendelet A Magyarország Kormánya és az Ugandai Köztársaság Kormánya közötti oktatási együttműködési egyezmény kihirdetéséről
- 203/2018. (XI. 5.) Korm. rendelet Az államháztartás számviteléről szóló 4/2013. (I. 11.) Korm. rendelet módosításáról
- 204/2018. (XI. 8.) Korm. rendelet Az autópályák, autóutak és főutak használatáért fizetendő megtett úttal arányos díjról szóló 2013. évi LXVII. törvény végrehajtásáról szóló 209/2013. (VI. 18.) Korm. rendelet módosításáról
- 205/2018. (XI. 9.) Korm. rendelet Az egyes gazdaságfejlesztési célú és munkahelyteremtő beruházásokkal összefüggő közigazgatási hatósági ügyek nemzetgazdasági szempontból kiemelt jelentőségű üggyé nyilvánításáról, valamint egyes nemzetgazdasági szempontból kiemelt jelentőségű üggyé nyilvánításról szóló kormányrendeletek módosításáról szóló 141/2018. (VII. 27.) Korm. rendelet módosításáról
- 206/2018. (XI. 10.) Korm. rendelet A Magyarságkutató Intézet létrehozásáról és az azzal összefüggő jogszabályok módosításáról
- 207/2018. (XI. 10.) Korm. rendelet Az államháztartásról szóló törvény végrehajtásáról szóló 368/2011. (XII. 31.) Korm. rendelet és a Magyar Államkincstárról szóló 310/2017. (X. 31.) Korm. rendelet módosításáról
- 208/2018. (XI. 10.) Korm. rendelet A miskolctapolcai fürdő és környezetének fejlesztésével összefüggő közigazgatási hatósági ügyek nemzetgazdasági szempontból kiemelt jelentőségű üggyé nyilvánításáról
- 209/2018. (XI. 13.) Korm. rendelet Az új lakások építéséhez, vásárlásához kapcsolódó lakáscélú támogatásról szóló 16/2016. (II. 10.) Korm. rendelet módosításáról
- 210/2018. (XI. 20.) Korm. rendelet Az energiafogyasztást befolyásoló termék energiacímkézéséről és termékismertetővel való ellátásáról
- 211/2018. (XI. 20.) Korm. rendelet A háztartási kombinált mosó-szárítógépek energiafelhasználásának ismérveiről való tájékoztatásról
- 212/2018. (XI. 20.) Korm. rendelet A Nemzeti Eszközkezelő Programmal kapcsolatos egyes szabályokról
- 213/2018. (XI. 22.) Korm. rendelet Az ágazati készségtanácsokról
- 214/2018. (XI. 22.) Korm. rendelet Az egészségügyi szolgáltatások Egészségbiztosítási Alapból történő finanszírozásának részletes szabályairól szóló 43/1999. (III. 3.) Korm. rendelet módosításáról
- 215/2018. (XI. 22.) Korm. rendeletA fogyasztóvédelmi hatóság kijelöléséről szóló 387/2016. (XII. 2.) Korm. rendelet módosításáról
- 216/2018. (XI. 27.) Korm. rendelet Az Országos Statisztikai Adatfelvételi Program kötelező adatszolgáltatásairól szóló 388/2017. (XII. 13.) Korm. rendelet módosításáról
- 217/2018. (XI. 27.) Korm. rendelet A településtervezéssel és területrendezéssel összefüggő kormányrendeletek módosításáról
- 218/2018. (XI. 27.) Korm. rendelet A 2014–2020 programozási időszakban az Európai Regionális Fejlesztési Alap, az Előcsatlakozási Támogatási Eszköz és az Európai Szomszédsági Támogatási Eszköz egyes, határon átnyúló együttműködési programjainak végrehajtásához és intézményrendszerének finanszírozásához kapcsolódó kormányrendeletek módosításáról
- 219/2018. (XI. 27.) Korm. rendelet A kollektív befektetési formák befektetési és hitelfelvételi szabályairól szóló 78/2014. (III. 14.) Korm. rendelet módosításáról
- 220/2018. (XI. 27.) Korm. rendelet Az egyes iparjogvédelmi kormányrendeletek módosításáról
- 222/2018. (XI. 29.) Korm. rendelet A Bevándorlási és Menekültügyi Hivatalról szóló 361/2016. (XI. 29.) Korm. rendelet módosításáról
- 223/2018. (XI. 29.) Korm. rendelet Sportcélú beruházások megvalósításával összefüggő kormányrendeletek módosításáról
- 224/2018. (XI. 29.) Korm. rendelet A Kézilabda Munkacsarnok-fejlesztési Program beruházásainak megvalósításával összefüggő közigazgatási hatósági ügyek nemzetgazdasági szempontból kiemelt jelentőségű üggyé nyilvánításáról
- 225/2018. (XI. 29.) Korm. rendelet A Pénzügyminisztérium budai Várnegyedben történő elhelyezésével kapcsolatos beruházás megvalósításával összefüggő közigazgatási hatósági ügyek nemzetgazdasági szempontból kiemelt jelentőségű üggyé nyilvánításáról és a beruházás kiemelten közérdekűvé nyilvánításáról

#### December (226–323)
- 226/2018. (XII. 4.) Korm. rendelet Egyes kormányrendeleteknek a gyermekek esélynövelő szolgáltatásaival összefüggő módosításáról
- 227/2018. (XII. 5.) Korm. rendelet Az üldözött keresztények megsegítésével kapcsolatos szakhatósági feladatok ellátása érdekében szükséges és az Ösztöndíjprogram Keresztény Fiataloknak elnevezésű ösztöndíjprogram megvalósításával kapcsolatos egyes kormányrendeletek módosításáról
- 228/2018. (XII. 5.) Korm. rendelet A támogatásból megvalósuló fejlesztések központi monitoringjáról és nyilvántartásáról szóló 60/2014. (III. 6.) Korm. rendelet módosításáról
- 229/2018. (XII. 5.) Korm. rendelet A Közép-Európai Sajtó és Média Alapítvány által az ECHO HUNGÁRIA TV Televíziózási, Kommunikációs és Szolgáltató zártkörű Részvénytársaság, a Magyar Idők Kiadó Korlátolt Felelősségű Társaság, a New Wave Media Group Kommunikációs és Szolgáltató Korlátolt Felelősségű Társaság, valamint az OPUS PRESS Zártkörűen Működő Részvénytársaság megszerzésének nemzetstratégiai jelentőségűvé minősítéséről
- 230/2018. (XII. 6.) Korm. rendelet Az államháztartásról szóló törvény végrehajtásáról szóló 368/2011. (XII. 31.) Korm. rendelet módosításáról
- 231/2018. (XII. 6.) Korm. rendelet A Debrecen megyei jogú város külterületén, az Észak-Nyugati Gazdasági Övezetben ipari telephely kialakításával és a területen megvalósuló munkahelyteremtő beruházásokkal összefüggő közigazgatási hatósági ügyek nemzetgazdasági szempontból kiemelt jelentőségű üggyé nyilvánításáról szóló 58/2018. (III. 26.) Korm. rendelet módosításáról
- 232/2018. (XII. 6.) Korm. rendelet A Nemzetközi Mezőgazdasági Kutatóközpontok Konzorciumának nemzetközi szervezetként történő létrehozásáról szóló, 2011. szeptember 13-án Montpellier-ben aláírt Megállapodás és módosítása kihirdetéséről
- 233/2018. (XII. 6.) Korm. rendelet A Beruházás Előkészítési Alap felhasználásáról
- 234/2018. (XII. 6.) Korm. rendelet A közigazgatási ösztöndíjjal kapcsolatos egyes kormányrendeletek módosításáról
- 235/2018. (XII. 6.) Korm. rendelet Az „ELI” Science Park Szeged projekt megvalósításával összefüggő közigazgatási hatósági ügyek nemzetgazdasági szempontból kiemelt jelentőségű üggyé nyilvánításáról
- 236/2018. (XII. 10.) Korm. rendelet Az egészségügyi szolgáltatások Egészségbiztosítási Alapból történő finanszírozásának részletes szabályairól szóló 43/1999. (III. 3.) Korm. rendelet módosításáról
- 237/2018. (XII. 10.) Korm. rendelet A turisztikai térségek fejlesztésének állami feladatairól szóló 2016. évi CLVII. törvény végre-hajtásáról
- 238/2018. (XII. 10.) Korm. rendelet A filmalkotások közvetett támogatásának céljából fenntartott letéti számlán gyűjthető összeg mértékéről szóló 439/2016. (XII. 16.) Korm. rendelet módosításáról
- 239/2018. (XII. 12) Korm. rendelet A Kemény Ferenc Sportlétesítmény-fejlesztési Programmal, valamint egyéb dél-pesti és észak-csepeli beruházásokkal összefüggő közigazgatási hatósági ügyek nemzetgazdasági szempontból kiemelt jelentőségű üggyé nyilvánításáról és az eljáró hatóságok kijelöléséről, valamint az egyes közérdeken alapuló kényszerítő indok alapján eljáró szakhatóságok kijelöléséről szóló 531/2017. (XII. 29.) Korm. rendelet módosításáról szóló 42/2018. (III. 13.) Korm. rendelet módosításáról
- 240/2018. (XII. 12.) Korm. rendelet A nyugellátások és egyes más ellátások 2019. január havi emeléséről
- 241/2018. (XII. 13.) Korm. rendelet Az egészségügyi szakellátást nyújtó közfinanszírozott szolgáltatók gazdálkodását segítő intézkedésekről
- 242/2018. (XII. 13.) Korm. rendelet Egyes egészségbiztosítási tárgyú kormányrendeletek módosításáról
- 243/2018. (XII. 13.) Korm. rendelet A debreceni Észak-Nyugati Gazdasági Övezettel, valamint a Debreceni Regionális és Innovációs Tudományos Technológiai Park bővítésével összefüggő kormányrendeletek módosításáról
- 244/2018. (XII. 13.) Korm. rendelet A dohánytermékek előállításáról, forgalomba hozataláról és ellenőrzéséről, a kombinált figyelmeztetésekről, valamint az egészségvédelmi bírság alkalmazásának részletes szabályairól szóló 39/2013. (II. 14.) Korm. rendelet módosításáról
- 245/2018. (XII. 17.) Korm. rendelet Az UNESCO által 2005. október 19-én elfogadott, a sportbeli dopping elleni nemzetközi egyezmény I. és II. melléklete módosításának kihirdetéséről
- 246/2018. (XII. 17.) Korm. rendelet A Magyarország biztonsági érdekét sértő külföldi befektetések ellenőrzéséről szóló 2018. évi LVII. törvény végrehajtásáról
- 247/2018. (XII. 17.) Korm. rendelet A honvédelmi szervezetek működésének az államháztartás működési rendjétől eltérő szabályairól szóló 346/2009. (XII. 30.) Korm. rendelet módosításáról
- 248/2018. (XII. 17.) Korm. rendelet Az állatkísérletekről szóló 40/2013. (II. 14.) Korm. rendelet módosításáról
- 249/2018. (XII. 17.) Korm. rendelet A nem rendszeres hulladékszállítás szabályairól és az ennek során eljáró állami szervek kijelöléséről szóló 292/2013. (VII. 26.) Korm. rendelet módosításáról
- 250/2018. (XII. 17.) Korm. rendelet Az egyes központi hivatalok és költségvetési szervi formában működő minisztériumi háttérintézmények felülvizsgálatával összefüggő jogutódlásáról, valamint egyes közfeladatok átvételéről szóló 378/2016. (XII. 2.) Korm. rendelet módosításáról
- 251/2018. (XII. 17.) Korm. rendelet A Szentes területén élelmiszeripari kapacitásbővítésre irányuló beruházással összefüggő közigazgatási hatósági ügyek nemzetgazdasági szempontból kiemelt jelentőségű üggyé nyilvánításáról szóló 403/2016. (XII. 5.) Korm. rendelet módosításáról
- 252/2018. (XII. 17.) Korm. rendelet Az okos város központi platformszolgáltatás létrehozásáról és működtetéséről
- 253/2018. (XII. 17.) Korm. rendelet A felsőoktatási intézmények alap-tevékenységének finanszírozásáról szóló 389/2016. (XII. 2.) Korm. rendelet módosításáról
- 254/2018. (XII. 18.) Korm. rendelet Az egyéni vállalkozók nyilvántartásával összefüggő részletszabályokról
- 255/2018. (XII. 18.) Korm. rendelet A Nemzeti Együttműködési Alappal kapcsolatos, az új alapkezelő kijelölése miatt lefolytatandó átadás-átvételi eljárásról
- 256/2018. (XII. 18.) Korm. rendelet A villamos energiáról szóló 2007. évi LXXXVI. törvény egyes rendelkezéseinek végrehajtásáról szóló 273/2007. (X. 19.) Korm. rendelet módosításáról, valamint a megújuló energiaforrásból vagy hulladékból nyert energiával termelt villamos energia, valamint a kapcsoltan termelt villamos energia kötelező átvételéről és átvételi áráról szóló 389/2007. (XII. 23.) Korm. rendelet módosításáról
- 257/2018. (XII. 18.) Korm. rendelet A felelős akkreditált közbeszerzési szaktanácsadói tevékenységről
- 258/2018. (XII. 18.) Korm. rendelet A felelős akkreditált közbeszerzési szaktanácsadók kötelező közbeszerzési szakmai képzéséről szóló 217/2017. (VII. 31.) Korm. rendelet módosításáról
- 259/2018. (XII. 18.) Korm. rendelet Az építési beruházások, valamint az építési beruházásokhoz kapcsolódó tervezői és mérnöki szolgáltatások közbeszerzésének részletes szabályairól szóló 322/2015. (X. 30.) Korm. rendelet, valamint az elektronikus közbeszerzés részletes szabályairól szóló 424/2017. (XII. 19.) Korm. rendelet módosításáról
- 260/2018. (XII. 18.) Korm. rendelet A sport tárgyú kormányrendeletek olimpiai járadékkal összefüggő módosításáról
- 261/2018. (XII. 19.) Korm. rendelet A várólista alapján nyújtható ellátások részletes szabályairól szóló 287/2006. (XII. 23.) Korm. rendelet módosításáról
- 262/2018. (XII. 20.) Korm. rendelet A Téry Ödön Nemzeti Turistaház-fejlesztési Program keretében megvalósuló beruházásokkal összefüggő közigazgatási hatósági ügyek kiemelt jelentőségű üggyé nyilvánításáról szóló 141/2015. (VI. 9.) Korm. rendelet módosításáról
- 263/2018. (XII. 20.) Korm. rendelet' Az adótanácsadók, adószakértők és okleveles adószakértők nyilvántartásba vételéről és továbbképzéséről
- 264/2018. (XII. 20.) Korm. rendelet A kormányablakok működésével összefüggő egyes kormányrendeletek módosításáról
- 265/2018. (XII. 20.) Korm. rendelet A honvédelemmel összefüggő egyes kormányrendeletek módosításáról
- 266/2018. (XII. 20.) Korm. rendelet Az államtudományi képzési terület alap- és mesterképzési szakjainak meghatározásáról és azok képzési és kimeneti követelményeiről, valamint az azzal összefüggő kormányrendeletek módosításáról szóló 282/2016. (IX. 21.) Korm. rendelet módosításáról
- 267/2018. (XII. 20.) Korm. rendelet A közlekedési igazgatási feladatokkal összefüggő hatósági feladatokat ellátó szervek kijelöléséről szóló 382/2016. (XII. 2.) Korm. rendelet módosításáról
- 268/2018. (XII. 20.) Korm. rendelet A Magyarország Kormánya és a Horvát Köztársaság Kormánya között a közös államhatáron lévő közúti hidak üzemeltetéséről, fenntartásáról és rekonstrukciójáról szóló Megállapodás kihirdetéséről
- 269/2018. (XII. 20.) Korm. rendelet Az egyes közokiratoknak az Európai Unión belüli bemutatására vonatkozó előírások egyszerűsítése révén a polgárok szabad mozgásának előmozdításáról és az 1024/2012/EU rendelet módosításáról szóló, 2016. július 6-i (EU) 2016/1191 európai parlamenti és tanácsi rendelet végrehajtásáról
- 270/2018. (XII. 20.) Korm. rendelet Az információs társadalommal összefüggő szolgáltatások elektronikus információbiztonságának felügyeletéről és a biztonsági eseményekkel kapcsolatos eljárásrendről
- 271/2018. (XII. 20.) Korm. rendelet Az eseménykezelő központok feladat- és hatásköréről, valamint a biztonsági események kezelésének és műszaki vizsgálatának, továbbá a sérülékenységvizsgálat lefolytatásának szabályairól
- 272/2018. (XII. 20.) Korm. rendelet A rendvédelmi feladatokat ellátó szervek hivatásos állományának szolgálati jogviszonyáról szóló 2015. évi XLII. törvény módosításával összefüggésben egyes kormányrendeletek módosításáról
- 273/2018. (XII. 20.) Korm. rendelet Az egyes foglalkoztatási tárgyú kormányrendeletek módosításáról
- 274/2018. (XII. 21.) Korm. rendelet A Nemzeti Eszközkezelő Programban részt vevő természetes személyek otthonteremtésének biztosításával kapcsolatos egyes szabályokról
- 275/2018. (XII. 21.) Korm. rendelet A költségvetési szervek és az egyházi jogi személyek foglalkoztatottjainak 2019. évi kompenzációjáról
- 276/2018. (XII. 21.) Korm. rendelet A foglalkoztatói nyugdíjszolgáltató intézmények által nyújtott várható nyugdíjszolgáltatás előrejelzésére vonatkozó szabályokról
- 277/2018. (XII. 21.) Korm. rendelet Az egyes migrációs tárgyú kormányrendeletek módosításáról
- 278/2018. (XII. 21.) Korm. rendelet A pénzügyi közvetítőrendszert érintő egyes kormányrendeletek módosításáról
- 279/2018. (XII. 21.) Korm. rendelet Sport tárgyú kormányrendeletek módosításáról
- 280/2018. (XII. 21.) Korm. rendelet Egyes kormányrendeleteknek az építészeti alkotásokra, műszaki létesítményekre és azok terveire vonatkozó szerzői jogi szabályozással összefüggő módosításáról
- 281/2018. (XII. 21.) Korm. rendelet A honvédelemről és a Magyar Honvédségről, valamint a különleges jogrendben bevezethető intézkedésekről szóló 2011. évi CXIII. törvény egyes rendelkezéseinek végrehajtásáról szóló 290/2011. (XII. 22.) Korm. rendelet módosításáról
- 282/2018. (XII. 21.) Korm. rendelet Az állami sport célú támogatások felhasználásáról és elosztásáról szóló 474/2016. (XII. 27.) Korm. rendelet módosításáról
- 283/2018. (XII. 21.) Korm. rendelet A vámtanácsadói és vámügynöki nyilvántartásról és kötelező továbbképzésről
- 284/2018. (XII. 21.) Korm. rendelet A Közlekedési Alkalmassági és Vizsgaközpont kijelöléséről és feladatainak meghatározásáról
- 285/2018. (XII. 21.) Korm. rendelet A vizsgaközpont kijelölésével összefüggő egyes közlekedési tárgyú kormányrendeletek módosításáról
- 286/2018. (XII. 21.) Korm. rendelet A 48. számú főút Debrecen lakott terület határa, 3+500 km szelvény és Nyírábrány (Országhatár) 30+006 km szelvény közötti szakasz nyomvonalának megállapításáról
- 287/2018. (XII. 21.) Korm. rendelet Az egyes egészségügyi és egészségbiztosítási tárgyú kormányrendeletek módosításáról
- 288/2018. (XII. 21.) Korm. rendelet Vízgazdálkodási tárgyú kormányrendeletek módosításáról
- 289/2018. (XII. 21.) Korm. rendelet Közlekedési tárgyú kormányrendeletek módosításáról
- 290/2018. (XII. 21.) Korm. rendelet Az egyes informatikai és elektronikus ügyintézési tárgyú kormányrendeletek módosításáról
- 291/2018. (XII. 21.) Korm. rendelet Az egyes, az elektronikus ügyintézéshez kapcsolódó szervezetek kijelöléséről szóló 84/2012. (IV. 21.) Korm. rendelet módosításáról
- 292/2018. (XII. 21.) Korm. rendelet A postai szolgáltatások nyújtásának és a hivatalos iratokkal kapcsolatos postai szolgáltatás részletes szabályairól, valamint a postai szolgáltatók általános szerződési feltételeiről és a postai szolgáltatásból kizárt vagy feltételesen szállítható küldeményekről szóló 335/2012. (XII. 4.) Korm. rendelet módosításáról
- 293/2018. (XII. 21.) Korm. rendelet Az egyházi elismerésről és az egyházi jogi személyek jogállásának és működésének sajátos szabályairól szóló 295/2013. (VII. 29.) Korm. rendelet módosításáról
- 294/2018. (XII. 21.) Korm. rendelet Az Uniós fejlesztések fejezetbe tartozó fejezeti kezelésű előirányzatok felhasználásának rendjéről szóló 549/2013. (XII. 30.) Korm. rendelet módosításáról
- 295/2018. (XII. 21.) Korm. rendelet A Komoró, valamint Fényeslitke külterületén vasúti nyomtávváltásra épülő intermodális logisztikai központ létesítésére irányuló beruházásokkal összefüggő közigazgatási hatósági ügyek nemzetgazdasági szempontból kiemelt jelentőségű üggyé nyilvánításáról
- 296/2018. (XII. 21.) Korm. rendelet A Fényeslitke külterületén logisztikai központ létesítésére, valamint Kisvárda külterületén kóser fóliasátor termelési felületének bővítésére irányuló beruházásokkal összefüggő közigazgatási hatósági ügyek nemzetgazdasági szempontból kiemelt jelentőségű üggyé nyilvánításáról szóló 111/2017. (IV. 28.) Korm. rendelet módosításáról
- 297/2018. (XII. 21.) Korm. rendelet Az Andrássy Emlékmúzeum megvalósítását célzó beruházásokkal összefüggő közigazgatási hatósági ügyek nemzetgazdasági szempontból kiemelt jelentőségű üggyé nyilvánításáról
- 298/2018. (XII. 21.) Korm. rendelet A Rendőrség szerveiről és a Rendőrség szerveinek feladat- és hatásköréről szóló 329/2007. (XII. 13.) Korm. rendeletnek, valamint a robbanóanyag-prekurzorok forgalmazásáról és felhasználásáról szóló 274/2016. (IX. 15.) Korm. rendeletnek a robbanóanyag-prekurzorok visszaélésszerű felhasználásának megelőzését célzó azonnali lépésekről szóló 2017. október 18-i 2017/1936 (EU) bizottsági ajánlásra tekintettel történő módosításáról
- 299/2018. (XII. 27.) Korm. rendelet Az állami magasépítési beruházásokról
- 300/2018. (XII. 27.) Korm. rendelet A Dohányzás Fókuszponttal, a Nemzeti Kábítószer Adatgyűjtő és Kapcsolattartó Központtal, valamint a Nemzeti Addiktológiai Fókuszponttal kapcsolatos feladatokról
- 301/2018. (XII. 27.) Korm. rendelet A Nemzeti Hírközlési és Informatikai Tanácsról, valamint a Digitális Kormányzati Ügynökség Zártkörűen Működő Részvénytársaság és a kormányzati informatikai beszerzések központosított közbeszerzési rendszeréről
- 302/2018. (XII. 27.) Korm. rendelet A Kormány tagjainak feladat- és hatásköréről szóló 94/2018. (V. 22.) Korm. rendelet módosításáról
- 303/2018. (XII. 27.) Korm. rendelet A pénzbeli és természetbeni szociális ellátásokkal összefüggő egyes kormányrendeletek módosításáról
- 304/2018. (XII. 27.) Korm. rendelet A megváltozott munkaképességű személyek ellátásaival és a foglalkoztatásukhoz nyújtható támogatásokkal összefüggő egyes kormányrendeletek módosításáról
- 305/2018. (XII. 27.) Korm. rendelet A szociális szolgáltatásokkal összefüggő egyes kormányrendeletek módosításáról
- 306/2018. (XII. 27.) Korm. rendelet Egyes gyermekvédelmi tárgyú kormányrendeletek módosításáról
- 307/2018. (XII. 27.) Korm. rendelet Szakképzési és felnőttképzési tárgyú kormányrendeletek módosításáról
- 308/2018. (XII. 27.) Korm. rendelet Egyes oktatási és kulturális tárgyú kormányrendeletek módosításáról
- 309/2018. (XII. 27.) Korm. rendelet A számviteli törvényhez kapcsolódó, sajátos számviteli szabályokat tartalmazó kormányrendeletek módosításáról
- 310/2018. (XII. 27.) Korm. rendelet Az államháztartásról szóló törvény végrehajtásáról szóló 368/2011. (XII. 31.) Korm. rendelet és egyes kapcsolódó kormányrendeletek módosításáról
- 311/2018. (XII. 27.) Korm. rendelet Az adóhatóságok tevékenységével összefüggő kormányrendeletek és a Széchenyi Pihenő Kártya kibocsátásának és felhasználásának szabályairól szóló 76/2018. (IV. 20.) Korm. rendelet módosításáról
- 312/2018. (XII. 27.) Korm. rendelet Az Európai Területi Együttműködési Programok végrehajtásával összefüggő kormányrendeletek módosításáról
- 313/2018. (XII. 27.) Korm. rendelet A Budai Palotanegyed területén megvalósuló kiemelten közérdekű beruházások megnevezéséről, valamint az ingatlanok vagyonkezelési feladatainak ellátásáról
- 314/2018. (XII. 27.) Korm. rendelet Az egységes Állami Alkalmazás-fejlesztési Környezetről és az Állami Alkalmazás-katalógusról, valamint az egyes kapcsolódó kormányrendeletek módosításáról
- 315/2018. (XII. 27.) Korm. rendelet A „Solar Decathlon Europe 2019” nemzetközi egyetemi innovációs házépítő verseny infrastrukturális feltételeinek biztosítására irányuló beruházásával összefüggő közigazgatási hatósági ügyek nemzetgazdasági szempontból kiemelt jelentőségű üggyé nyilvánításáról
- 316/2018. (XII. 27.) Korm. rendelet Az állami tulajdonban levő ÉMI Nonprofit Kft. állami építési beruházásokkal kapcsolatos egyes műszaki szolgáltatási feladatok elvégzésére vonatkozó kijelöléséről szóló 51/2016. (III. 17.) Korm. rendelet módosításáról
- 317/2018. (XII. 27.) Korm. rendelet Az előadó-művészeti szervezetek támogatását biztosító igazolások kiállításáról, felhasználásáról, a támogatható szervezetek köréről, a támogatás elszámolásának és ellenőrzésének, valamint visszafizetésének szabályairól szóló 440/2015. (XII. 28.) Korm. rendelet módosításáról és hatályon kívül helyezéséről
- 318/2018. (XII. 27.) Korm. rendelet A filmalkotások és a látvány-csapatsportok társasági adón keresztül történő támogatási keretösszegének megállapításáról, valamint a látvány-csapatsport támogatását biztosító támogatási igazolás kiállításáról, felhasználásáról, a támogatás elszámolásának és ellenőrzésének, valamint visszafizetésének szabályairól szóló 107/2011. (VI. 30.) Korm. rendelet módosításáról
- 319/2018. (XII. 27.) Korm. rendelet A HEPA Magyar Exportfejlesztési Ügynökség Nonprofit Zártkörűen Működő Részvénytársaság és a Közép-európai Gazdaságfejlesztési Hálózat Nonprofit Korlátolt Felelősségű Társaság feladatainak meghatározásáról, valamint a Digitális Jólét Program végrehajtásával összefüggő egyes feladatokról, valamint a Kormányzati Informatikai Fejlesztési Ügynökségről szóló 268/2010. (XII. 3.) Korm. rendelet módosításáról szóló 127/2017. (VI. 8.) Korm. rendelet módosításáról szóló 163/2018. (IX. 10.) Korm. rendelet módosításáról
- 320/2018. (XII. 27.) Korm. rendelet Az egyes gazdaságfejlesztési célú és munkahelyteremtő beruházásokkal összefüggő közigazgatási hatósági ügyek nemzetgazdasági szempontból kiemelt jelentőségű üggyé nyilvánításáról, valamint egyes nemzetgazdasági szempontból kiemelt jelentőségű üggyé nyilvánításról szóló kormányrendeletek módosításáról szóló 141/2018. (VII. 27.) Korm. rendelet módosításáról
- 321/2018. (XII. 27.) Korm. rendelet A HEPA Magyar Exportfejlesztési Ügynökség Nonprofit Zártkörűen Működő Részvénytársaság és a Közép-európai Gazdaságfejlesztési Hálózat Nonprofit Korlátolt Felelősségű Társaság feladatainak meghatározásáról, valamint a Digitális Jólét Program végrehajtásával összefüggő egyes feladatokról, valamint a Kormányzati Informatikai Fejlesztési Ügynökségről szóló 268/2010. (XII. 3.) Korm. rendelet módosításáról szóló 127/2017. (VI. 8.) Korm. rendelet módosításáról szóló 163/2018. (IX. 10.) Korm. rendelet módosításáról
- 322/2018. (XII. 28.) Korm. rendelet Egyes családtámogatási és nyugdíjbiztosítási tárgyú kormányrendeletek módosításáról
- 323/2018. (XII. 28.) Korm. rendelet Az egyes belügyi tárgyú és más kapcsolódó törvények módosításáról szóló 2018. évi CXXI. törvénnyel összefüggő Korm. rendeletek módosításáról

### Miniszteri rendeletek

#### Január
- 1/2018. (I. 3.) IM rendelet Az országgyűlési képviselők választásán a választási irodák hatáskörébe tartozó feladatok végrehajtásának részletes szabályairól, a választási eredmény országosan összesített adatai körének megállapításáról, valamint a választási eljárásban használandó nyomtatványokról, valamint egyes választási tárgyú rendeletek módosításáról
- 2/2018. (I. 3.) IM rendelet Az országgyűlési képviselők választása költségeinek normatíváiról, tételeiről, elszámolási és belső ellenőrzési rendjéről
- 3/2018. (I. 11.) IM rendelet A 2018. április 8. napjára kitűzött országgyűlési képviselő-választás eljárási határidőinek és határnapjainak megállapításáról
- 1/2018. (I. 12.) EMMI rendelet A közúti járművezetők egészségi alkalmasságának megállapításáról szóló 13/1992. (VI. 26.) NM rendelet módosításáról
- 1/2018. (I. 18.) BM rendelet Az egyes lakhatási támogatásokkal kapcsolatos miniszteri rendeletek módosításáról
- 2/2018. (I. 18.) EMMI rendelet A személyes gondoskodást nyújtó gyermekjóléti, gyermekvédelmi intézmények, valamint személyek szakmai feladatairól és működésük feltételeiről szóló 15/1998. (IV. 30.) NM rendelet módosításáról
- 4/2018. (I. 18.) IM rendelet Az igazságügyi miniszter által adományozható elismerésekről szóló 4/2015. (III. 3.) IM rendelet módosításáról (lásd Sulyok Dezső-emlékérem)
- 1/2018. (I. 18.) NFM rendelet Az egyes közlekedési tárgyú miniszteri rendeletek módosításáról
- 3/2018. (I. 23.) EMMI rendelet A felsőoktatási, valamint az államilag elismert nyelvvizsgarendszer működésével kapcsolatos közigazgatási hatósági eljárások igazgatási szolgáltatási díjáról, azok mértékéről szóló 12/2013. (II. 12.) EMMI rendelet módosításáról
- 4/2018. (I. 23.) EMMI rendelet A javítóintézetek rendtartásáról szóló 1/2015. (I. 14.) EMMI rendelet módosításáról
- 1/2018. (I. 26.) HM rendelet Egyes honvédelmi miniszteri rendeletek módosításáról
- 1/2018. (I. 29.) MNB rendelet A „Görgei Artúr” ezüst emlékérme kibocsátásáról
- 2/2018. (I. 29.) MNB rendelet A „Görgei Artúr” rézötvözetű emlékérme kibocsátásáról

#### Február
- 5/2018. (II. 1.) EMMI rendelet Egyes szociális tárgyú és kapcsolódó miniszteri rendeleteknek az általános közigazgatási rendtartásról szóló törvény hatálybalépésével összefüggő és egyéb tárgyú módosításáról
- 6/2018. (II. 1.) EMMI rendelet A gyógyászati segédeszközök társadalombiztosítási támogatásba történő befogadásáról, támogatással történő rendeléséről, forgalmazásáról, javításáról és kölcsönzéséről szóló 14/2007. (III. 14.) EüM rendelet módosításáról
- 1/2018. (II. 1.) FM rendelet A szőlőültetvények szerkezetátalakításához és átállításához a 2017/2018–2019/2020 borpiaci években igényelhető támogatásról
- 2/2018. (II. 1.) FM rendelet A szakmaközi szervezetek elismerésének és ellenőrzésének részletes szabályairól
- 1/2018. (II. 5.) MvM rendelet Egyes közbeszerzési tárgyú miniszteri rendeletek elektronikus közbeszerzés bevezetésével összefüggő módosításáról
- 7/2018. (II. 5.) EMMI rendelet Egyes szociális tárgyú miniszteri rendeletek módosításáról
- 2/2018. (II. 5.) NFM rendelet Egyes közlekedési tárgyú miniszteri rendeletek jogharmonizációs célú módosításáról
- 2/2018. (II. 8.) HM rendelet A honvédek jogállásáról szóló 2012. évi CCV. törvény egyes rendelkezéseinek végrehajtásáról szóló 9/2013. (VIII. 12.) HM rendelet módosításáról
- 4/2018. (II. 8.) NFM rendelet A motorhajtóanyagok minőségi követelményeiről szóló 17/2017. (V. 26.) NFM rendelet módosításáról
- 3/2018. (II. 6.) FM rendelet Az iskolagyümölcs- és iskolazöldség-program végrehajtásáról szóló 29/2017. (VI. 7.) FM rendelet módosításáról
- 1/2018. (II. 6.) NGM rendelet A szakképzési centrumok felnőttoktatási tevékenységének normatív támogatásáról
- 2/2018. (II. 6.) NGM rendelet A fejezeti kezelésű előirányzatok kezeléséről és felhasználásáról szóló 50/2017. (XII. 29.) NGM rendelet beruházások támogatásával összefüggő módosításáról
- 3/2018. (II. 6.) NFM rendelet A közlekedési és energetikai szervek honvédelmi feladatairól szóló 22/2014. (IV. 18.) NFM rendelet módosításáról
- 8/2018. (II. 13.) EMMI rendelet Az általános közigazgatási rendtartásról szóló törvény hatálybalépésével összefüggő egyes egészségügyi és egészségbiztosítási tárgyú miniszteri rendeletek módosításáról, valamint egyes egészségügyi és egészségbiztosítási tárgyú miniszteri rendeletek deregulálásáról
- 5/2018. (II. 13.) IM rendelet A közjegyzői vizsga részletes szabályairól
- 1/2018. (II. 13.) PTNM rendelet A Paksi Atomerőmű két új blokkja tervezéséért, megépítéséért és üzembe helyezéséért felelős tárca nélküli miniszter irányítása alá tartozó központi kezelésű előirányzat kezeléséről és felhasználásáról szóló 1/2017. (X. 31.) PTNM rendelet módosításáról
- 20/2018. (II. 14.) Korm. rendelet a katonai egészségügyi államigazgatási szerv, valamint a Magyar Honvédség, a Katonai Nemzetbiztonsági Szolgálat, a honvédelemért felelős miniszter tulajdonosi joggyakorlása alatt álló gazdasági társaságok vonatkozásában a közegészségügyi-járványügyi feladatokat ellátó szervek kijelöléséről
- 3/2018. (II. 14.) MvM rendelet a közigazgatási, rendészeti, katonai és nemzetbiztonsági felsőoktatás vonatkozásában az évenként felvehető hallgatói létszám megállapításával és elosztásával kapcsolatos eljárás részletes szabályairól, a Nemzeti Közszolgálati Egyetemre történő felvétel különös feltételeiről, valamint a külföldi hallgatók Nemzeti Közszolgálati Egyetemre történő felvételének, jogállásának és tanulmányainak részletes szabályairól szóló 1/2013. (I. 8.) KIM rendelet módosításáról
- 4/2018. (II. 15.) MvM rendelet A fejezeti kezelésű előirányzatok és a központi kezelésű előirányzatok kezeléséről és felhasználásáról szóló 8/2016. (III. 25.) MvM rendelet 2018. évi fejezeti és központi kezelésű előirányzatok felhasználásával összefüggő módosításáról
- 2/2018. (II. 15.) BM rendelet A belföldi Állami Futárszolgálat tevékenységének szabályozásáról szóló 44/1998. (X. 14.) BM rendelet módosításáról
- 9/2018. (II. 15.) EMMI rendelet Az emberi erőforrások minisztere által adományozható elismerésekről szóló 26/2016. (IX. 8.) EMMI rendelet módosításáról
- 5/2018. (II. 16.) NFM rendelet A Nemzeti Tehetséggondozó Nonprofit Korlátolt Felelősségű Társaság felett az államot megillető tulajdonosi jogok és kötelezettségek összességét gyakorló szervezet kijelöléséről
- 3/2018. (II. 22.) MNB rendelet Az életbiztosítási igényfelmérő tartalmi elemeiről szóló 56/2015. (XII. 22.) MNB rendelet hatályon kívül helyezéséről
- 4/2018. (II. 22.) MNB rendelet A „FIFA Világbajnokság Oroszország, 2018” ezüst emlékérme kibocsátásáról
- 5/2018. (II. 22.) MNB rendelet A „FIFA Világbajnokság Oroszország, 2018” rézötvözetű emlékérme kibocsátásáról
- 6/2018. (II. 28.) IM rendelet A központi kezelésű előirányzatok kezeléséről és felhasználásának szabályairól
- 3/2018. (II. 28.) NGM rendelet A nemzetgazdasági miniszter irányítása alá tartozó központi kezelésű előirányzatok kezeléséről és felhasználásáról szóló 49/2017. (XII. 29.) NGM rendelet módosításáról
- 6/2018. (II. 28.) NFM rendelet A fejezeti és az egyes központi kezelésű előirányzatok kezeléséről és felhasználásáról szóló 22/2017. (VI. 29.) NFM rendelet módosításáról

#### Március
- 6/2018. (III. 5.) BM rendelet Az egyes miniszteri rendeletek vízügyi tárgyú módosításáról
- 7/2018. (III. 5.) NFM rendelet A Vasúti Műszaki Vizsgálóközpont Zártkörűen Működő Részvénytársaság felett az államot megillető tulajdonosi jogok és kötelezettségek összességét gyakorló szervezet kijelöléséről és az egyes gazdasági társaságok felett az államot megillető tulajdonosi jogok és kötelezettségek összességét gyakorló szervezet kijelöléséről szóló 77/2012. (XII. 22.) NFM rendelet módosításáról
- 10/2018. (III. 7.) EMMI rendelet A PET-eljárással végzett ellátások központi várólistájának működési rendjéről
- 4/2018. (III. 8.) HM rendelet A Magyar Honvédség légvédelmi készenléti repüléseiről szóló 7/2009. (VI. 11.) HM rendelet módosításáról
- 5/2018. (III. 8.) HM rendelet A fejezeti kezelésű előirányzatok kezelésének és felhasználásának szabályairól
- 7/2018. (III. 14.) BM rendelet A fejezeti kezelésű előirányzatok felhasználásának rendjéről
- 11/2018. (III. 14.) EMMI rendelet A nemzetiségi célú támogatások igénybevételének, felhasználásának és elszámolásának részletszabályairól
- 6/2018. (III. 14.) FM rendelet A Magyar Élelmiszerkönyv kötelező előírásairól szóló 152/2009. (XI. 12.) FVM rendelet módosításáról
- 8/2018. (III. 19.) NGM rendelet Az adóhatóság által foganatosítandó végrehajtási eljárás során felmerült végrehajtási költségek és a végrehajtási költségátalány megállapításának és megfizetésének részletes szabályairól
- 7/2018. (III. 28.) MvM rendelet A fejezeti kezelésű előirányzatok és a központi kezelésű előirányzatok kezeléséről és felhasználásáról szóló 8/2016. (III. 25.) MvM rendelet lebonyolító szervek igénybevételével kapcsolatos és egyéb módosításáról
- 7/2018. (III. 28.) FM rendelet Az egyes állatbetegségek és zoonózisok felszámolására, az ellenük való védekezésre és figyelemmel kísérésükre irányuló nemzeti programok 2018. évi finanszírozásának szabályairól
- 8/2018. (III. 28.) NFM rendelet Egyes energetikai tárgyú miniszteri rendeletek módosításáról
- 1/2018. (III. 29.) MEKH rendelet  A rendszeres adatszolgáltatásra kötelezettek által szolgáltatandó adatok köréről, a teljesítés módjára vonatkozó követelményekről, valamint az adatszolgáltatási kötelezettség határidejéről, továbbá a rendkívüli adatszolgáltatással kapcsolatos rendelkezésekről, valamint a földgáz rendszerhasználati díjak, a külön díjak és a csatlakozási díjak meghatározásának keretszabályairól szóló 8/2016. (X. 13.) MEKH rendelet, a földgáz rendszerhasználati díjak, a külön díjak, valamint a csatlakozási díjak alkalmazásának szabályairól szóló 11/2016. (XI. 14.) MEKH rendelet és a földgáz rendszerhasználati díjak, a külön díjak és a csatlakozási díjak mértékéről szóló 13/2016. (XII. 20.) MEKH rendelet módosításáról szóló 7/2017. (VII. 13.) MEKH rendelet eltérő szöveggel történő hatálybaléptetéséről szóló 11/2017. (VIII. 25.) MEKH rendelet módosításáról
- 8/2018. (III. 29.) MvM rendelet Az Európai Mezőgazdasági Vidékfejlesztési Alapból finanszírozott egyes támogatások 2018. évi igénybevételével kapcsolatos egységes eljárási szabályokról
- 8/2018. (III. 29.) BM rendelet A központosított informatikai és elektronikus hírközlési szolgáltatásokat egyedi szolgáltatási megállapodás útján igénybe vevő szervezetekről, valamint a központi szolgáltató által üzemeltetett vagy fejlesztett informatikai rendszerekről szóló 7/2013. (II. 26.) NFM rendelet módosításáról
- 8/2018. (III. 29.) FM rendelet Az egyes közvetlen támogatásokat szabályozó földművelésügyi miniszteri rendeletek módosításáról
- 9/2018. (III. 29.) NFM rendelet A magyar légtér légiközlekedés céljára történő kijelöléséről szóló 26/2007. (III. 1.) GKM–HM–KvVM együttes rendelet módosításáról

#### Április
- 9/2018. (IV. 3.) FM rendelet az egyes központi költségvetési forrásból finanszírozott agrártámogatásokat szabályozó miniszteri rendeletek módosításáról
- 2/2018. (IV. 9.) MEKH rendelet A földgáz rendszerhasználati díjak, a külön díjak, valamint a csatlakozási díjak alkalmazásának szabályairól szóló 11/2016. (XI. 14.) MEKH rendelet módosításáról
- 10/2018. (IV. 9.) FM rendelet A környezetvédelmi és természetvédelmi hatósági eljárások igazgatási szolgáltatási díjairól szóló 14/2015. (III. 31.) FM rendelet módosításáról
- 9/2018. (IV. 25.) BM rendelet Az Országgyűlési Őrség hivatásos állományát érintő egyes miniszteri rendeletek módosításáról
- 9/2018. (IV. 27.) NGM rendelet A nemzetgazdasági miniszter irányítása alá tartozó központi kezelésű előirányzatok kezeléséről és felhasználásáról szóló 49/2017. (XII. 29.) NGM rendelet SZEVIÉP Szerkezet- és Vízépítő Zártkörűen Működő Részvénytársaság károsultjainak rendkívüli állami kárrendezése érdekében történő módosításáról

#### Május
- 12/2018. (V. 9.) MNB rendelet A „Szózat megzenésítése” ezüst emlékérme kibocsátásáról[9]
- 13/2018. (V. 9.) MNB rendelet A „Szózat megzenésítése” rézötvözetű emlékérme kibocsátásáról
- 17/2018. (V. 29.) MNB rendelet A felügyeleti díj megfizetésének, kiszámításának módjáról és feltételeiről
- 1/2018. (V. 29.) NMHH rendelet A nemzeti frekvenciafelosztásról, valamint a frekvenciasávok felhasználási szabályairól szóló 7/2015. (XI. 13.) NMHH rendelet módosításáról
- 10/2018. (V. 30.) BM rendelet Az Országgyűlési Őrség parancsnoki nyomozásának különös szabályairól
- 11/2018. (V. 30.) BM rendelet A belügyminiszter irányítása alatt álló rendvédelmi feladatokat ellátó szervek parancsnoki nyomozásának különös szabályairól
- 1/2018. (V. 30.) PM rendelet Az uniós vámjog végrehajtásáról szóló törvény hatálybalépésével, az adóigazgatási rendtartásról és az adózás rendjéről szóló törvény hatálybalépésével, valamint a Nemzeti Adó- és Vámhivatal tevékenységével összefüggő egyes miniszteri rendeletek módosításáról szóló 48/2017. (XII. 29.) NGM rendelet módosításáról
- 18/2018. (V. 31.) MNB rendelet A Magyar Nemzeti Bank által a pénzügyi közvetítőrendszer felügyelete keretében, valamint a bizalmi vagyonkezelő vállalkozások tekintetében lefolytatott egyes engedélyezési és nyilvántartásba vételi eljárások igazgatási szolgáltatási díjáról szóló 14/2015. (V. 13.) MNB rendelet módosításáról

#### Június
- 3/2018. (VI. 1.) MEKH rendelet A földgáz rendszerhasználati díjak, a külön díjak és a csatlakozási díjak mértékéről szóló 13/2016. (XII. 20.) MEKH rendelet módosításáról
- 2/2018. (VI. 1.) PM rendelet A számla és a nyugta adóigazgatási azonosításáról, valamint az elektronikus formában megőrzött számlák adóhatósági ellenőrzéséről szóló 23/2014. (VI. 30.) NGM rendelet módosításáról
- 8/2018. (VI. 4.) IM rendelet A fejezeti kezelésű előirányzatok kezeléséről és felhasználásáról szóló 10/2015. (V. 29.) IM rendelet módosításáról
- 12/2018. (VI. 7.) BM rendelet Az egységes nyomozó hatósági és ügyészségi bűnügyi statisztikai rendszerről, az adatgyűjtés és -feldolgozás részletes szabályairól
- 13/2018. (VI. 7.) BM rendelet A titkos információgyűjtés bírói engedélyhez kötött eszközei kérelmezésével és az alkalmazás végrehajtásával kapcsolatos szabályokról
- 14/2018. (VI. 7.) BM rendelet A belügyminiszter irányítása alatt álló rendvédelmi feladatokat ellátó szerveknél a hivatásos szolgálati beosztásokról és a betöltésükhöz szükséges követelményekről szóló 30/2015. (VI. 16.) BM rendelet módosításáról
- 15/2018. (VI. 7.) BM rendelet A büntetés-végrehajtási intézetben fogvatartott érintett Védelmi Program keretében biztosított védelmének részletes szabályairól
- 16/2018. (VI. 7.) BM rendelet A szabadságvesztés, az elzárás, a rendbírság helyébe lépő elzárás, a letartóztatás és a szabálysértési elzárás végrehajtását foganatosító büntetés-végrehajtási intézetek kijelölésének szabályairól
- 9/2018. (VI. 11.) IM rendelet A fogva tartott személy esetében a büntetőeljárás lefolytatása, továbbá a büntetőügyekben hozott határozatok végrehajtása során a bíróságokra és egyéb szervekre háruló feladatokról
- 10/2018. (VI. 11.) IM rendelet A csekkjogi szabályok szövegének közzétételéről szóló 2/1965. (I. 24.) IM rendelet, valamint egyes eljárási költségviseléssel összefüggő igazságügyi tárgyú rendeletek módosításáról
- 17/2018. (VI. 12.) BM rendelet Az igazságügyi alkalmazottak szolgálati jogviszonyáról szóló 1997. évi LXVIII. törvénynek az igazságügyi szakértői intézmény igazságügyi alkalmazotti állományát érintő végrehajtásáról szóló 53/2016. (XII. 16.) BM rendelet módosításáról
- 11/2018. (VI. 12.) IM rendelet A bűnügyi költségek előlegezéséről
- 12/2018. (VI. 12.) IM rendelet Az egyes büntetőeljárási cselekményekre és a büntetőeljárásban részt vevő személyekre vonatkozó szabályokról
- 13/2018. (VI. 12.) IM rendelet A különleges bánásmódot igénylő személy részvételét igénylő eljárási cselekmény elvégzésére szolgáló rendőrségi helyiség kialakításáról, működtetéséről és a használata ellenőrzéséről
- 13/2018. (VI. 14.) EMMI rendelet A 2018/2019. tanév rendjéről
- 4/2018. (VI. 14.) MEKH rendelet A földgáz rendszerhasználati díjak, a külön díjak, valamint a csatlakozási díjak alkalmazásának szabályairól szóló 11/2016. (XI. 14.) MEKH rendelet és a rendszerüzemeltetési díjból származó árbevétel megosztására vonatkozó kiegyenlítő fizetésekről szóló 1/2015. (II. 13.) MEKH rendelet módosításáról
- 14/2018. (VI. 15.) IM rendelet Egyes büntetés-végrehajtási jogi tárgyú igazságügyi miniszteri rendeleteknek a büntetőeljárásról szóló 2017. évi XC. törvénnyel összefüggő módosításáról
- 15/2018. (VI. 15.) IM rendelet A bűnügyi felügyelet és a távoltartás végrehajtásáról
- 19/2018. (VI. 21.) MNB rendelet Az „Egri vár” ezüst emlékérme kibocsátásáról
- 20/2018. (VI. 21.) MNB rendelet Az „Egri vár” rézötvözetű emlékérme kibocsátásáról
- 21/2018. (VI. 21.) MNB rendelet A „Fiumei úti temető Nemzeti Emlékhely” rézötvözetű emlékérme kibocsátásáról
- 2/2018. (VI. 21.) NMHH rendelet Egyes elektronikus hírközlési tárgyú NMHH rendeletek módosításáról
- 1/2018. (VI. 21.) AM rendelet Az élelmiszer-rendész feladatellátásának és nyilvántartásba vételének részletes szabályairól
- 7/2018. (VI. 21.) HM rendelet A Magyar Honvédség Szolgálati Szabályzatának kiadásáról szóló 24/2005. (VI. 30.) HM rendelet módosításáról
- 2/2018. (VI. 22.) AM rendelet A cukorágazat szabályozásának egyes kérdéseiről
- 3/2018. (VI. 22.) AM rendelet A növényfajták állami elismeréséről szóló 40/2004. (IV. 7.) FVM rendelet módosításáról
- 4/2018. (VI. 22.) AM rendelet A szántóföldi növényfajok vetőmagvainak előállításáról és forgalomba hozataláról szóló 48/2004. (IV. 21.) FVM rendelet módosításáról
- 5/2018. (VI. 22.) AM rendelet A fejezeti és központi kezelésű előirányzatok kezelésének és felhasználásának szabályairól szóló 24/2015. (V. 26.) FM rendelet módosításáról
- 6/2018. (VI. 22.) AM rendelet A zöldség-gyümölcs termelői szervezetek kiegészítő nemzeti támogatásáról szóló 53/2016. (VII. 21.) FM rendelet és a zöldség-gyümölcs termelői szervezetekről szóló 50/2017. (X. 10.) FM rendelet módosításáról
- 8/2018. (VI. 22.) HM rendelet A külföldi szolgálatot teljesítők egyes járandóságairól
- 16/2018. (VI. 22.) IM rendelet Egyes igazságügyi miniszteri rendeleteknek a büntetőeljárásról szóló 2017. évi XC. törvénnyel összefüggő módosításáról
- 1/2018. (VI. 25.) NVTNM rendelet Az egyes állami tulajdonban álló gazdasági társaságok felett az államot megillető tulajdonosi jogok és kötelezettségek összességét gyakorló személyek kijelöléséről
- 7/2018. (VI. 26.) AM rendelet Az egyes borászati és növényegészségügyi tárgyú rendeletek módosításáról
- 14/2018. (VI. 26.) EMMI rendelet A háziorvosi, házi gyermekorvosi és fogorvosi tevékenységről szóló 4/2000. (II. 25.) EüM rendelet és az egyes egészségügyi tárgyú miniszteri rendeletek módosításáról szóló 28/2017. (X. 25.) EMMI rendelet módosításáról
- 22/2018. (VI. 27.) MNB rendelet A hitelintézetek devizapozícióbeli lejárati összhangjának szabályozásáról, valamint a pénz- és hitelpiaci szervezetek által a jegybanki információs rendszerhez elsődlegesen a Magyar Nemzeti Bank felügyeleti feladatai ellátása érdekében teljesítendő adatszolgáltatási kötelezettségekről szóló 43/2013. (XII. 29.) MNB rendelet módosításáról szóló 14/2014. (V. 19.) MNB rendelet módosításáról
- 17/2018. (VI. 27.) IM rendelet Egyes büntetőeljárási jogi tárgyú igazságügyi miniszteri rendeleteknek a büntetőeljárásról szóló 2017. évi XC. törvénnyel összefüggő módosításáról, illetve hatályon kívül helyezéséről
- 2/2018. (VI. 27.) KKM rendelet Az európai területi társulással kapcsolatos jóváhagyási és nyilvántartásba-vételi eljárás részletes szabályairól szóló 2/2014. (XII. 30.) KKM rendelet hatályon kívül helyezéséről
- 3/2018. (VI. 27.) KKM rendelet A külpolitikáért felelős miniszter által a külföldi felhasználásra szánt közokiratok tanúsítvánnyal történő ellátásának szabályairól szóló 1/2009. (I. 9.) KüM rendelet hatályon kívül helyezéséről
- 3/2018. (VI. 29.) PM rendelet A jelzáloghitelre vonatkozó tájékoztatás szabályairól szóló 3/2016. (I. 7.) NGM rendelet módosításáról
- 4/2018. (VI. 29.) PM rendelet A titkos információgyűjtés bírói engedélyhez kötött eszközei alkalmazásának kérelmezésével és az alkalmazás végrehajtásával kapcsolatos szabályokról
- 5/2018. (VI. 29.) PM rendelet Az élelmiszer-értékesítést kezelőszemélyzet nélkül végző automaták műszaki követelményeiről, az automaták üzemeltetéséről és szervizeléséről, valamint az automatákban rögzített adatoknak az állami adó- és vámhatóság felé történő szolgáltatásáról szóló 31/2016. (IX. 2.) NGM rendelet és az élelmiszer-értékesítést kezelőszemélyzet nélkül végző automataberendezések üzemeltetői számára az Automata Felügyeleti Egység beszerzéséhez nyújtandó támogatásról szóló 20/2017. (VII. 31.) NGM rendelet módosításáról
- 23/2018. (VI. 29.) MNB rendelet A „Semmelweis Ignác-emlékév” ezüst emlékérme kibocsátásáról
- 24/2018. (VI. 29.) MNB rendelet A „Semmelweis Ignác-emlékév” rézötvözetű emlékérme kibocsátásáról
- 5/2018. (VI. 29.) MEKH rendelet A rendszeres adatszolgáltatásra kötelezettek által szolgáltatandó adatok köréről, a teljesítés módjára vonatkozó követelményekről, valamint az adatszolgáltatási kötelezettség határidejéről, továbbá a rendkívüli adatszolgáltatással kapcsolatos rendelkezésekről, valamint a földgáz rendszerhasználati díjak, a külön díjak és a csatlakozási díjak meghatározásának keretszabályairól szóló 8/2016. (X. 13.) MEKH rendelet, a földgáz rendszerhasználati díjak, a külön díjak, valamint a csatlakozási díjak alkalmazásának szabályairól szóló 11/2016. (XI. 14.) MEKH rendelet és a földgáz rendszerhasználati díjak, a külön díjak és a csatlakozási díjak mértékéről szóló 13/2016. (XII. 20.) MEKH rendelet módosításáról szóló 7/2017. (VII. 13.) MEKH rendelet eltérő szöveggel történő hatályba léptetéséről szóló 11/2017. (VIII. 25.) MEKH rendelet módosításáról
- 8/2018. (VI. 29. ) AM rendelet Az ingatlan-nyilvántartási célú földmérési és térképészeti tevékenység részletes szabályairól
- 20/2018. (VI. 29.) BM rendelet Egyes belügyi feladatokat érintő miniszteri rendeletek módosításáról
- 21/2018. (VI. 29.) BM rendelet Egyes belügyi tárgyú miniszteri rendeletek büntetőeljárásról szóló 2017. évi XC. törvénnyel összefüggő módosításáról
- 9/2018. (VI. 29.) HM rendelet A Magyar Honvédségre, illetve a katonai nemzetbiztonsági szolgálatokra vonatkozó eltérő munkavédelmi követelményekről, eljárási szabályokról szóló 1/2009. (I. 30.) HM rendelet, valamint a honvédelmi ágazatban bekövetkezett baleseti veszélyt jelentő rendellenességek és a balesetek bejelentéséről, kivizsgálásáról és nyilvántartásáról szóló 13/2011. (X. 20.) HM rendelet módosításáról
- 1/2018. (VI. 29.) ITM rendelet A digitális archiválás szabályairól
- 2/2018. (VI. 29.) ITM rendelet A menetíró készülékről szóló 75/2016. (XII. 29.) NFM rendelet módosításáról
- 3/2018. (VI. 29.) ITM rendelet Az egyetemes szolgáltatók részére vételre felajánlott földgázforrás és a hazai termelésű földgáz mennyiségéről és áráról, valamint az igénybevételre jogosultak és kötelezettek köréről szóló 67/2016. (XII. 29.) NFM rendelet módosítás

#### Július
- 9/2018. (VII. 2.) AM rendelet Az agrárminiszter feladat- és hatáskörébe tartozó, egyes agrárágazati tárgyú támogatásokat szabályozó rendeletek módosításáról
- 25/2018. (VII. 3.) MNB rendelet Megújított 500 forintos címletű bankjegy kibocsátásáról
- 26/2018. (VII. 3.) MNB rendelet 500 forintos címletű bankjegyek bevonásáról
- 10/2018. (VII. 3.) AM rendelet A Dél-dunántúli Vadgazdálkodási Táj vadgazdálkodási tájegységeinek vadgazdálkodási tervéről
- 11/2018. (VII. 3.) AM rendelet A Duna–Tisza közi Vadgazdálkodási Táj vadgazdálkodási tájegységeinek vadgazdálkodási tervéről
- 12/2018. (VII. 3.) AM rendelet Az Észak-dunántúli Vadgazdálkodási Táj vadgazdálkodási tájegységeinek vadgazdálkodási tervéről
- 13/2018. (VII. 3.) AM rendelet A Tiszántúli Vadgazdálkodási Táj vadgazdálkodási tájegységeinek vadgazdálkodási tervéről
- 14/2018. (VII. 3.) AM rendelet Az Északi hegy- és dombvidéki Vadgazdálkodási Táj vadgazdálkodási tájegységeinek vadgazdálkodási tervéről
- 2/2018. (VII. 3.) BM rendelet A rendőrség szolgálati szabályzatáról szóló 30/2011. (IX. 22.) BM rendelet módosításáról
- 16/2018. (VII. 3.) EMMI rendelet Az új pszichoaktív anyaggá minősített anyagokról vagy vegyület-csoportokról szóló 55/2014. (XII. 30.) EMMI rendelet módosításáról
- 17/2018. (VII. 4.) EMMI rendelet Egyes egészségügyi tárgyú rendeletek módosításáról
- 18/2018. (VII. 4.) EMMI rendelet Egyes gyógyszerészeti tárgyú miniszteri rendeletek módosításáról
- 20/2018. (VII. 4.) IM rendelet A közjegyzői állások számáról és a közjegyzők székhelyéről szóló 15/1991. (XI. 26.) IM rendelet módosításáról
- 21/2018. (VII. 4.) IM rendelet Az egyes cégjogi tárgyú miniszteri rendeletek módosításáról
- 19/2018. (VII. 5.) EMMI rendelet Az egészségügyi szakellátás társadalombiztosítási finanszírozásának egyes kérdéseiről szóló 9/1993. (IV. 2.) NM rendelet módosításáról
- 4/2018. (VII. 5.) ITM rendelet Az egyes atomenergetikai tárgyú miniszteri rendeletek módosításáról
- 15/2018. (VII. 9.) AM rendelet A földművelésügyi miniszter hatáskörébe tartozó szakképesítések szakmai és vizsgakövetelményeiről szóló 56/2016. (VIII. 19.) FM rendelet módosításáról
- 20/2018. (VII. 9.) EMMI rendelet A közművelődési alapszolgáltatások, valamint a közművelődési intézmények és a közösségi színterek követelményeiről
- 21/2018. (VII. 9.) EMMI rendelet Az egészségügyi szolgáltatások nyújtása során ionizáló sugárzásnak nem munkaköri kötelezettségük keretében kitett személyek egészsége védelmének szabályairól
- 22/2018. (VII. 9.) EMMI rendelet Az atomenergiáról szóló 1996. évi CXVI. törvény egyes rendelkezéseinek végrehajtásáról szóló 16/2000. (VI. 8.) EüM rendelet és az egészségügyi szakértői tevékenységgel kapcsolatos egyes kérdésekről szóló 40/2009. (XI. 20.) EüM rendelet módosításáról
- 5/2018. (VII. 9.) ITM rendelet A szakképzési kerettantervekről szóló 30/2016. (VIII. 31.) NGM rendelet és a szakképzési kerettantervekről szóló 30/2016. (VIII. 31.) NGM rendelet módosításáról szóló 24/2017. (VIII. 31.) NGM rendelet módosításáról
- 10/2018. (VII. 10.) HM rendelet Az állami célú légi közlekedés szakszemélyzetének szakszolgálati engedélyeiről szóló 16/1998. (X. 28.) HM–EüM együttes rendelet módosításáról
- 16/2018. (VII. 12.) AM rendelet A víziszárnyas-feldolgozói termékpályát érintő madárinfluenza miatti veszteségek ellentételezéséhez nyújtott támogatás feltételeiről
- 17/2018. (VII. 16.) AM rendelet Az Aggtelek-Rudabánya-Szendrői hegység földtani alapszelvényeinek védetté nyilvánításáról szóló 13/1991. (XII. 24.) KTM rendelet, valamint a Megyer-hegyi Tengerszem Természetvédelmi Terület országos jelentőségű védett természeti területté történő átminősítéséről szóló 24/1997. (VIII. 1.) KTM rendelet módosításáról
- 23/2018. (VII. 18.) EMMI rendelet Az emberi erőforrások minisztere ágazatába tartozó szakképesítések szakmai és vizsgakövetelményeiről szóló 27/2016. (IX. 16.) EMMI rendelet módosításáról
- 2/2018. (VII. 18.) NVTNM rendelet A nemzeti vagyon kezeléséért felelős tárca nélküli miniszter feladat- és hatáskörét érintően a nemzetbiztonsági ellenőrzés alá eső személyek meghatározásáról
- 11/2018. (VII. 19.) HM rendelet A honvédelmi foglalkoztatókkal kapcsolatos munkaügyi hatósági feladatokról, az ellenőrzés speciális eszközeiről
- 6/2018. (VII. 19.) ITM rendelet A nukleáris létesítményben foglalkoztatott munkavállalók speciális szakmai képzéséről, továbbképzéséről és az atomenergia alkalmazásával összefüggő tevékenységek folytatására jogosultak köréről szóló 55/2012. (IX. 17.) NFM rendelet módosításáról
- 9/2018. (VII. 20.) MvM rendelet A fejezeti kezelésű előirányzatok és a központi kezelésű előirányzatok kezeléséről és felhasználásáról szóló 8/2016. (III. 25.) MvM rendeletnek a Kormány tagjainak feladat- és hatásköréről szóló 94/2018. (V. 22.) Korm. rendelettel összefüggő módosításáról
- 18/2018. (VII. 23.) AM rendelet Az egyes levegőszennyező anyagok összkibocsátási határértékeiről szóló 7/2003. (V. 16.) KvVM–GKM együttes rendelet módosításáról
- 6/2018. (VII. 25.) MEKH rendelet A földgáz rendszerhasználati díjak, a külön díjak és a csatlakozási díjak meghatározásának keretszabályairól szóló 8/2016. (X. 13.) MEKH rendelet módosításáról
- 7/2018. (VII. 26.) ITM rendelet A vasúti közlekedés biztonságával összefüggő munkakört betöltő munkavállalók szakmai képzésének és vizsgáztatásának, a vasúti vizsgaközpont és képzőszervezetek működésének, a képzési engedély kiadásának, továbbá a vasúti járművezetői gyakorlat szabályairól szóló 19/2011. (V. 10.) NFM rendelet módosításáról
- 10/2018. (VII. 27.) MvM rendelet Egyes ingatlanok műemlékké nyilvánításáról, illetve műemléki védettségének megszüntetéséről
- 19/2018. (VII. 27.) AM rendelet Az egyes borászati tárgyú miniszteri rendeletek módosításáról
- 20/2018. (VII. 27.) AM rendelet Az erdészeti termőhelyfeltárás részletes szabályairól szóló 36/2010. (IV. 13.) FVM rendelet, valamint az erdőről, az erdő védelméről és az erdőgazdálkodásról szóló 2009. évi XXXVII. törvény végrehajtásáról szóló 61/2017. (XII. 21.) FM rendelet módosításáról
- 24/2018. (VII. 27.) EMMI rendelet Az érettségi vizsga részletes követelményeiről szóló 40/2002. (V. 24.) OM rendelet módosításáról
- 12/2018. (VII. 27.) HM rendelet Egyes honvédelmi miniszteri rendeletek módosításáról
- 27/2018. (VII. 31.) MNB rendelet A „Hevesy György” ezüst emlékérme kibocsátásáról
- 28/2018. (VII. 31.) MNB rendelet A „Hevesy György” rézötvözetű emlékérme kibocsátásáról
- 25/2018. (VII. 31.) EMMI rendelet A gyógyszerrendeléshez használandó számítógépes program minősítésének szabályairól szóló 53/2007. (XII. 7.) EüM rendelet módosításáról

#### Augusztus
- 3/2018. (VIII. 1.) NVTNM rendelet Az egyes állami tulajdonban álló gazdasági társaságok felett az államot megillető tulajdonosi jogok és kötelezettségek összességét gyakorló személyek kijelöléséről szóló 1/2018. (VI. 25.) NVTNM rendelet módosításáról
- 21/2018. (VIII. 7.) AM rendelet A Nemzeti Földalappal kapcsolatos bevételek és kiadások fejezetbe sorolt központi kezelésű előirányzatok felhasználásáról szóló 32/2015. (VI. 19.) FM rendelet módosításáról
- 26/2018. (VIII. 7.) EMMI rendelet A kerettantervek kiadásának és jóváhagyásának rendjéről szóló 51/2012. (XII. 21.) EMMI rendelet módosításáról
- 27/2018. (VIII. 7.) EMMI rendelet A személyes gondoskodást nyújtó gyermekjóléti, gyermekvédelmi intézmények, valamint személyek szakmai feladatairól és működésük feltételeiről szóló 15/1998. (IV. 30.) NM rendeletnek a bölcsődei ellátással összefüggő módosításáról
- 7/2018. (VIII. 13.) MEKH rendelet A rendszerüzemeltetési díjból származó árbevétel megosztására vonatkozó kiegyenlítő fizetésekről szóló 1/2015. (II. 13.) MEKH rendelet módosításáról
- 4/2018. (VIII. 13.) KKM rendelet A külképviseletek besorolásáról, valamint a tartós külszolgálaton lévőknek járó deviza-alapilletmény és költségtérítés kiszámításának részletes szabályairól szóló 3/2017. (II. 28.) KKM rendelet módosításáról
- 22/2018. (VIII. 17.) AM rendelet Az egyes agrártámogatásokat szabályozó miniszteri rendeletek módosításáról
- 23/2018. (VIII. 17.) AM rendelet A zöldség-gyümölcs termelői csoportok támogatásáról szóló 24/2010. (III. 19.) FVM rendelet módosításáról
- 8/2018. (VIII. 17.) ITM rendelet Az ömlesztőhegesztés végzésének feltételeiről
- 29/2018. (VIII. 21.) MNB rendelet A jövedelemarányos törlesztőrészlet és a hitelfedezeti arányok szabályozásáról szóló 32/2014. (IX. 10.) MNB rendelet módosításáról
- 9/2018. (VIII. 21.) ITM rendelet A nemzetgazdasági miniszter hatáskörébe tartozó szakképesítések szakmai és vizsgakövetelményeiről szóló 27/2012. (VIII. 27.) NGM rendelet módosításáról
- 10/2018. (VIII. 21.) ITM rendelet Az útdíj mértékéről és az útdíjköteles utakról szóló 25/2013. (V. 31.) NFM rendelet módosításáról
- 8/2018. (VIII. 23.) MEKH rendelet A Magyar Energetikai és Közmű-szabályozási Hivatal igazgatási szolgáltatási díjainak mértékéről, valamint az igazgatási szolgáltatási, a felügyeleti díjak és egyéb bevételek beszedésére, kezelésére, nyilvántartására és visszatérítésére vonatkozó szabályokról szóló 1/2014. (III. 4.) MEKH rendelet módosításáról
- 22/2018. (VIII. 23.) IM rendelet A közjegyzői díjszabásról
- 5/2018. (VIII. 23.) KKM rendelet A tartós külszolgálatot teljesítő kormányzati szolgálati jogviszonyban állók és a munkavállalók alapellátmányának, valamint a munkavállalók ideiglenes külföldi kiküldetése napidíjának összegéről és azok kifizetéséről szóló 3/2012. (IX. 4.) KüM rendelet módosításáról szóló 1/2014. (II. 19.) KüM rendelet és a tartós külszolgálatot teljesítő kormányzati szolgálati jogviszonyban állók és a munkavállalók alapellátmányának, valamint a munkavállalók ideiglenes külföldi kiküldetése napidíjának összegéről és azok kifizetéséről szóló 3/2012. (IX. 4.) KüM rendelet módosításáról szóló 4/2016. (VII. 22.) KKM rendelet hatályon kívül helyezéséről
- 6/2018. (VIII. 23.) PM rendelet A 2019. évi munkaszüneti napok körüli munkarendről
- 23/2018. (VIII. 30.) BM rendelet A rendészetért felelős miniszter irányítása alá tartozó igazságügyi szakértői intézménynél foglalkoztatott igazságügyi alkalmazottak munkaköri alkalmassági vizsgálatára és az alkalmasság véleményezésére vonatkozó szabályokról, valamint az eljárás rendjéről
- 30/2018. (VIII. 30.) EMMI rendelet A kerettantervek kiadásának és jóváhagyásának rendjéről szóló 51/2012. (XII. 21.) EMMI rendelet módosításáról
- 23/2018. (VIII. 30.) IM rendelet A helyi önkormányzati képviselők és polgármesterek időközi választása és a nemzetiségi önkormányzati képviselők időközi választása költségeinek normatíváiról, tételeiről, elszámolási és belső ellenőrzési rendjéről
- 1/2018. (VIII. 31.) TNM rendelet A nemzetiségi és egyházi célú, valamint az üldözött keresztények megsegítését célzó fejezeti kezelésű előirányzatok kezeléséről és felhasználásáról
- 2/2018. (VIII. 31.) TNM rendelet A nemzetiségi célú támogatásokkal kapcsolatos egyes rendeletek módosításáról
- 24/2018. (VIII. 31.) AM rendelet Az agrárminiszter feladat- és hatáskörébe tartozó egyes agrártárgyú rendeletek módosításáról
- 13/2018. (VIII. 31.) HM rendelet A honvédelemért felelős miniszter ágazatába tartozó szakképesítések szakmai és vizsgakövetelményeinek kiadásáról szóló 19/2012. (VIII. 28.) HM rendelet módosításáról
- 24/2018. (VIII. 31.) IM rendelet Az egyes cégjogi és igazságügyi tárgyú miniszteri rendeletek módosításáról
- 13/2018. (VIII. 31.) ITM rendelet Az autópályák, autóutak és főutak használatának díjáról szóló 36/2007. (III. 26.) GKM rendelet módosításáról

#### Október
- 25/2018. (X. 1.) AM rendelet Az agrárminiszter feladatkörébe tartozó egyes fejezeti kezelésű előirányzatok módosításáról
- 26/2018. (X. 1.) AM rendelet A mezőgazdasági termékekre és élelmiszerekre vonatkozó minőségrendszerek és az önkéntes mezőgazdaságitermék-tanúsító rendszerek nemzeti elismeréséről
- 27/2018. (X. 5.) AM rendelet Az afrikai sertéspestis miatt a mangalicasertés-ágazatot sújtó gazdasági veszteségek részleges ellentételezéséhez nyújtott jövedelempótló támogatásról
- 28/2018. (X. 5.) AM rendelet Az egyes mezőgazdasági támogatásokat szabályozó miniszteri rendeletek módosításáról
- 4/2018. (X. 10.) NVTNM rendelet A XLIII. Az állami vagyonnal kapcsolatos bevételek és kiadások fejezet központi kezelésű előirányzatai felhasználásáról
- 33/2018. (X. 10.) EMMI rendelet A háziorvosi, házi gyermekorvosi és fogorvosi tevékenységről szóló 4/2000. (II. 25.) EüM rendelet és a háziorvosok indikátor alapú teljesítményértékeléséről és az orvosok gyógyszerrendelése értékelésének egyes szabályairól szóló 11/2011. (III. 30.) NEFMI rendelet módosításáról
- 34/2018. (X. 10.) EMMI rendelet A nevelési-oktatási intézmények működéséről és a köznevelési intézmények névhasználatáról szóló 20/2012. (VIII. 31.) EMMI rendelet módosításáról
- 1/2018. (X. 11.) MK rendelet A Pro Turismo-díj adományozásának rendjéről
- 29/2018. (X. 11.) AM rendelet Az Európai Mezőgazdasági Vidékfejlesztési Alapból a termelői csoportok létrehozásához és működéséhez nyújtandó támogatások részletes feltételeiről szóló 59/2007. (VII. 10.) FVM rendelet módosításáról
- 30/2018. (X. 11.) AM rendelet Az egyes agrártárgyú miniszteri rendeletek módosításáról
- 35/2018. (X. 12.) EMMI rendelet Egyes gyógyszerek társadalombiztosítási támogatásáról szóló miniszteri rendeletek módosításáról
- 36/2018. (X. 12.) EMMI rendelet A személyes gondoskodást nyújtó szociális intézmények szakmai feladatairól és működésük feltételeiről szóló 1/2000. (I. 7.) SZCSM rendelet módosításáról
- 30/2018. (X. 15.) MNB rendelet Az „Az Első világháború befejezése” ezüst emlékérme kibocsátásáról
- 31/2018. (X. 15.) MNB rendelet Az „Az Első világháború befejezése” rézötvözetű emlékérme kibocsátásáról
- 31/2018. (X. 15.) AM rendelet Az agrártámogatások 2018. évi mértékének megállapításáról
- 28/2018. (X. 15.) BM rendelet A belügyminiszter irányítása alá tartozó rendvédelmi feladatokat ellátó szervek hivatásos állományának 2019. évi ruházati utánpótlási ellátmánya terhére kiadandó természetbeni ellátásról
- 32/2018. (X. 16.) MNB rendelet A 2018-ban Magyarországon megrendezésre kerülő Birkózó-Világbajnokság alkalmából 50 forintos címletű érme kibocsátásáról
- 23/2018. (X. 16.) ITM rendelet Az innovációért és technológiáért felelős miniszter hulladékgazdálkodást érintő feladat- és hatáskörével összefüggő egyes miniszteri rendeletek módosításáról
- 29/2018. (X. 19.) BM rendelet Az erdők tűz elleni védelméről szóló 4/2008. (VIII. 1.) ÖM rendelet, valamint a belügyminiszter által alapított és adományozott elismerésekről szóló 37/2012. (VIII. 2.) BM rendelet módosításáról
- 24/2018. (X. 19.) ITM rendelet A magyar légtér légiközlekedés céljára történő kijelöléséről szóló 26/2007. (III. 1.) GKM–HM–KvVM együttes rendelet módosításáról
- 9/2018. (X. 19.) PM rendelet A fejezeti kezelésű előirányzatok kezeléséről és felhasználásáról
- 25/2018. (X. 25.) ITM rendelet A fluortartalmú üvegházhatású gázokkal kapcsolatos tevékenységeket végzők képesítésére vonatkozó szabályokról szóló 60/2016. (XII. 28.) NFM rendelet módosításáról
- 10/2018. (X. 29.) PM rendelet A kormányzati funkciók, államháztartási szakfeladatok és szakágazatok osztályozási rendjéről szóló 68/2013. (XII. 29.) NGM rendelet módosításáról
- 37/2018. (X. 30.) EMMI rendelet Az egészségügyi szakellátás társadalombiztosítási finanszírozásának egyes kérdéseiről szóló 9/1993. (IV. 2.) NM rendelet és a gyógyító-megelőző ellátás jogcímén az Egészségbiztosítási Alap terhére finanszírozható homogén betegségcsoportok kódolási és besorolási szabályairól szóló 10/2012. (II. 28.) NEFMI rendelet módosításáról
- 38/2018. (X. 31.) EMMI rendelet Egyes egészségügyi és egészségbiztosítási tárgyú miniszteri rendeleteknek a Nemzeti Népegészségügyi Központ létrehozásával összefüggő módosításáról

#### November
- 10/2018. (XI. 5.) MEKH rendelet A megújuló energiaforrásból termelt villamos energia működési támogatásának mértékéről szóló 13/2017. (XI. 8.) MEKH rendelet módosításáról
- 11/2018. (XI. 5.) PM rendelet Az államháztartásban felmerülő egyes gyakoribb gazdasági események kötelező elszámolási módjáról szóló 38/2013. (IX. 19.) NGM rendelet módosításáról
- 5/2018. (XI. 8.) NVTNM rendelet A Nemzeti Ménesbirtok és Tangazdaság Zártkörűen Működő Részvénytársaság felett az államot megillető tulajdonosi jogok és kötelezettségek összességét gyakorló személy kijelölése érdekében az egyes állami tulajdonban álló gazdasági társaságok felett az államot megillető tulajdonosi jogok és kötelezettségek összességét gyakorló személyek kijelöléséről szóló 1/2018. (VI. 25.) NVTNM rendelet módosításáról
- 39/2018. (XI. 8.) EMMI rendelet Az új pszichoaktív anyaggá minősített anyagokról vagy vegyületcsoportokról szóló 55/2014. (XII. 30.) EMMI rendelet módosításáról
- 26/2018. (XI. 8.) ITM rendelet A komplex szakmai vizsga szervezésére vonatkozó engedély megszerzésére irányuló engedélyezési eljárás igazgatási szolgáltatási díjáról és a díj megfizetésének szabályairól
- 27/2018. (XI. 8.) ITM rendelet Az útdíj mértékéről és az útdíjköteles utakról szóló 25/2013. (V. 31.) NFM rendelet módosításáról
- 33/2018. (XI. 9.) MNB rendelet A „450 éves az unitárius egyház” ezüst emlékérme kibocsátásáról
- 34/2018. (XI. 9.) MNB rendelet A „450 éves az unitárius egyház” rézötvözetű emlékérme kibocsátásáról
- 35/2018. (XI. 13.) MNB rendelet A jegybanki információs rendszerhez a hitelügyletek egyes adataira vonatkozóan teljesítendő adatszolgáltatási kötelezettségről
- 36/2018. (XI. 13.) MNB rendelet A pénz- és hitelpiaci szervezetek által a jegybanki információs rendszerhez elsődlegesen a Magyar Nemzeti Bank felügyeleti feladatai ellátása érdekében teljesítendő adatszolgáltatási kötelezettségekről
- 37/2018. (XI. 13.) MNB rendelet A tőkepiaci szervezetek által a jegybanki információs rendszerhez elsődlegesen a Magyar Nemzeti Bank felügyeleti feladatai ellátása érdekében teljesítendő adatszolgáltatási kötelezettségekről
- 38/2018. (XI. 14.) MNB rendelet A jegybanki információs rendszerhez elsődlegesen a Magyar Nemzeti Bank alapvető feladatai ellátása érdekében teljesítendő adatszolgáltatási kötelezettségekről
- 39/2018. (XI. 14.) MNB rendelet A biztosítási piaci szervezetek által a jegybanki információs rendszerhez elsődlegesen a Magyar Nemzeti Bank felügyeleti feladatai ellátása érdekében teljesítendő adatszolgáltatási kötelezettségekről
- 40/2018. (XI. 14.) MNB rendelet A pénztárak és a foglalkoztatói nyugdíjszolgáltató intézmény által a jegybanki információs rendszerhez elsődlegesen a Magyar Nemzeti Bank felügyeleti feladatai ellátása érdekében teljesítendő adatszolgáltatási kötelezettségekről
- 28/2018. (XI. 15.) IM rendelet A fejezeti kezelésű előirányzatok kezeléséről és felhasználásáról szóló 10/2015. (V. 29.) IM rendelet módosításáról
- 28/2018. (XI. 15.) ITM rendelet Az egyes közlekedési tárgyú miniszteri rendeletek módosításáról
- 41/2018. (XI. 16.) MNB rendelet A „Mátyás király Emlékév” ezüst emlékérme kibocsátásáról
- 42/2018. (XI. 16.) MNB rendelet A „Mátyás király Emlékév” rézötvözetű emlékérme kibocsátásáról
- 3/2018. (XI. 16.) TNM rendelet A nemzetiségi és egyházi célú, valamint az üldözött keresztények megsegítését célzó fejezeti kezelésű előirányzatok kezeléséről és felhasználásáról szóló 1/2018. (VIII. 31.) TNM rendelet módosításáról
- 29/2018. (XI. 20.) ITM rendelet A háztartási kombinált mosó-szárítógépek energiafelhasználásának ismérveiről való tájékoztatásról szóló 6/2002. (II. 15.) GM rendelet hatályon kívül helyezéséről
- 43/2018. (XI. 21.) MNB rendelet A kötelező jegybanki tartalék kiszámításáról, illetve képzésének és elhelyezésének módjáról szóló 10/2005. (VI. 11.) MNB rendelet módosításáról
- 30/2018. (XI. 26.) ITM rendelet A minimális építőipari rezsióradíj 2018. évi mértékéről
- 29/2018. (XI. 30.) IM rendelet A közjegyzői díjszabásról szóló 22/2018. (VIII. 23.) IM rendelet módosításáról

#### December
- 34/2018. (XII. 3.) AM rendelet Az élelmiszer-vállalkozás működéséhez szükséges szakképesítésekről
- 40/2018. (XII. 4.) EMMI rendelet A gyermekek esélynövelő szolgáltatásainak szakmai feladatairól és működésük feltételeiről
- 44/2018. (XII. 5.) MNB rendelet A pénzügyi ágazaton kívüli befolyásoló részesedés figyelembevételéről és a késedelmes hitelkötelezettség lényegességi határértékéről
- 35/2018. (XII. 6.) AM rendelet Az egyes agrárágazati támogatásokat szabályozó miniszteri rendeletek módosításáról
- 36/2018. (XII. 10.) AM rendelet A Madarasi Marhajárás természetvédelmi terület létesítéséről
- 37/2018. (XII. 10.) AM rendelet Az egyes kedvezőtlen piaci helyzettel érintett agrárgazdasági szakágazatok részére az Agrár Széchenyi Kártya Konstrukciók keretében nyújtott mezőgazdasági csekély összegű támogatásról
- 11/2018. (XII. 12.) MEKH rendelet A rendszerüzemeltetési díjból származó árbevétel megosztására vonatkozó kiegyenlítő fizetésekről szóló 1/2015. (II. 13.) MEKH rendelet módosításáról
- 13/2018. (XII. 12.) MvM rendelet A fejezeti kezelésű előirányzatok és a központi kezelésű előirányzatok kezeléséről és felhasználásáról szóló 8/2016. (III. 25.) MvM rendelet módosításáról
- 38/2018. (XII. 12.) AM rendelet Az arborétumok jegyzékéről szóló 19/2011. (III. 16.) VM rendelet módosításáról
- 30/2018. (XII. 12.) BM rendelet A települések katasztrófavédelmi besorolásáról, valamint a katasztrófák elleni védekezés egyes szabályairól szóló 62/2011. (XII. 29.) BM rendelet módosításáról szóló 61/2012. (XII. 11.) BM rendelet módosításáról
- 30/2018. (XII. 12.) IM rendelet Az egyes szellemi tulajdoni tárgyú rendeletek módosításáról
- 12/2018. (XII. 12.) PM rendelet A kötelező gépjármű-felelősség-biztosítás 1991. július 1. előtti rendszeréből származó állami kötelezettségek rendezéséről szóló 5/1996. (I. 26.) PM rendelet, valamint a gépjármű-szavatossági károk 1971. január 1. előtti rendszere alapján fizetett baleseti kártérítési járadékokról szóló 12/1998. (III. 27.) PM rendelet módosításáról
- 39/2018. (XII. 13.) AM rendelet A sertés ágazat részére nyújtott állatjóléti támogatások feltételeiről
- 12/2018. (XII. 15.) MEKH rendelet A villamos energia rendszerhasználati díjak, csatlakozási díjak és külön díjak alkalmazási szabályairól szóló 10/2016. (XI. 14.) MEKH rendelet és a villamos energia rendszerhasználati díjak, csatlakozási díjak és külön díjak mértékéről szóló 15/2016. (XII. 20.) MEKH rendelet módosításáról
- 13/2018. (XII. 15.) MEKH rendelet A villamos energia rendszerhasználati díjak, csatlakozási díjak és külön díjak mértékéről szóló 15/2016. (XII. 20.) MEKH rendelet módosításáról
- 14/2018. (XII. 15.) MvM rendelet A fejezeti kezelésű előirányzatok és a központi kezelésű előirányzatok kezeléséről és felhasználásáról szóló 8/2016. (III. 25.) MvM rendeletnek a Miniszterelnökség fejezet címrendjének módosításáról szóló 1600/2018. (XI. 26.) Korm. határozattal összefüggő módosításáról
- 40/2018. (XII. 15.) AM rendelet A tartási helyek, a tenyészetek nyilvántartásáról szóló és egyes állatazonosítási tárgyú miniszteri rendeletek módosításáról
- 18/2018. (XII. 15.) HM rendelet Az országgyűlési képviselői igazolvánnyal történő belépés rendjéről
- 31/2018. (XII. 15.) ITM rendelet A díjfizetés ellenében használható autópályákról, autóutakról és főutakról szóló 37/2007. (III. 26.) GKM rendelet, valamint az útdíj mértékéről és az útdíjköteles utakról szóló 25/2013. (V. 31.) NFM rendelet módosításáról
- 32/2018. (XII. 15.) ITM rendelet A Nemzeti Foglalkoztatási Alap képzési alaprészéből a szakképzésért és felnőttképzésért felelős miniszter egyedi döntésével nyújtható képzési, továbbá tanműhely-létesítési és -fejlesztési támogatások részletes szabályairól szóló 3/2015. (II. 13.) NGM rendelet módosításáról
- 45/2018. (XII. 17.) MNB rendelet A pénzmosás és a terrorizmus finanszírozása megelőzéséről és megakadályozásáról szóló törvény végrehajtásának az MNB által felügyelt szolgáltatókra vonatkozó, valamint az Európai Unió és az ENSZ Biztonsági Tanácsa által elrendelt pénzügyi és vagyoni korlátozó intézkedések végrehajtásáról szóló törvény szerinti szűrőrendszer kidolgozásának és működtetése minimumkövetelményeinek részletes szabályairól
- 46/2018. (XII. 17.) MNB rendelet Az egyes pénzügyi szervezetek panaszkezelésének formájára és módjára vonatkozó részletes szabályokról
- 47/2018. (XII. 17.) MNB rendelet Egyes MNB rendeletek szerinti kötelezettségeknek való megfelelés eltérő szabályairól
- 15/2018. (XII. 17.) MvM rendelet Egyes ingatlanok műemlékké nyilvánításáról, illetve műemléki védettségének megszüntetéséről
- 6/2018. (XII. 17.) NVTNM rendelet A Külgazdasági és Külügyminisztérium, a Miniszterelnökség és a nemzeti vagyon kezeléséért felelős tárca nélküli miniszter tulajdonosi joggyakorlóként történő kijelölése érdekében az egyes állami tulajdonban álló gazdasági társaságok felett az államot megillető tulajdonosi jogok és kötelezettségek összességét gyakorló személyek kijelöléséről szóló 1/2018. (VI. 25.) NVTNM rendelet módosításáról
- 41/2018. (XII. 17.) EMMI rendelet A nemzetiségi célú támogatások igénybevételének, felhasználásának és elszámolásának részletszabályairól szóló 11/2018. (III. 14.) EMMI rendelet módosításáról
- 33/2018. (XII. 17.) ITM rendelet A magyar légtér légiközlekedés céljára történő kijelöléséről szóló 26/2007. (III. 1.) GKM–HM–KvVM együttes rendelet módosításáról
- 16/2018. (XII. 18.) MvM rendelet A közigazgatási, rendészeti, katonai és nemzetbiztonsági felsőoktatás vonatkozásában az évenként felvehető hallgatói létszám megállapításával és elosztásával kapcsolatos eljárás részletes szabályairól, a Nemzeti Közszolgálati Egyetemre történő felvétel különös feltételeiről, valamint a külföldi hallgatók Nemzeti Közszolgálati Egyetemre történő felvételének, jogállásának és tanulmányainak részletes szabályairól szóló 1/2013. (I. 8.) KIM rendelet módosításáról
- 17/2018. (XII. 18.) MvM rendelet A Magyarország Európai Unió melletti Állandó Képviselete külképviseleti besorolásáról, valamint a tartós külszolgálatot teljesítők deviza-alapilletménye, költségtérítése és az állandó képviseleti devizapótlék kiszámításának részletes szabályairól szóló 16/2017. (VI. 7.) MvM rendelet módosításáról
- 18/2018. (XII. 18.) MvM rendelet A felelős akkreditált közbeszerzési szaktanácsadók névjegyzékének vezetésével összefüggő hatósági eljárásért fizetendő igazgatási szolgáltatási díjról
- 19/2018. (XII. 18.) MvM rendelet Az elektronikus közbeszerzési rendszer fenntartásával és működtetésével kapcsolatos szabályokról szóló 40/2017. (XII. 27.) MvM rendelet módosításáról
- 41/2018. (XII. 18.) AM rendelet A fejezeti és központi kezelésű előirányzatok kezelésének és felhasználásának szabályairól szóló 24/2015. (V. 26.) FM rendelet új előirányzatokkal, valamint egyes előirányzatok felhasználási szabályainak változásával összefüggő módosításáról
- 42/2018. (XII. 18.) EMMI rendelet Az elektronikus vénnyel kapcsolatos egyes miniszteri rendeletek, valamint a területi védőnői ellátásról szóló 49/2004. (V. 21.) ESZCSM rendelet módosításáról
- 43/2018. (XII. 18) EMMI rendelet A minősített előadó-művészeti szervezetek körének meghatározásáról szóló 5/2012. (VI. 15.) EMMI rendelet módosításáról
- 34/2018. (XII. 18.) ITM rendelet Egyes iparjogvédelmi tárgyú miniszteri rendeletek módosításáról
- 15/2018. (XII. 18.) PM rendelet A jövedéki adóról szóló 2016. évi LXVIII. törvény egyes rendelkezéseinek végrehajtásáról szóló 45/2016. (XI. 29.) NGM rendelet módosításáról
- 14/2018. (XII. 19.) MEKH rendelet A Magyar Energetikai és Közmű-szabályozási Hivatal igazgatási szolgáltatási díjainak mértékéről, valamint az igazgatási szolgáltatási, a felügyeleti díjak és egyéb bevételek beszedésére, kezelésére, nyilvántartására és visszatérítésére vonatkozó szabályokról szóló 1/2014. (III. 4.) MEKH rendelet módosításáról
- 42/2018. (XII. 19.) AM rendelet A Dorogi mészkőbánya felső barlangja védettségének feloldásáról
- 31/2018. (XII. 19.) BM rendelet Az egyes lakhatási támogatásokkal, valamint egyéb belügyi feladatokkal kapcsolatos miniszteri rendeletek módosításáról
- 32/2018. (XII. 19.) BM rendelet A központosított informatikai és elektronikus hírközlési szolgáltatásokat egyedi szolgáltatási megállapodás útján igénybe vevő szervezetekről, valamint a központi szolgáltató által üzemeltetett vagy fejlesztett informatikai rendszerekről szóló 7/2013. (II. 26.) NFM rendelet módosításáról
- 44/2018. (XII. 19.) EMMI rendelet Egyes, a sürgősségi ellátást érintő miniszteri rendeletek módosításáról
- 45/2018. (XII. 19.) EMMI rendelet Az egészségügyi ellátások igénybevételét érintő egyes miniszteri rendeletek módosításáról
- 46/2018. (XII. 19.) EMMI rendelet Az Európai Közösségi jog hatálya alá tartozó, feltétel nélkül elismerésre kerülő egyes egészségügyi oklevelek, bizonyítványok és a képesítés megszerzéséről szóló egyéb tanúsítványok megnevezéséről és az ezen okiratok birtokosaival azonos jogállású személyek köréről szóló 4/2008. (I. 16.) EüM rendelet módosításáról
- 31/2018. (XII. 19.) IM rendelet Egyes igazságügyi tárgyú igazságügyi miniszteri rendeletek módosításáról
- 32/2018. (XII. 19.) IM rendelet Az előzetes és utólagos hatásvizsgálatról szóló 12/2016. (IV. 29.) MvM rendelet módosításáról
- 35/2018. (XII. 19.) ITM rendelet A magyar légtér igénybevételéért fizetendő díjról szóló 84/2011. (XII. 29.) NFM rendelet módosításáról
- 6/2018. (XII. 19.) KKM rendelet A konzuli védelem részletes szabályairól szóló 17/2001. (XI. 15.) KüM rendelet módosításáról
- 16/2018. (XII. 19.) PM rendelet A pénzügyminiszter irányítása alá tartozó központi kezelésű előirányzatok kezeléséről és felhasználásáról
- 20/2018. (XII. 20.) MvM rendelet A Nemzeti Együttműködési Alappal kapcsolatos egyes kérdésekről szóló 5/2012. (II. 16.) KIM rendelet módosításáról
- 43/2018. (XII. 20.) AM rendelet Egyes vadgazdálkodással összefüggő miniszteri rendeletek módosításáról
- 44/2018. (XII. 20.) AM rendelet A szántóföldi növényfajok vetőmagvainak előállításáról és forgalomba hozataláról szóló 48/2004. (IV. 21.) FVM rendelet módosításáról
- 19/2018. (XII. 20.) HM rendelet A kondicionáló-kiképzési, valamint a katonai kiképzési és oktatási célú rendezvényekről, továbbá a regeneráló pihenés és a rekreáció rendjéről szóló 13/2013. (VIII. 21.) HM rendelet módosításáról
- 17/2018. (XII. 20.) PM rendelet A könyvviteli szolgáltatást végzők, az adótanácsadók, az adószakértők és az okleveles adószakértők nyilvántartásba vételével és továbbképzésével összefüggő eljárásokért fizetendő igazgatási szolgáltatási díjról
- 18/2018. (XII. 20.) PM rendelet A Nemzeti Adó- és Vámhivatal tevékenységével összefüggő egyes miniszteri rendeletek módosításáról
- 33/2018. (XII. 20.) BM rendelet A polgári célú robbanóanyagok szállításának és belföldi átadásának rendőrségi engedélyezési eljárásához kapcsolódó igazgatási szolgáltatási díjakról
- 34/2018. (XII. 20.) BM rendelet A rendvédelmi feladatokat ellátó szervek hivatásos állományának szolgálati jogviszonyáról szóló 2015. évi XLII. törvény módosításával összefüggésben egyes miniszteri rendeletek módosításáról
- 15/2018. (XII. 21.) MEKH rendelet A rendszeres adatszolgáltatásra kötelezettek által szolgáltatandó adatok köréről, a teljesítés módjára vonatkozó követelményekről, valamint az adatszolgáltatási kötelezettség határidejéről, továbbá a rendkívüli adatszolgáltatással kapcsolatos rendelkezésekről, valamint a földgáz rendszerhasználati díjak, a külön díjak és a csatlakozási díjak meghatározásának keretszabályairól szóló 8/2016. (X. 13.) MEKH rendelet, a földgáz rendszerhasználati díjak, a külön díjak, valamint a csatlakozási díjak alkalmazásának szabályairól szóló 11/2016. (XI. 14.) MEKH rendelet és a földgáz rendszerhasználati díjak, a külön díjak és a csatlakozási díjak mértékéről szóló 13/2016. (XII. 20.) MEKH rendelet módosításáról szóló 7/2017. (VII. 13.) MEKH rendelet eltérő szöveggel történő hatályba-léptetéséről szóló 11/2017. (VIII. 25.) MEKH rendelet módosításáról
- 16/2018. (XII. 21.) MEKH rendelet Az energetikai auditálási és energetikai szakreferensi tevékenység folytatásával összefüggő díjakról
- 5/2018. (XII. 21.) TNM rendelet Az egyházi költségvetési céltámogatások folyósításáról és elszámolásáról
- 6/2018. (XII. 21.) TNM rendelet A miniszterelnök általános helyettese által adományozható elismerésekről
- 8/2018. (XII. 21.) NVTNM rendelet Az állam öröklése és az államot megillető egyéb jogok gyakorlása esetén a magyar állam képviseletéről
- 9/208. (XII. 21.) NVTNM rendelet Az M5, az M6, az M8 és az M60 autópálya koncessziós szerződései szerinti állami tulajdonú vagyonelemek felett az államot megillető tulajdonosi jogokat gyakorló és kötelezettségeket teljesítő személy kijelöléséről
- 10/2018. (XII. 21.) NVTNM rendelet Az Innovációs és Technológiai Minisztérium tulajdonosi joggyakorlóként történő kijelölésével összefüggésben az egyes állami tulajdonban álló gazdasági társaságok felett az államot megillető tulajdonosi jogok és kötelezettségek összességét gyakorló személyek kijelöléséről szóló 1/2018. (VI. 25.) NVTNM rendelet módosításáról
- 21/2018. (XII. 21.) MvM rendelet A közbeszerzési és tervpályázati hirdetmények feladásának, ellenőrzésének és közzétételének szabályairól, a hirdetmények mintáiról és egyes tartalmi elemeiről, valamint az éves statisztikai összegezésről szóló 44/2015. (XI. 2.) MvM rendelet módosításáról
- 47/2018. (XII. 21.) EMMI rendelet Egyes egészségügyi tárgyú miniszteri rendeleteknek az országos gyógyintézetekkel kapcsolatos módosításáról
- 36/2018. (XII. 21.) ITM rendelet Egyes energetikai tárgyú miniszteri rendeletek módosításáról
- 19/2018. (XII. 21.) PM rendelet A vámtanácsadói és vámügynöki nyilvántartásról, valamint a vámtanácsadók és vámügynökök kötelező továbbképzéséről szóló 41/2016. (XI. 17.) NGM rendelet hatályon kívül helyezéséről
- 20/2018. (XII. 21.) PM rendelet A pénzügyőri intézkedések és a kényszerítő eszközök alkalmazásáról, valamint az elfogott, előállított, őrizetbe vett és fogva tartott személyek őrzésének és kísérésének eljárási szabályairól
- 48/2018. (XII. 21.) MNB rendelet A Magyar Nemzeti Bank egyes hatósági döntéseivel kapcsolatos hatáskörgyakorlás, valamint a hatáskör gyakorlója helyettesítésének részletes szabályairól
- 7/2018. (XII. 21.) NVTNM rendelet A Corvinus Nemzetközi Befektetési Zártkörűen Működő Részvénytársaság és az NFSI Nemzeti Fejlesztési és Stratégiai Intézet Nonprofit Korlátolt Felelősségű Társaság felett az államot megillető tulajdonosi jogok és kötelezettségek összességét gyakorló személyek kijelölése érdekében az egyes állami tulajdonban álló gazdasági társaságok felett az államot megillető tulajdonosi jogok és kötelezettségek összességét gyakorló személyek kijelöléséről szóló 1/2018. (VI. 25.) NVTNM rendelet módosításáról
- 35/2018. (XII. 21.) BM rendelet Egyes migrációs tárgyú és más kapcsolódó miniszteri rendeletek módosításáról
- 36/2018. (XII. 21.) BM rendelet Vízgazdálkodási és vízvédelmi tárgyú miniszteri rendeletek módosításáról

- 48/2018. (XII. 27.) EMMI rendelet A fejezeti kezelésű előirányzatok és központi kezelésű előirányzatok kezeléséről és felhasználásáról szóló 58/2015. (XII. 30.) EMMI rendelet módosításáról
- 2/2018. (XII. 28.) MK rendelet A fejezeti és központi kezelésű előirányzatok kezeléséről és felhasználásáról
- 45/2018. (XII. 28.) AM rendelet A halgazdálkodás és a halvédelem egyes szabályainak megállapításáról szóló 133/2013. (XII. 29.) VM rendelet módosításáról
- 37/2018. (XII. 28.) BM rendelet Egyes belügyi tárgyú és más kapcsolódó törvények módosításáról szóló törvény végrehajtásához kapcsolódó miniszteri rendeletek módosításáról
- 49/2018. (XII. 28.) EMMI rendelet A népegészségügyi szempontból kiemelt jelentőségű vagy egyébként jelentős költségteherrel járó megbetegedések köréről, a megbetegedéseket nyilvántartó betegségregisztert vezető szerv kijelöléséről, valamint ezen megbetegedések bejelentésére és nyilvántartására vonatkozó részletes szabályokról
- 20/2018. (XII. 28.) HM rendelet Egyes honvédelmi miniszteri rendeleteknek a Magyar Honvédség új szervezeti rendjének kialakításával összefüggő módosításáról
- 21/2018. (XII. 28.) HM rendelet A honvédelmi alkalmazottak jogállásával összefüggő kérdésekről
- 22/2018. (XII. 28.) HM rendelet Egyes juttatási tárgyú honvédelmi miniszteri rendeletek módosításáról
- 37/2018. (XII. 28.) ITM rendelet A fejezeti és az egyes központi kezelésű előirányzatok kezeléséről és felhasználásáról
- 7/2018. (XII. 28.) KKM rendelet A külképviseletek besorolásáról, valamint a tartós külszolgálaton lévőknek járó deviza-alapilletmény és költségtérítés kiszámításának részletes szabályairól szóló 3/2017. (II. 28.) KKM rendelet módosításáról

### A köztársasági elnök határozatai
- 2/2018. (I. 11.) KE határozat Az országgyűlési képviselők 2018. évi általános választása időpontjának kitűzéséről
- 205/2018. (V. 22.) KE határozat államtitkárok kinevezéséről

### A miniszterelnök határozatai
- 101/2018. (VII. 23.) ME határozat a Nemzeti Kutatási, Fejlesztési és Innovációs Hivatal elnökének kinevezéséről

### Kormányhatározatok

#### Január (1001–1003)
- 1001/2018. (I. 4.) Korm. határozat A filmalkotások közvetett támogatásának céljából fenntartott letéti számlán gyűjthető összeg mértékéről szóló 439/2016. (XII. 16.) Korm. rendeletben a 2018. évre meghatározott keretösszeg módosításáról
- 1002/2018. (I. 4.) Korm. határozat Az Országvédelmi Alapból történő előirányzat-átcsoportosításról és egyes kormányhatározatok módosításáról szóló 1727/2017. (X. 10.) Korm. határozat módosításáról
- 1003/2018. (I. 15.) Korm. határozat A vörösberényi kolostoregyüttessel kapcsolatos feladatok támogatása érdekében a IX. Helyi önkormányzatok támogatásai fejezeten belüli előirányzat-átcsoportosításról

#### Február (1004–1064)
- 1004/2018. (II. 1.) Korm. határozat A költségvetési szerveknél foglalkoztatottak 2018. évi kompenzációja érdekében a 2018. évi központi költségvetés céltartalékából a IX. Helyi önkormányzatok támogatásai fejezetbe történő előirányzat-átcsoportosításról
- 1005/2018. (II. 1.) Korm. határozat Az Egészségbiztosítási Alap Gyógyító-megelőző ellátás jogcímcsoport Célelőirányzatok és Összevont szakellátás jogcímek 2018. évi előirányzatainak megemeléséről, valamint a szociális ágazatban egészségügyi munkakörben foglalkoztatottak bérhelyzetének javításához kapcsolódó költségvetési forrás biztosításáról
- 1006/2018. (II. 1.) Korm. határozat A Szent István Egyetem Agrár- és Gazdaságtudományi Kar békéscsabai telephelyű Gazdasági Campusának az egyházi fenntartásban működő Gál Ferenc Főiskolához történő csatlakozásáról
- 1007/2018. (II. 1.) Korm. határozat A Modern Városok Program keretében megvalósuló fejlesztések támogatása érdekében történő előirányzat-átcsoportosításokról
- 1008/2018. (II. 1.) Korm. határozat A Nyíregyházi Stadion beruházáshoz és a Nemzeti Stadionfejlesztési Program megvalósításához kapcsolódó intézkedésekről
- 1009/2018. (II. 1.) Korm. határozat A Szegedi Tudományegyetem egyes infrastrukturális fejlesztéseinek támogatásáról
- 1010/2017. (II. 1.) Korm. határozat A 2014–2020. évek közötti határ menti közúti infrastruktúra-fejlesztésekről szóló 1007/2016. (I. 18.) Korm. határozat módosításáról
- 1011/2018. (II. 1.) Korm. határozat A digitális oktatás tartalomfejlesztésért felelős kormánybiztos kinevezéséről és feladatairól
- 1012/2018. (II. 1.) Korm. határozat Az első világháborús megemlékezések koordinálásáért felelős kormánybiztos kinevezéséről és feladatairól
- 1013/2018. (II. 2.) Korm. határozat A rendkívüli kormányzati intézkedésekre szolgáló tartalékból történő előirányzat-átcsoportosításról, a XLII. A költségvetés közvetlen bevételei és kiadásai fejezet címrendjének kiegészítéséről, a 2017. évi költségvetési maradványok átcsoportosításáról, egyes kormányhatározatok módosításáról és a szociális hozzájárulási adóhoz kapcsolódó 2018. évi megtakarítások kezeléséről
- 1014/2018. (II. 2.) Korm. határozat A XI. Miniszterelnökség és a XX. Emberi Erőforrások Minisztériuma költségvetési fejezetek közötti előirányzat-átcsoportosításról
- 1015/2018. (II. 5.) Korm. határozat A Győr belterület, 6887 helyrajzi számú ingatlan egyházi jogi személy részére történő ingyenes tulajdonba adásáról
- 1016/2018. (II. 6.) Korm. határozat A Magyarország Kormánya és Ausztrália Kormánya között a kőolaj-készletezési szerződésekről szóló megállapodás szövegének végleges megállapítására adott felhatalmazásról
- 1017/2018. (II. 6.) Korm. határozat A Magyarország Kormánya és a Németországi Szövetségi Köztársaság Kormánya között a minősített adatok kölcsönös védelméről szóló egyezmény szövegének végleges megállapítására adott felhatalmazásról
- 1018/2018. (II. 6.) Korm. határozat A Nemzetbiztonsági Kabinetről szóló 1308/2011. (IX. 6.) Korm. határozat módosításáról
- 1019/2018. (II. 6.) Korm. határozat A Ljubljanai Magyar Kulturális Intézet elhelyezését biztosító ingatlan megvásárlásához szükséges intézkedésekről
- 1020/2018. (II. 6.) Korm. határozat A Beruházás Előkészítési Alap 2018. évi létrehozásához szükséges intézkedésekről
- 1021/2018. (II. 6.) Korm. határozat A közösségi agrármarketing feladatok pótlólagos forrásigényéről
- 1022/2018. (II. 6.) Korm. határozat A magyar divat- és designipar fejlesztésével kapcsolatos feladatok, valamint a turisztikai marketing- és kommunikációs feladatok ellátásáról
- 1023/2018. (II. 6.) Korm. határozat A Modern Városok Program keretében megvalósuló győri Széchenyi István Egyetem fejlesztéséhez szükséges ingatlanok megvásárlásához szükséges forrás biztosítása érdekében történő előirányzat-átcsoportosításról
- 1024/2018. (II. 6.) Korm. határozat A XI. Miniszterelnökség és a XX. Emberi Erőforrások Minisztériuma költségvetési fejezetek közötti előirányzat-átcsoportosításokról
- 1025/2018. (II. 6.) Korm. határozat A XI. Miniszterelnökség és a XVIII. Külgazdasági és Külügyminisztérium költségvetési fejezetek közötti előirányzat-átcsoportosításról
- 1026/2018. (II. 6.) Korm. határozat A Balatoni Halgazdálkodási Nonprofit Zártkörűen Működő Részvénytársasággal összefüggésben a MAHOP-2.2-2016 („Az akvakultúrába történő termelési célú beruházások támogatása" című), a MAHOP-2.4-2016 („Az akvakultúrába történő környezetvédelmi célú beruházások” című) és a MAHOP-2.5-2017 azonosító jelű („A környezetvédelmi szolgáltatásokat biztosító akvakultúra fejlesztésének előmozdítása” című), gazdaságfejlesztést célzó projekt megvalósítására irányuló felhívásra támogatási kérelmek benyújtásához történő hozzájárulásról
- 1027/2018. (II. 6.) Korm. határozat A Kaposvár megyei jogú város külterületén fekvő földrészlet beruházási célterületté nyilvánításáról
- 1028/2018. (II. 6.) Korm. határozat A Budapest XII. kerület belterület, 9628 és 9630/2 helyrajzi számú ingatlanok egyházi jogi személy részére történő ingyenes tulajdonba adásáról
- 1029/2018. (II. 6.) Korm. határozat A 2017. évre meghatározott fejlesztéspolitikai célok megvalósulásáról
- 1030/2018. (II. 6.) Korm. határozat A rendkívüli kormányzati intézkedésekre szolgáló tartalékból történő átcsoportosításról
- 1031/2018. (II. 8.) Korm. határozat A hazai építőipari vállalkozások hatékonyságnövelésére irányuló forrás biztosításáról
- 1032/2018. (II. 8.) Korm. határozat A tatabányai, a nagykátai és a váci mentőállomás felújításáról, valamint a tabi mentőállomás újjáépítéséhez rendelkezésre álló forrás kiegészítéséről
- 1033/2018. (II. 12.) Korm. határozat Az Emberi Erőforrás Támogatáskezelő elektronikus ügyintézéssel összefüggő jogszabályoknak való megfelelése érdekében történő egyszeri többletforrás biztosításáról
- 1034/2018. (II. 12.) Korm. határozat A vörösberényi kolostoregyüttessel kapcsolatos feladatok támogatása érdekében a IX. Helyi önkormányzatok támogatásai fejezeten belüli előirányzat-átcsoportosításról szóló 1003/2018. (I. 15.) Korm. határozat módosításáról
- 1035/2018. (II. 12.) Korm. határozat A digitális tartalomfejlesztés támogatásáról
- 1036/2018. (II. 12.) Korm. határozat Az Európai Unió Afrikából kiinduló migráció kiváltó tényezőinek kezelésére létrehozott Szükséghelyzeti Vagyonkezelő Alapjához való magyar hozzájárulásról
- 1037/2018. (II. 12.) Korm. határozat A Graboplast Padlógyártó Zrt. "Lakkfelhordó gépegység beszerzése" tárgyú beszerzése közbeszerzési eljárás lefolytatása alól történő felmentéséről
- 1038/2018. (II. 12.) Korm. határozat Az egyes egyedi települési sportcélú infrastruktúra-fejlesztési beruházások forrásszükségletének biztosításáról szóló 1800/2016. (XII. 20.) Korm. határozat módosításáról
- 1039/2018. (II. 13.) Korm. határozat A Magyarország Kormánya és a Szlovák Köztársaság Kormánya között a két ország közös államhatárán, Ipolydamásd és Helemba (Chl'aba) települések közötti közúti Ipoly-híd és a kapcsolódó létesítmények megépítéséről szóló, 2012. február 27. napján aláírt Megállapodást módosító 1. Kiegészítés szövegének végleges megállapítására adott felhatalmazásról
- 1040/2018. (II. 13.) Korm. határozat A Zrínyi 2026 Honvédelmi és Haderőfejlesztési Program keretében megvalósuló katonai szállítórepülő képesség kialakításával kapcsolatos feladatokról és a szükséges források biztosításáról
- 1041/2018. (II. 13.) Korm. határozat Az egyes egyházi fejlesztési, működési és program célú támogatások forrásszükségletének biztosításáról
- 1042/2018. (II. 13.) Korm. határozat Mosonmagyaróvár városi iparterület fejlesztéséhez kapcsolódó víziközmű-hálózat továbbfejlesztésének finanszírozásáról
- 1043/2018. (II. 13.) Korm. határozat A XI. Miniszterelnökség és a XX. Emberi Erőforrások Minisztériuma költségvetési fejezetek közötti előirányzat-átcsoportosításról
- 1044/2018. (II. 14.) Korm. határozat a MAVIR Magyar Villamosenergia-ipari Átviteli Rendszerirányító Zártkörűen Működő Részvénytársaság tőkeemeléséről
- 1045/2018. (II. 14.) Korm. határozat a szociális ágazatban dolgozókkal kapcsolatos 2018. évi bérintézkedések, valamint a IX. Helyi önkormányzatok támogatásai fejezet és a XX. Emberi Erőforrások Minisztériuma fejezet közötti, feladat és intézmény átadás-átvétel miatti előirányzat-átcsoportosításról
- 1046/2018. (II. 20.) Korm. határozat Az első világháborús centenáriumi megemlékezések programjairól és az azok megvalósításához szükséges forrás biztosításáról
- 1047/2018. (II. 20.) Korm. határozat A Görgei 200 Emlékkiállítás megrendezésének támogatásáról
- 1048/2018. (II. 20.) Korm. határozat A hazai buszgyártás erősítése érdekében szükséges egyes feladatokról és a Nemzeti Autóbusz Beszerzési Bizottságról szóló 1357/2016. (VII. 13.) Korm. határozat módosításáról
- 1049/2018. (II. 20.) Korm. határozat Egyes génmegőrző intézmények fejlesztésének és kiemelt programjainak támogatásáról
- 1050/2018. (II. 20.) Korm. határozat Az Európai Egyetemi Játékok Debrecenben és Miskolcon történő megrendezéséről
- 1051/2018. (II. 20.) Korm. határozat A Kézilabda Munkacsarnok-fejlesztési Programmal kapcsolatos intézkedésekről szóló 1278/2017. (VI. 2.) Korm. határozat módosításáról
- 1052/2018. (II. 20.) Korm. határozat A Modern Városok Program keretében a hódmezővásárhelyi honvéd középiskola és kollégium létrehozásával kapcsolatos intézkedésekről
- 1053/2018. (II. 20.) Korm. határozat A Földművelésügyi Minisztérium által fenntartott Soós István Borászati és Élelmiszeripari Szakgimnázium és Szakközépiskolával összefüggésben gazdaságfejlesztést célzó projekt megvalósítására irányuló felhívásokra a „Hatékonyság növelése” című, valamint a „Korszerűsítés, hatékonyság és minőség növelése” című támogatási kérelem benyújtásához történő hozzájárulásról
- 1054/2018. (II. 20.) Korm. határozat A KEHOP-2.4.0-17-2017-00001 azonosító számú („A KEHOP keretében megvalósuló víziközmű projektek vagyonértékelésének, záró költség-haszon elemzésének, valamint a pótlási szükségletek előrejelzésének elkészítése” című) projekt támogatásának növeléséről
- 1055/2018. (II. 20.) Korm. határozat A KEHOP-5.2.3-16-2016-00048 azonosító számú („Soli Deo Gloria Konzorcium épületeinek energetikai felújítása” című) projekt támogatásának növeléséről, valamint a Környezeti és Energiahatékonysági Operatív Program éves fejlesztési keretének megállapításáról szóló 1084/2016. (II. 29.) Korm. határozat módosításáról
- 1056/2018. (II. 21.) Korm. határozat A Közigazgatás- és Közszolgáltatás-fejlesztés Operatív Program éves fejlesztési keretének megállapításáról szóló 1004/2016. (I. 18.) Korm. határozat módosításáról
- 1057/2018. (II. 22.) Korm. határozat A Budakalász településen megvalósuló iskolaépítéshez szükséges többletforrás biztosításáról
- 1058/2018. (II. 22.) Korm. határozat A TRANZIT-KER Kereskedelmi Zártkörűen Működő Részvénytársaság, valamint a Tranzit-Food Baromfifeldolgozó és Élelmiszeripari Korlátolt Felelősségű Társaság magyarországi nagybefektetővel való stratégiai együttműködési megállapodás megkötéséről
- 1059/2018. (II. 22.) Korm. határozat A Modern Városok Program keretében megvalósuló sportfejlesztésekkel összefüggő egyes kormányhatározatok módosításáról
- 1060/2018. (II. 22.) Korm. határozat A Thália Színház és a Mikroszkóp Színpad fejlesztéseinek támogatásáról
- 1061/2018. (II. 22.) Korm. határozat Csanádpalota Város Önkormányzat működési célú forrásbiztosításáról
- 1062/2018. (II. 26.) Korm. határozat Egyes turisztikai tárgyú kormányhatározatok módosításáról
- 1063/2018. (II. 28.) Korm. határozat A torontói Magyar Diaszpóra Missziós Központ létrehozatalához szükséges forrás biztosításáról
- 1064/2018. (II. 28.) Korm. határozat A horgászati célú Nemzeti Halgazdálkodási és Horgászati Stratégiáról és az Országos Horgászati Hálózati Program végrehajtásához szükséges feladatokról

#### Március (1065–1184)
- 1065/2018. (III. 2.) Korm. határozat A hazai tüdőtranszplantációs program, valamint a Semmelweis Egyetem kutatási és oktatási tevékenységének továbbfejlesztéséről
- 1066/2018. (III. 2.) Korm. határozat A Veresegyházi Katolikus Gimnázium építésének támogatásáról
- 1067/2018. (III. 5.) Korm. határozat A Központi Maradványelszámolási Alapból történő átcsoportosításról
- 1068/2018. (III. 7.) Korm. határozat „Életmentő Emlékérem” adományozásáról
- 1069/2018. (III. 7.) Korm. határozat A rendkívüli kormányzati intézkedésekre szolgáló tartalékból és a Központi Maradványelszámolási Alapból történő előirányzat-átcsoportosításról
- 1070/2018. (III. 7.) Korm. határozat A Magyar Máltai Szeretetszolgálat meghatározott forrásból megvalósuló beszerzése közbeszerzési eljárás lefolytatása alól történő felmentéséről
- 1071/2018. (III. 7.) Korm. határozat A Magyar Kerékpáros Szövetség fejlesztési céljainak megvalósítása érdekében szükséges kormányzati intézkedésekről
- 1072/2018. (III. 9.) Korm. határozat A téli rezsicsökkentés kiterjesztése érdekében szükséges intézkedésekről
- 1073/2018. (III. 12.) Korm. határozat A sepsikőröspataki Kálnoky-kastély és a Kálnoky Alapítvány miklósvári ingatlanának fejlesztéséhez szükséges forrás biztosításáról
- 1074/2018. (III. 13.) Korm. határozat A Magyarország Kiváló Művésze, a Magyarország Érdemes Művésze és a Magyarország Babérkoszorúja díjak 2018. évi adományozásáról
- 1075/2018. (III. 13.) Korm. határozat Az Egyesült Nemzetek Szervezete migrációs csomagjával kapcsolatos álláspontról
- 1076/2018. (III. 13.) Korm. határozat A 2018. évi terrorellenes intézkedések megvalósításához szükséges költségvetési többletforrások biztosításáról
- 1077/2018. (III. 13.) Korm. határozat A központi költségvetést megillető kötelezettségek egységes nyilvántartásának kialakításáról
- 1078/2018. (III. 13.) Korm. határozat Az állami és önkormányzati közfeladat-kataszter létrehozásával kapcsolatos feladatok ellátásáról
- 1079/2018. (III. 13.) Korm. határozat Az elektronikus közbeszerzési rendszer 2018–2021. évi továbbfejlesztési feladataihoz szükséges forrás biztosításáról
- 1080/2018. (III. 13.) Korm. határozat A rendkívüli kormányzati intézkedésekre szolgáló tartalékból történő előirányzat-átcsoportosításról, címrend-kiegészítésről és egyes kormányhatározatok módosításáról
- 1081/2018. (III. 13.) Korm. határozat A rendkívüli kormányzati intézkedésekre szolgáló tartalékból történő előirányzat-átcsoportosításról
- 1082/2018. (III. 13.) Korm. határozat Egyes települési önkormányzatok támogatását érintő kormányhatározatok módosításáról
- 1083/2018. (III. 13.) Korm. határozat A Romániai Magyar Pedagógusok Szövetségének tevékenységét kiegészítő szoftverlicenc beszerzési támogatás biztosítása érdekében a XI. Miniszterelnökség és a XVII. Nemzeti Fejlesztési Minisztérium költségvetési fejezetek közötti előirányzat-átcsoportosításról
- 1084/2018. (III. 13.) Korm. határozat Nagyvenyim Nagyközség fejlesztési feladatainak támogatásáról
- 1085/2018. (III. 13.) Korm. határozat A Mezőhegyesi Állami Ménesbirtok újjászervezésének koordinálásáért felelős kormánybiztos kinevezéséről és feladatairól
- 1086/2018. (III. 13.) Korm. határozat A Város- és Faluvédők Szövetségének (Hungaria Nostra) támogatása érdekében a XI. Miniszterelnökség és a XX. Emberi Erőforrások Minisztériuma költségvetési fejezetek közötti előirányzat-átcsoportosításról
- 1087/2018. (III. 13.) Korm. határozat Az Andrássy Emlékmúzeum létrehozásához szükséges kormányzati intézkedésekről
- 1088/2018. (III. 13.) Korm. határozat Az Erbili Káld Katolikus Érsekség által alapított Szent József Kórház gyógyszerellátásának további támogatásáról
- 1089/2018. (III. 13.) Korm. határozat A Kárpátaljai Magyar Kulturális Szövetség (KMKSZ) ungvári központi irodájának helyreállításával kapcsolatos feladatokról
- 1090/2018. (III. 13.) Korm. határozat A Kiskörei Vízerőmű környezetének turisztikai és sportcélú fejlesztéséről, valamint a beruházás előkészítésének a Beruházás Előkészítési Alapból történő támogatásáról szóló 2010/2017. (XII. 22.) Korm. határozat
- 1091/2018. (III. 13.) Korm. határozat Az EFOP-3.2.2-VEKOP-15 azonosító számú („A köznevelés tartalmi szabályozóinak és pedagógiai módszertani eszköztárának fejlesztése” című) felhívás céljára többletforrás biztosításáról
- 1092/2018. (III. 13.) Korm. határozat A Gazdaságfejlesztési és Innovációs Operatív Program éves fejlesztési keretének megállapításáról szóló 1006/2016. (I. 18.) Korm. határozat módosításáról
- 1093/2018. (III. 13.) Korm. határozat A KEHOP-2.2.2-15-2016-00056 azonosító számú („Pécs központú agglomeráció szennyvíztisztító telepének fejlesztése” című) projekt támogatásának növeléséről, valamint a Környezeti és Energiahatékonysági Operatív Program éves fejlesztési keretének megállapításáról szóló 1084/2016. (II. 29.) Korm. határozat módosításáról
- 1094/2018. (III. 13.) Korm. határozat A KEHOP-2.2.2-15-2015-00003 azonosító számú [„Közép- és Kelet-Magyarországi szennyvízelvezetési és -kezelési fejlesztés 5. (KKMO 5)” című] projekt támogatásának növeléséről, valamint a Környezeti és Energiahatékonysági Operatív Program éves fejlesztési keretének megállapításáról szóló 1084/2016. (II. 29.) Korm. határozat módosításáról
- 1095/2018. (III. 13.) Korm. határozat A KEHOP-2.2.2-15-2016-00105 azonosító számú [„Nyugat- és Dél-Dunántúli szennyvízelvezetési és -kezelési fejlesztés 6. (NYDDU 6)” című] projekt támogatásának növeléséről, valamint a Környezeti és Energiahatékonysági Operatív Program éves fejlesztési keretének megállapításáról szóló 1084/2016. (II. 29.) Korm. határozat módosításáról
- 1096/2018. (III. 13.) Korm. határozat A Nemzeti Agrárkutatási és Innovációs Központtal, valamint a Gabonakutató Nonprofit Közhasznú Korlátolt Felelősségű Társasággal összefüggésben a Vidékfejlesztési Program keretében meghirdetett, gazdaságfejlesztést célzó projekt megvalósítására irányuló felhívásra benyújtott projektjavaslatok tekintetében történő hozzájárulásról
- 1097/2018. (III. 13.) Korm. határozat Egyes települési önkormányzatok feladatainak támogatásáról, valamint egyes települési önkormányzatok támogatását érintő kormányhatározatok módosításáról
- 1098/2018. (III. 19.) Korm. határozat A családbarát kormányzati intézkedésekről
- 1099/2018. (III. 19.) Korm. határozat A bölcsődei kiegészítő támogatásról
- 1100/2018. (III. 19.) Korm. határozat A SZEVIÉP Zrt. károsultjainak rendkívüli állami kárrendezéséről
- 1101/2018. (III. 19.) Korm. határozat A Nemzeti Oltóanyaggyár megvalósításának előkészítéséhez kapcsolódó feladatokról
- 1102/2018. (III. 19.) Korm. határozat Az országos jégkármegelőző rendszer meteorológiai kiszolgálásához szükséges időjárási radar létesítéséről
- 1103/2018. (III. 19.) Korm. határozat Helyi önkormányzat közbiztonság-fejlesztéssel összefüggő támogatásáról
- 1104/2018. (III. 19.) Korm. határozat Az Ötpróba Program megvalósításáról
- 1105/2018. (III. 19.) Korm. határozat A többfunkciós autóbuszok beszerzéséhez szükséges forrásigényről
- 1106/2018. (III. 19.) Korm. határozat A nemzetiségi nevelési-oktatási feladatot ellátó pedagógusok nemzetiségi pótlékának biztosításáról és az ehhez szükséges előirányzat-átcsoportosításokról
- 1107/2018. (III. 19.) Korm. határozat A Magyar Nemzeti Levéltár átfogó megújításának irányairól, kiemelten a levéltárpedagógiai feladatok és a magyar vonatkozású külföldi levéltári anyag kutatásának fejlesztésével összefüggő feladatokról
- 1108/2018. (III. 19.) Korm. határozat A Magyar Nemzeti Filmalap Közhasznú Nonprofit Zrt. vagyonkezelésében lévő Magyar Nemzeti Filmarchívum épületének teljes körű felújításához szükséges forrás biztosításáról
- 1109/2018. (III. 19.) Korm. határozat Az Árpád-ház Program első üteme keretében, 2018–2023 között megvalósuló tudományos-szakmai alprogramok részletes végrehajtási tervéről, az ehhez szükséges források biztosításáról, valamint az Árpádok történelmi művét bemutató, Székesfehérváron megvalósuló hazai kiállítás előkészítésének folytatásáról
- 1110/2018. (III. 19.) Korm. határozat A Millenáris területén megvalósuló beruházásokkal és az üzemeltetéssel kapcsolatos feladatokról, valamint az ezekkel összefüggő forrásbiztosításról
- 1111/2018. (III. 19.) Korm. határozat Az Érd megyei jogú város külterületén fekvő földrészlet beruházási célterületté nyilvánításáról
- 1112/2018. (III. 19.) Korm. határozat A hatvani sport- és rendezvénycsarnok beruházás megvalósítása érdekében szükséges intézkedésekről
- 1113/2018. (III. 19.) Korm. határozat A Martonvásár város külterületén megvalósuló ipari parki fejlesztésekhez szükséges többletforrás biztosításáról
- 1114/2018. (III. 19.) Korm. határozat A Modern Városok Program keretében a szegedi atlétikai centrum megvalósítása érdekében szükséges intézkedésekről
- 1115/2018. (III. 19.) Korm. határozat A pécsi Nemzeti Kosárlabda Akadémia megvalósítása érdekében szükséges többletforrás biztosításáról
- 1116/2018. (III. 19.) Korm. határozat A Magyarország Kormánya és a Magyarországi Református Egyház közötti Megállapodás megújításáról és az azzal összefüggő feladatokról szóló 1821/2017. (XI. 9.) Korm. határozat költségvetési feltételeinek biztosításáról
- 1117/2018. (III. 19.) Korm. határozat Az Erdélyi Református Egyházkerület fejlesztésének támogatásához szükséges intézkedésekről
- 1118/2018. (III. 19.) Korm. határozat A Magyar Pálos Rend zarándoklatainak támogatása érdekében a XI. Miniszterelnökség és a XX. Emberi Erőforrások Minisztériuma költségvetési fejezetek közötti előirányzat-átcsoportosításról
- 1119/2018. (III. 19.) Korm. határozat A Jeruzsálemi Latin Patriarchátus Jordániai vikariátus projektjeinek támogatásáról
- 1120/2018. (III. 19.) Korm. határozat Az egyes állami fenntartású felsőoktatási intézmények támogatási kérelmeinek a Vidékfejlesztési Program keretében meghirdetett agrár-innovációt és génmegőrzést támogató felhívásra történő benyújtásához való hozzájárulásról
- 1121/2018. (III. 19.) Korm. határozat A Nemzeti Élelmiszerlánc-biztonsági Hivatallal, a Nemzeti Agrárkutatási és Innovációs Központtal, valamint a Gabonakutató Nonprofit Közhasznú Korlátolt Felelősségű Társasággal összefüggésben a VP3-16.1.1-4.1.5-4.2.1-4.2.2-8.1.1-8.2.1-8.3.1-8.5.1-8.5.2-8.6.1-17 azonosító számú („Innovációs operatív csoportok létrehozása és az innovatív projekt megvalósításához szükséges beruházás támogatása” című), gazdaságfejlesztést célzó projekt megvalósítására irányuló felhívásra támogatási kérelmek benyújtásához történő hozzájárulásról
- 1122/2018. (III. 19.) Korm. határozat A Gabonakutató Nonprofit Közhasznú Korlátolt Felelősségű Társasággal összefüggésben a Vidékfejlesztési Program keretében meghirdetett, gazdaságfejlesztést célzó projekt megvalósítására irányuló felhívásra benyújtott 1816684271 azonosító számú („Kiszombori öntözőtelep rekonstrukció és fejlesztés” című) projektjavaslat tekintetében történő hozzájárulásról
- 1123/2018. (III. 19.) Korm. határozat Az NHSZ Miskolc Környezetvédelmi és Hulladékgazdálkodási Korlátolt Felelősségű Társasággal összefüggésben a GINOP-2.1.2-8.1.4-16 azonosító számú („Vállalatok K+F+I tevékenységének támogatása kombinált hiteltermék keretében” című), gazdaságfejlesztést célzó projekt megvalósítására irányuló felhívásra támogatási kérelem benyújtásához történő hozzájárulásról
- 1124/2018. (III. 19.) Korm. határozat Az IKOP-1.1.0-15-2017-00030 azonosító számú [„M0 autóút Déli szektor fejlesztése, rekonstrukciója (I. ütem) (Deák Ferenc mederhíd felszerkezet cseréje nélkül)” című] és az IKOP-4.1.0-15-2016-00005 azonosító számú „M25 Eger gyorsforgalmi úti bekötése (M3–Eger szakasz megvalósítása)” című] nagyprojekt-javaslatok jóváhagyásáról, valamint a 2014–2020 közötti programozási időszakban uniós forrásból megvalósítani tervezett nagyprojektekkel kapcsolatos feladatokról szóló 1374/2017. (VI. 13.) Korm. határozat módosításáról
- 1125/2018. (III. 19.) Korm. határozat Az Integrált Közlekedésfejlesztési Operatív Program 4. prioritása keretében finanszírozott egyes projektek forrásszerkezetének módosításáról és ingatlanvásárlási költségeinek uniós forrás terhére történő elszámolhatóságáról, valamint az Integrált Közlekedésfejlesztési Operatív Program éves fejlesztési keretének megállapításáról szóló 1247/2016. (V. 18.) Korm. határozat módosításáról
- 1126/2018. (III. 19.) Korm. határozat Az Integrált Közlekedésfejlesztési Operatív Program második módosításának jóváhagyásáról
- 1127/2018. (III. 19.) Korm. határozat A Terület- és Településfejlesztési Operatív Program módosításáról
- 1128/2018. (III. 19.) Korm. határozat A Közép- és Kelet-Európai Történelem és Társadalom Kutatásáért Közalapítvány egyes infrastrukturális fejlesztéseinek támogatásáról
- 1129/2018. (III. 19.) Korm. határozat A bajai sportuszoda és élményfürdő fejlesztéséhez szükséges intézkedésekről
- 1130/2018. (III. 19.) Korm. határozat A berettyóújfalui strand, uszoda és gyógyvizes fürdő fejlesztéséhez szükséges intézkedésekről
- 1131/2018. (III. 19.) Korm. határozat Az Egészségbiztosítási Alap Gyógyító-megelőző ellátás céltartalék jogcím előirányzatáról történő átcsoportosításról és a Fogászati ellátás jogcím előirányzatának megemeléséről
- 1132/2018. (III. 26.) Korm. határozat A 2018. évi pjongcsangi téli olimpián elért kimagasló sporteredmények állami jutalmának kifizetése érdekében szükséges intézkedésekről
- 1133/2018. (III. 26.) Korm. határozat A rendkívüli kormányzati intézkedésekre szolgáló tartalékból történő előirányzat-átcsoportosításról, a 2017. évi költségvetési maradványok egy részének felhasználásáról és egyes kormányhatározatok módosításáról
- 1134/2018. (III. 26.) Korm. határozat A "Vetőmagot a gazdáknak" program folytatásának támogatásáról, valamint a XLII. Költségvetés közvetlen bevételei és kiadásai fejezet, a LXV. Bethlen Gábor Alap fejezet és a XII. Földművelésügyi Minisztérium fejezet közötti előirányzat-átcsoportosításról
- 1135/2018. (III. 26.) Korm. határozat Egyes települési önkormányzatok feladatellátásának támogatásáról
- 1136/2018. (III. 26.) Korm. határozat A fővárosi kerületek belterületi szilárd burkolat nélküli útállománya szilárd burkolattal történő ellátásának állami támogatásáról
- 1137/2018. (III. 26.) Korm. határozat Az M4 Abony (Kelet) - Törökszentmiklós (Nyugat) közötti szakasz (Szolnok északi elkerülő) megvalósításáról új Tisza-híd megépítésével, valamint az M4 Törökszentmiklós (Nyugat) - Püspökladány - Berettyóújfalu közötti szakasz előkészítéséhez szükséges feltételek biztosításáról
- 1138/2018. (III. 26.) Korm. határozat A szentesi Petőfi Szálló felújításával kapcsolatos intézkedésekről
- 1139/2018. (III. 26.) Korm. határozatA Balatoni Hajózási Zártkörűen működő Részvénytársaság részére történő tőkejuttatás elhalasztásáról
- 1140/2018. (III. 26.) Korm. határozat A miskolci "Y híd" megvalósításáról
- 1141/2018. (III. 26.) Korm. határozat A Hatvani Ipari Park megközelítését szolgáló útfejlesztésről
- 1142/2018. (III. 26.) Korm. határozat Az Újfehértói Református Általános Iskola és Óvoda elhelyezése rendezéséhez szükséges forrás biztosításáról
- 1143/2018. (III. 26.) Korm. határozat A Concerto Akadémia Nonprofit Kft. működési többlettámogatásának biztosításáról
- 1144/2018. (III. 26.) Korm. határozat A Váci Dunakanyar Színház épületének felújításáról, valamint az ehhez szükséges forrás biztosításáról
- 1145/2018. (III. 26.) Korm. határozat A vajdasági magyar közösségek terület- és gazdasági fejlesztési stratégiájában foglalt kamattámogatási rendszer működtetésével összefüggő kormányhatározatok módosításáról
- 1146/2018. (III. 26.) Korm. határozat Egyes nemzetpolitikai célokkal összefüggő központi költségvetési források felhasználásáról, valamint a Rákóczi Szövetség "A Magyar Állandó Értekezlet XVI. ülésén támogatott Nemzeti Kisebbségvédelmi Kezdeményezés megvalósításának elősegítése céljából nyújtott támogatásból megvalósuló beszerzések" tárgyú beszerzései közbeszerzési eljárás lefolytatása alól történő felmentéséről szóló 2005/2017. (XII. 22.) Korm. határozat módosításáról
- 1147/2018. (III. 26.) Korm. határozat A Debrecen megyei jogú város külterületén található földrészletek beruházási célterületté nyilvánításáról
- 1148/2018. (III. 26.) Korm. határozat A Hernádnémeti nagyközség külterületén található földrészletek beruházási célterületté nyilvánításáról
- 1149/2018. (III. 26.) Korm. határozat A Szolnok megyei jogú város külterületén fekvő földrészletek beruházási célterületté nyilvánításáról
- 1150/2018. (III. 26.) Korm. határozat A Magyar-Szlovén Kormányközi Kisebbségi Vegyes Bizottság XVII. ülésén fenntartott és elfogadott ajánlások jóváhagyásáról
- 1151/2018. (III. 26.) Korm. határozat A Budapest-Kolozsvár nagysebességű vasútvonal részletes megvalósíthatósági tanulmányának elkészítéséről
- 1152/2018. (III. 27.) Korm. határozat A téli rezsicsökkentés kiterjesztése érdekében a települési önkormányzatok 2017. évi szociális célú tüzelőanyag vásárlásához kapcsolódó kiegészítő támogatás nyújtásáról
- 1153/2018. (III. 27.) Korm. határozat Az M3-M35 autópálya, görbeházi csomópont fejlesztéséhez szükséges feltételek biztosításáról
- 1154/2018. (III. 27.) Korm. határozat Magyarország vasúthálózat-fejlesztéseihez szükséges kötelezettségvállalásról
- 1155/2018. (III. 27.) Korm. határozat A Bácsszentgyörgy - Haraszti (Rastina) közötti határátkelőhely ideiglenes megnyitásáról
- 1156/2018. (III. 27.) Korm. határozat A Magyar Házak kárpátaljai kialakítására létrehozott állami tulajdonú gazdasági társaság feletti tulajdonosi joggyakorlással kapcsolatos feladatokról
- 1157/2018. (III. 27.) Korm. határozat A Hallgatói Önkormányzatok Országos Konferenciájával kötött megállapodás végrehajtásával kapcsolatos egyes feladatokról
- 1158/2018. (III. 27.) Korm. határozat A Közúthálózat felújítása jogcímcsoporton a 2017. évben keletkezett, kötelezettségvállalással terhelt költségvetési maradvány változatlan célú felhasználásáról
- 1159/2018. (III. 27.) Korm. határozat A Modern Városok Program keretében a debreceni Nagyerdő program befejezése érdekében szükséges többletforrások biztosításáról
- 1160/2018. (III. 27.) Korm. határozat A Modern Városok Program keretében tervezett angol nyelvű alap- és középfokú oktatási intézmény, a Debreceni Nemzetközi Iskola létrehozása érdekében szükséges többlet költségvetési támogatás biztosításáról
- 1161/2018. (III. 27.) Korm. határozat A Modern Városok Program egyes városi közúti közlekedésfejlesztési projektjeinek megvalósításához szükséges feltételek biztosításáról
- 1162/2018. (III. 27.) Korm. határozat A Modern Városok Program keretében a salgótarjáni Főplébánia templom és környezetének megújításához szükséges beruházás támogatásáról
- 1163/2018. (III. 27.) Korm. határozat A salgótarjáni Szent Lázár Megyei Kórházban a Modern Városok Program keretén belül új Onkológiai Központ kialakításához szükséges támogatás biztosításáról
- 1164/2018. (III. 27.) Korm. határozat A hazai bölcsődefejlesztési programról
- 1165/2018. (III. 27.) Korm. határozat Az "okos város" funkcionalitás magyarországi elterjedését szolgáló központi szolgáltatásplatform létrehozásával kapcsolatos intézkedésekről
- 1166/2018. (III. 27.) Korm. határozat A kéményseprő-ipari közszolgáltatás ellátása érdekében a IX. Helyi önkormányzatok támogatásai fejezetben szükséges forrás biztosításáról
- 1167/2018. (III. 27.) Korm. határozat A XI. Miniszterelnökség fejezet és a XX. Emberi Erőforrások Minisztériuma] fejezet közötti előirányzat-átcsoportosításról
- 1168/2018. (III. 27.) Korm. határozat A XII. Földművelésügyi Minisztérium fejezet címrendjének módosításáról, valamint a XI. Miniszterelnökség és a XII. Földművelésügyi Minisztérium költségvetési fejezetek közötti előirányzat-átcsoportosításról
- 1169/2018. (III. 27.) Korm. határozat A hazai világörökségi helyszínek népszerűsítése érdekében a XI. Miniszterelnökség költségvetési fejezet és a XVIII. Külgazdasági és Külügyminisztérium költségvetési fejezet közötti előirányzat-átcsoportosításról
- 1170/2018. (III. 27.) Korm. határozat Az Asszír Keleti Egyház projektjeinek támogatásáról
- 1171/2018. (III. 27.) Korm. határozat A Magyar Bencés Kongregáció Szent Mór Perjelség által tervezett beruházás előkészítésének a Beruházás Előkészítési Alapból történő támogatásáról
- 1172/2018. (III. 27.) Korm. határozat A Magyarország Kormánya és Malajzia Kormánya közötti kétoldalú gazdasági együttműködésről szóló egyetértési megállapodás szövegének végleges megállapítására adott felhatalmazásról
- 1173/2018. (III. 28.) Korm. határozat A bajai Jelky téren az 51. számú és 55. számú főutak csatlakozásánál körpályás csomópont megépítéséről
- 1174/2018. (III. 28.) Korm. határozat A Budapest-Varsó nagysebességű vasútvonal részletes megvalósíthatósági tanulmányának elkészítéséről
- 1175/2018. (III. 28.) Korm. határozat A Közgyűjteményi Digitalizálási Stratégia megvalósítása érdekében 2018-2021. évek között szükséges intézkedésekről
- 1176/2018. (III. 28.) Korm. határozat A nyugat-balkáni koncentrált kulturális megjelenés 2018-2019. évi megrendezéséről és finanszírozásáról
- 1177/2018. (III. 28.) Korm. határozat A magyarországi szerb nemzetiség köznevelési fejlesztési céljainak támogatásáról
- 1178/2018. (III. 28.) Korm. határozat A Terület- és Településfejlesztési Operatív Program éves fejlesztési keretének megállapításáról szóló 1005/2016. (I. 18.) Korm. határozat módosításáról
- 1179/2018. (III. 28.) Korm. határozat Az Európai Hálózatfinanszírozási Eszköz társfinanszírozásával megvalósítandó fejlesztésekhez szükséges éven túli kötelezettségvállaláshoz történő hozzájárulásról
- 1180/2018. (III. 28.) Korm. határozat A Versenyképes Közép-Magyarország Operatív Program éves fejlesztési keretének megállapításáról szóló 1011/2016. (I. 20.) Korm. határozat módosításáról
- 1181/2018. (III. 29.) Korm. határozat A Mosonmagyaróvár Város Önkormányzata iparterület-fejlesztési terve alapján a tehermentesítő út előkészítéséről
- 1182/2018. (III. 29.) Korm. határozat Az Emberi Erőforrás Fejlesztési Operatív Program éves fejlesztési keretének megállapításáról szóló 1037/2016. (II. 9.) Korm. határozat módosításáról
- 1183/2018. (III. 29.) Korm. határozat Társasági részesedés megszerzéséhez szükséges forrás biztosításáról
- 1184/2018. (III. 29.) Korm. határozat A Központi Maradványelszámolási Alapból történő átcsoportosításról, a XLIII. Az állami vagyonnal kapcsolatos bevételek és kiadások fejezet címrendjének kiegészítéséről és egyes kormányhatározatok módosításáról

#### Április (1185–1240)
- 1185/2018. (IV. 4.) Korm. határozat A Szent Korona és a magyar királyi koronázási jelvények megismertetését célzó programokról
- 1186/2018. (IV. 4.) Korm. határozat A Nemzeti Fehérjetakarmány Program indításáról
- 1187/2018. (IV. 4.) Korm. határozat A Családok Éve kapcsán aláírást kiegészítő grafikai elemként kidolgozott kép használatáról
- 1188/2018. (IV. 4.) Korm. határozat Az illegális bevándorlással összefüggésben a Montenegrónak történő segítségnyújtásról
- 1189/2018. (IV. 4.) Korm. határozat Az Országvédelmi Alapból történő előirányzat-átcsoportosításról
- 1190/2018. (IV. 4.) Korm. határozat A XI. Miniszterelnökség és a XX. Emberi Erőforrások Minisztériuma költségvetési fejezetek közötti előirányzat-átcsoportosításról
- 1191/2018. (IV. 4.) Korm. határozat A XI. Miniszterelnökség fejezeten belüli előirányzat-átcsoportosításról
- 1192/2018. (IV. 4.) Korm. határozat A XII. Földművelésügyi Minisztérium és a XLIII. Az állami vagyonnal kapcsolatos bevételek és kiadások költségvetési fejezetek közötti előirányzat-átcsoportosításról
- 1193/2018. (IV. 4.) Korm. határozat A Pro Arte et Natura Alapítvány támogatása érdekében a XI. Miniszterelnökség és a XX. Emberi Erőforrások Minisztériuma költségvetési fejezetek közötti előirányzat-átcsoportosításról
- 1194/2018. (IV. 4.) Korm. határozat A Budapest Liszt Ferenc Nemzetközi Repülőtérre vezető gyorsforgalmi út fejlesztésével kapcsolatos intézkedésekről
- 1195/2018. (IV. 4.) Korm. határozat A Nemzeti Kastélyprogram és Nemzeti Várprogram hét helyszínéhez tartozó sürgős állagmegóvó munkákhoz szükséges források rendelkezésre állásáról
- 1196/2018. (IV. 4.) Korm. határozat Debrecen, Nagycsere és Haláp ivóvízhálózat-fejlesztésének támogatásáról
- 1197/2018. (IV. 4.) Korm. határozat A Modern Városok Program keretében a 8311. számú összekötő út Győr–Ménfőcsanak–Győrújbarát–Nyúl közötti szakaszának felújításáról
- 1198/2018. (IV. 4.) Korm. határozat A Tokaji borvidék közösségi infrastruktúra alapprogram megvalósítása érdekében szükséges többletforrás biztosításáról, valamint a rendkívüli kormányzati intézkedésekre szolgáló tartalékból történő előirányzat-átcsoportosításról szóló 1943/2015. (XII. 15.) Korm. határozatban meghatározott egyes határidők módosításáról
- 1199/2018. (IV. 4.) Korm. határozat Az „1000 év Erdélyben, 100 év Romániában” elnevezésű programcsomag finanszírozása érdekében szükséges 2018. évi források biztosításáról
- 1200/2018. (IV. 4.) Korm. határozat A Magyar Pálos Rend Első Remete Szent Pál Rendje Boldog Özséb Programjának, illetve hargitafürdői további fejlesztésének támogatásával összefüggő feladatokról
- 1201/2018. (IV. 4.) Korm. határozat A Nyergesújfalu város külterületén fekvő földrészletek beruházási célterületté nyilvánításáról
- 1202/2018. (IV. 4.) Korm. határozat A Modern Városok Program keretében a kecskeméti állami repülések céljára szolgáló repülőtér közös felhasználású (katonai-polgári) fejlesztéseinek támogatásáról és az ehhez szükséges források biztosításáról szóló 1845/2016. (XII. 23.) Korm. határozat módosításáról
- 1203/2018. (IV. 4.) Korm. határozat A Sopron város külterületén fekvő egyes földrészletek beruházási célterületté nyilvánításáról
- 1204/2018. (IV. 4.) Korm. határozat Az országos jégcsarnok-fejlesztési program előkészítéséhez szükséges intézkedésekről és a Beruházás Előkészítési Alapból történő támogatásáról
- 1205/2018. (IV. 5.) Korm. határozat A téli rezsicsökkentés kiterjesztése érdekében szükséges további intézkedésekről
- 1206/2018. (IV. 5.) Korm. határozat A Debreceni Egyetem Komplex Bortudományi Kutató-Fejlesztő Intézményi Egységének (Debreceni Egyetem Mádi Bor Akadémia) létrehozásáról
- 1207/2018. (IV. 5.) Korm. határozat Az egyes nevelési-oktatási intézményeknek új feladatellátási helyre történő költözéséhez szükséges kormányzati intézkedésekről
- 1208/2018. (IV. 5.) Korm. határozat Egyes állami tulajdonú gödöllői ingatlanok egyházi jogi személy részére történő ingyenes tulajdonba adásáról, valamint további állami tulajdonú gödöllői ingatlanok egyházi jogi személy részére történő átadásához szükséges intézkedésekről
- 1209/2018. (IV. 5.) Korm. határozat Az állami vagyont érintő egyes kormányhatározatok módosításáról
- 1210/2018. (IV. 6.) Korm. határozat A kiépített gázhálózattal nem rendelkező települések esetében a téli rezsicsökkentés kiterjesztéséről
- 1211/2018. (IV. 6.) Korm. határozat Az Országvédelmi Alapból történő előirányzat-átcsoportosításról, fejezeten belüli előirányzat-átcsoportosításról és egyes kormányhatározatok módosításáról
- 1212/2018. (IV. 6.) Korm. határozat Óvodafejlesztési program támogatásáról
- 1213/2018. (IV. 6.) Korm. határozat A Pázmány Péter Katolikus Egyetem széttagoltságának megszüntetése érdekében szükséges intézkedésekről
- 1214/2018. (IV. 6.) Korm. határozat A Budapest II. Kerületi Szabó Lőrinc Kéttannyelvű Általános Iskola és Gimnázium tornacsarnoka megvalósításához szükséges ingatlanvásárlásról
- 1215/2018. (IV. 9) Korm. határozat A Moholy-Nagy Művészeti Egyetem „MOME Laboratory” Kreatív Innovációs és Tudáspark egyetemi campus állami beruházás megvalósulásával összefüggő további kormányzati döntésekről
- 1216/2018. (IV. 9.) Korm. határozat A Magyar Atlétikai Szövetség és a Magyar Kézilabda Szövetség világversenyek megrendezésére irányuló pályázataival, valamint az új Puskás Ferenc Stadionban megrendezendő eseményekkel kapcsolatos kormányzati feladatok összehangolásáról
- 1217/2018. (IV. 20.) Korm. határozat A légimentési képesség fejlesztéséről
- 1218/2018. (IV. 20.) Korm. határozat A Közép- és Kelet-Európai Regionális Környezetvédelmi Központ használatában lévő ingatlanról
- 1219/2018. (IV. 20.) Korm. határozat A Modern Városok Program keretében a kaposvári intermodális közlekedési csomópont megvalósításához kapcsolódó kármentesítési feladatok ellátása érdekében történő előirányzat-átcsoportosításról
- 1220/2018. (IV. 20.) Korm. határozat Egyes, az EFOP-2.4.1-16 azonosító jelű [„Szegregált élethelyzetek felszámolása komplex programokkal (ERFA)”című] felhívásra benyújtott projektjavaslatok tekintetében a költségek ingatlanvásárlásra történő átcsoportosításáról, valamint a felhívásban meghatározott elszámolható költségtípusok mértékének együttes összege túllépéséhez történő hozzájárulásról
- 1221/2018. (IV. 20.) Korm. határozat Az EFOP-2.4.1-16 azonosító jelű [„Szegregált élethelyzetek felszámolása komplex programokkal (ERFA)”című] felhívásra benyújtott egyes projektjavaslatok tekintetében a költségek ingatlanvásárlásra történő átcsoportosításáról, valamint a felhívásban meghatározott elszámolható költségtípusok mértékének együttes összege túllépéséhez történő hozzájárulásról
- 1222/2018. (IV. 20.) Korm. határozat A „Közvetítői szerződés GINOP-8.3.3-17 azonosító jelű Irinyi tőkeprogram keretében megvalósítandó, a tőkealap kezelését végző pénzügyi közvetítő kiválasztására, pénzügyi közvetítői szolgáltatások nyújtására” tárgyú közbeszerzési eljárás ajánlati felhívása és az ahhoz kapcsolódó közbeszerzési ajánlattételi dokumentáció jóváhagyásáról
- 1223/2018. (IV. 21.) Korm. határozat A Duna Transznacionális Program, valamint az INTERREG EUROPE Interregionális Együttműködési Program előirányzat-túllépésének jóváhagyásáról
- 1224/2018. (IV. 21.) Korm. határozat A 2018. évi CeBIT nemzetközi infokommunikációs vásáron történő magyar részvételhez szükséges forrás biztosításáról
- 1225/2018. (IV. 21.) Korm. határozat A Terület- és Településfejlesztési Operatív Programot támogató Pénzügyi rendszer bevezetésével, az erkölcsi bizonyítvány kormányablakokban történő igénylésével kapcsolatos informatikai fejlesztésekhez, továbbá a központi szolgáltató által nyújtott egyes alkalmazásüzemeltetési és fejlesztési feladatok ellátásához szükséges forrás biztosításáról
- 1226/2018. (IV. 21.) Korm. határozat A települési ügysegédi rendszer bővítéséhez szükséges feladatokkal összefüggően a Miniszterelnökség és a Belügyminisztérium fejezetek közötti előirányzat-átcsoportosításról szóló 1076/2015. (II. 25.) Korm. határozat végrehajtása során alkalmazandó eltérő rendelkezésekről
- 1227/2018. (IV. 21.) Korm. határozat Sepsiszentgyörgyön megvalósuló egyes beruházásokkal kapcsolatos feladatokról
- 1228/2018. (IV. 24.) Korm. határozat Az Egészségbiztosítási Alap Gyógyító-megelőző ellátás céltartalék jogcím előirányzatáról történő átcsoportosításról, valamint a Laboratóriumi ellátás jogcím előirányzatának megemeléséről
- 1229/2018. (IV. 24.) Korm. határozat Az ExxonMobil Üzletsegítő Központ Magyarország Korlátolt Felelősségű Társaság magyarországi nagybefektetővel való stratégiai együttműködési megállapodás megkötéséről
- 1230/2018. (IV. 24.) Korm. határozat A Magyar Gáz Tranzit Zártkörűen Működő Részvénytársaságnak a magyar–szlovák határkeresztező ponton 2018. május 2-án kiírandó kapacitás allokációs eljárásban való részvételéről
- 1231/2018. (IV. 25.) Korm. határozat A 2018. évi AIBA Ifjúsági Férfi és Női Ökölvívó Világbajnokság megrendezése érdekében az Országvédelmi Alapból történő előirányzat-átcsoportosításról
- 1232/2018. (IV. 25.) Korm. határozat A többfunkciós autóbuszok beszerzéséhez szükséges források biztosításáról
- 1233/2018. (IV. 25.) Korm. határozat A hálózati és információs rendszerek biztonságának az egész Unióban egységesen magas szintjét biztosító intézkedésekről szóló irányelv átültetésével kapcsolatos feladatok ellátásához szükséges források biztosításáról
- 1234/2018. (IV. 25.) Korm. határozat A központi hivatalok és a költségvetési szervi formában működő minisztériumi háttérintézmények felülvizsgálatával kapcsolatos intézkedésekről szóló 1312/2016. (VI. 13.) Korm. határozat végrehajtásával összefüggésben a NISZ Zrt. működési körében felmerülő költségek fedezetéül szolgáló források biztosításáról
- 1235/2018. (IV. 25.) Korm. határozat Az egyes állami tulajdonban lévő gazdasági társaságok támogatási kérelmeinek a GINOP-6.1.5-17 azonosító számú („Munkahelyi képzések támogatása nagyvállalatok munkavállalói számára” című) és a VEKOP-8.5.2-17 azonosító számú („Munkahelyi képzések támogatása nagyvállalatok munkavállalói számára” című) gazdaságfejlesztést célzó projekt megvalósítására irányuló felhívásra történő benyújtásához történő hozzájárulásról
- 1236/2018. (IV. 25.) Korm. határozat A Szeged-Csanádi Egyházmegye beruházásainak támogatása érdekében szükséges kormányzati intézkedésekről
- 1237/2018. (IV. 25.) Korm. határozat A Magyar Tejgazdasági Kísérleti Intézet Korlátolt Felelősségű Társaság és Magyar Kertészeti Szaporítóanyag Nonprofit Korlátolt Felelősségű Társaság részére történő tőkeemeléshez szükséges forrás biztosításáról
- 1238/2018. (IV. 25.) Korm. határozat Az Egészséges Budapest Program Dél-budai Centruma megvalósításával kapcsolatos feladatokról
- 1239/2018. (IV. 25.) Korm. határozat A Tiszafüred–Poroszló kerékpárút és a szükséges műtárgyak megvalósításához szükséges forrás biztosításáról
- 1240/2018. (IV. 25.) Korm. határozat A kiemelt kerékpáros útvonalak fejlesztésének finanszírozásáról szóló 1012/2017. (I. 11.) Korm. határozat módosításáról

#### Május (1241–1254)
- 1241/2018. (V. 4.) Korm. határozat A FINA Férfi Vízilabda Világliga 2018. évi Szuperdöntőjének megrendezése érdekében szükséges kormányzati intézkedésekről
- 1242/2018. (V. 4.) Korm. határozat Az Erbíli Káld Katolikus Érsekség Alkos-i iskolaépítési projektjének támogatásáról
- 1243/2018. (V. 22.) Korm. határozat A Kormány ügyrendjéről szóló 1144/2010. (VII. 7.) Korm. határozat módosításáról és a Nemzetbiztonsági Kabinetről szóló 1308/2011. (IX. 6.) Korm. határozat hatályon kívül helyezéséről
- 1244/2018. (V. 24.) Korm. határozat A központi költségvetést érintő fejezeti és címrendi módosításokról és a Központi Maradványelszámolási Alapból történő átcsoportosításról
- 1245/2018. (V. 25.) Korm. határozat A 2018. évi határátlépéssel járó csapatmozgásokról szóló 1964/2017. (XII. 19.) Korm. határozat módosításáról
- 1246/2018. (V. 25.) Korm. határozat A Nemzetközi Munkaügyi Konferencia 2018. május 28. és 2018. június 8. között Genfben sorra kerülő 107. ülésszakán való magyar részvételről
- 1247/2018. (V. 25.) Korm. határozat A pártokat és a pártalapítványokat az országgyűlési képviselők 2018. évi általános választása eredményének megfelelően megillető támogatás mértékének meghatározásáról, valamint a támogatást szolgáló előirányzatok közötti átcsoportosításról
- 1248/2018. (V. 25.) Korm. határozat Az Országvédelmi Alapból történő előirányzat-átcsoportosításról
- 1249/2018. (V. 25.) Korm. határozat A nemzeti filmipar fejlesztéséért felelős kormánybiztos kinevezéséről és feladatairól
- 1250/2018. (V. 25.) Korm. határozat A kiemelt budapesti fejlesztésekért és nemzetközi sportpályázatokért felelős kormánybiztos kinevezéséről és feladatairól
- 1251/2018. (V. 25.) Korm. határozat A Modern Települések Fejlesztéséért felelős kormánybiztos kinevezéséről és feladatairól
- 1252/2018. (V. 25.) Korm. határozat Az aktív Magyarországért felelős kormánybiztos kinevezéséről és feladatairól
- 1253/2018. (V. 30.) Korm. határozat Egyes Kárpát-medencei gazdaságélénkítő programok és összehangolt fejlesztési feladatok, valamint turisztikai fejlesztések koordinációjáért felelős kormánybiztos kinevezéséről és feladatairól
- 1254/2018. (V. 31.) Korm. határozat A központi költségvetési szerveknél foglalkoztatottak 2018. évi kompenzációjához szükséges előirányzat-átcsoportosításról

#### Június (1255–1290)
- 1255/2018. (VI. 1.) Korm. határozat A Magyarország turisztikai országmárka építéséről szóló 1725/2017. (X. 10.) Korm. határozatban meghatározott marketingkampány záró időpontjának módosításáról
- 1256/2018. (VI. 4.) Korm. határozat Az Árpád-ház Programért felelős kormánybiztos kinevezéséről és feladatairól
- 1257/2018. (VI. 4.) Korm. határozat A hazafias és honvédelmi nevelésért, illetve az ezzel összefüggő beruházásokért felelős kormánybiztos kinevezéséről és feladatairól
- 1258/2018. (VI. 4.) Korm. határozat A Magyar Jégkorong Szövetség a magyar jégkorong sport eredményességét elősegítő sportszakmai program támogatása érdekében szükséges kormányzati intézkedésekről
- 1259/2018. (VI. 8.) Korm. határozat Az autópálya-beruházásokkal kapcsolatos további feladatokról
- 1260/2018. (VI. 8.) Korm. határozat Magyarország volt varsói Kereskedelmi Kirendeltségének átalakításával, felújításával és ismételt hasznosításával kapcsolatos fejlesztés megvalósítása érdekében szükséges intézkedésekről
- 1261/2018. (VI. 11.) Korm. határozat A mezőgazdasági és környezetügyi szakdiplomata-hálózat átfogó helyzetéről 2018-tól
- 1262/2018. (VI. 11.) Korm. határozat A védelmi felkészítés egyes kérdéseiről
- 1263/2018. (VI. 11.) Korm. határozat A 2018. évi honvédelmi igazgatási feladatok végrehajtásához szükséges költségvetési források átcsoportosításáról
- 1264/2018. (VI. 11.) Korm. határozat A Magyar Állami Operaház Andrássy úti épületének felújításával összefüggő költségnövekményről és többletfinanszírozási igényről
- 1265/2018. (VI. 11.) Korm. határozat Az Erdőtelek község külterületén fekvő földrészlet beruházási célterületté nyilvánításáról
- 1266/2018. (VI. 11.) Korm. határozat Vajszló Nagyközséget érintő infrastruktúra fejlesztése érdekében szükséges források biztosításáról
- 1267/2018. (VI. 11.) Korm. határozat A Terület- és Településfejlesztési Operatív Program módosításáról
- 1268/2018. (VI. 11.) Korm. határozat A Környezeti és Energiahatékonysági Operatív Program éves fejlesztési keretének megállapításáról szóló 1084/2016. (II. 29.) Korm. határozat módosításáról
- 1269/2018. (VI. 14.) Korm. határozat A budapesti 4-es metróvonal és kapcsolódó felszíni beruházásai megvalósításához kapcsolódóan kötött Támogatási Szerződés, Finanszírozási Szerződés és Finanszírozási Szerződés Kiegészítő Megállapodás módosításáról és egységes szerkezetbe foglalásáról szóló szerződés 5. számú módosításának jóváhagyásáról és a projekt befejezéséhez szükséges állami finanszírozás meghatározásáról
- 1270/2018. (VI. 14.) Korm. határozat A Fiumei úti Nemzeti Sírkert és Nemzeti Emlékhely, a Salgótarjáni utcai zsidó temető, a Kegyeleti Múzeum, valamint a Rákoskeresztúri Új Köztemető Nemzeti Gyászpark üzemeltetéséhez szükséges források biztosításáról
- 1271/2018. (VI. 14.) Korm. határozat A 2016. évi budapesti IRONMAN 70.3 triatlonversennyel kapcsolatosan megítélt állami támogatás felhasználásával összefüggő kormányzati intézkedésekről
- 1272/2018. (VI. 15.) Korm. határozat A központi költségvetés címrendjének a Kormány tagjainak feladat- és hatásköréről szóló kormányrendelettel összefüggő módosításáról
- 1273/2018. (VI. 15.) Korm. határozat Az Energetikai Iparfejlesztési és KFI Cselekvési Tervről
- 1274/2018. (VI. 15.) Korm. határozat A Nemzeti Energiastratégia energiafelhasználás-előrejelzéseinek frissítéséről
- 1275/2018. (VI. 15.) Korm. határozat A légiközlekedéssel összefüggő projektjavaslat az Európai Hálózatfinanszírozási Eszköz CEF-SESAR-2018-1 U-SPACE pályázati kiírására történő benyújtásának jóváhagyásáról
- 1276/2018. (VI. 15.) Korm. határozat Az Európai Unió Mali Kiképző Műveletében („EUTM Mali”) történő további magyar katonai szerepvállalásról
- 1277/2018. (VI. 15.) Korm. határozat A 2017–2019. évekre vonatkozó oltóanyag-beszerzésekről szóló 1289/2016. (VI. 13.) Korm. határozat módosításáról, valamint a védőoltásokkal kapcsolatos aktuális feladatokról
- 1278/2018. (VI. 15.) Korm. határozat A Debrecen megyei jogú város külterületén található földrészletek beruházási célterületté nyilvánításáról szóló 1147/2018. (III. 26.) Korm. határozat módosításáról
- 1279/2018. (VI. 15.) Korm. határozat A Turizmus Világnap központi rendezvénye Budapesten történő megrendezéséről szóló Megállapodás szövegének végleges megállapítására adott felhatalmazásról
- 1280/2018. (VI. 20.) Korm. határozat A Központi Maradványelszámolási Alapból történő átcsoportosításról
- 1281/2018. (VI. 20.) Korm. határozat A Modern Városok Program keretében a Szeged, Etelka sori fedett sportuszoda és kapcsolódó infrastruktúra megvalósításának támogatásáról
- 1282/2018. (VI. 21.) Korm. határozat Magyarország Tokiói Nagykövetsége elhelyezésére szolgáló ingatlan cseréje érdekében szükséges intézkedésekről
- 1283/2018. (VI. 22.) Korm. határozat A terrorellenes intézkedések megvalósításához szükséges költségvetési többletforrások biztosításáról
- 1284/2018. (VI. 22.) Korm. határozat Az állami és egyházi fenntartású egyetemek nemzetközi kapcsolatainak bővítésével összefüggő feladatokról
- 1285/2018. (VI. 22.) Korm. határozat A duális szakképzés partnerségi megállapodás keretében történő fejlesztéséről és az ezt szolgáló központi pilot programról
- 1286/2018. (VI. 25.) Korm. határozat A fővárosi járóbeteg-szakellátás fejlesztésének az Egészséges Budapest Program keretében történő további megvalósításával kapcsolatos feladatokról
- 1287/2018. (VI. 25.) Korm. határozat A Zrínyi 2026 Honvédelmi és Haderőfejlesztési Program megvalósításáról szóló 1298/2017. (VI. 2.) Korm. határozat módosításáról
- 1288/2018. (VI. 25.) Korm. határozat A Rendszerváltás Történetét Kutató Intézet és Archívum, valamint a VERITAS Történetkutató Intézet címrendi besorolásának megváltoztatásáról
- 1289/2018. (VI. 25.) Korm. határozat A XLIII. Az állami vagyonnal kapcsolatos bevételek és kiadások fejezet és a XI. Miniszterelnökség fejezet közötti, valamint a XLIII. Az állami vagyonnal kapcsolatos bevételek és kiadások fejezeten belüli előirányzat-átcsoportosításról
- 1290/2018. (VI. 25.) Korm. határozat  Az Európai Unió és tagállamai, valamint Japán közötti Stratégiai Partnerségi Megállapodás szövegének végleges megállapításáról

#### Július (1291–1365)
- 1291/2018. (VII. 2.) Korm. határozat A Lembergi Magyarok Kulturális Szövetsége (LMKSZ) elhelyezésének biztosításával kapcsolatos intézkedésekről
- 1292/2018. (VII. 2.) Korm. határozat Az aktív Magyarországért felelős kormánybiztos kinevezéséről és feladatairól szóló 1252/2018. (V. 25.) Korm. határozat módosításáról
- 1293/2018. (VII. 2.) Korm. határozat A 2014–2020. évekre szóló Környezeti és Energiahatékonysági Operatív Program módosításáról
- 1294/2018. (VII. 2.) Korm. határozat A IX. Helyi önkormányzatok támogatásai fejezet és a XX. Emberi Erőforrások Minisztériuma fejezet közötti feladat átadás-átvétel miatti előirányzat-átcsoportosításról
- 1295/2018. (VII. 2.) Korm. határozat Egyes állami erdészeti társaságoknak, továbbá a Nemzeti Agrárkutatási és Innovációs Központnak a Vidékfejlesztési Program keretében meghirdetett gazdaságfejlesztést célzó projektek megvalósítására irányuló felhívására támogatási kérelem benyújtásához történő hozzájárulásról
- 1296/2018. (VII. 4.) Korm. határozat A külgazdasági és külügyminiszter védelméhez kapcsolódó intézkedésekről
- 1297/2018. (VII. 4.) Korm. határozat A turisztikai szempontból kiemelt jelentőségű fesztiválok megvalósítását támogató forrás biztosításáról
- 1298/2018. (VII. 4.) Korm. határozat Az Egészséges Budapest Program Dél-budai Centrum beruházást megvalósító, állami tulajdonú, zártkörűen működő részvénytársaságban fennálló részesedés tekintetében a tulajdonosi jogok és kötelezettségek gyakorlásáról
- 1299/2018. (VII. 4.) Korm. határozat A hatvani sport- és rendezvénycsarnok beruházás megvalósítása érdekében szükséges források biztosításáról
- 1300/2018. (VII. 4.) Korm. határozat Az Európai Hálózatfinanszírozási Eszköz 2017. évi technikai segítségnyújtási pályázati kiírására benyújtott, a vasúti árufuvarozási folyosók (RFC 6, 7, 9) fejlesztésével összefüggő projektekben történő magyar részvétel jóváhagyásáról
- 1301/2018. (VII. 4.) Korm. határozat Az Európai Hálózatfinanszírozási Eszköz 2017. évi technikai segítségnyújtási pályázati kiírására benyújtott „Az »Amber« vasúti árufuvarozási folyosó (RFC 11) létrehozása és fejlesztése” című projektben történő magyar részvétel jóváhagyásáról
- 1302/2018. (VII. 4.) Korm. határozat A KEHOP-1.5.0-15-2015-00001 azonosító számú („Séd-Nádor-Gaja vízrendszer rehabilitációja I. ütem” című) projekt támogatásának növeléséről
- 1303/2018. (VII. 4.) Korm. határozat A Terület- és Településfejlesztési Operatív Program éves fejlesztési keretének megállapításáról szóló 1005/2016. (I. 18.) Korm. határozat módosításáról
- 1304/2018. (VII. 4.) Korm. határozat A Terület- és Településfejlesztési Operatív Program keretében megvalósuló integrált területi programok jóváhagyásáról szóló 1612/2016. (XI. 8.) Korm. határozat módosításáról
- 1305/2018. (VII. 4.) Korm. határozat A Versenyképes Közép-Magyarország Operatív Program 2. számú módosításáról
- 1306/2018. (VII. 4.) Korm. határozat A Versenyképes Közép-Magyarország Operatív Program éves fejlesztési keretének megállapításáról szóló 1011/2016. (I. 20.) Korm. határozat módosításáról
- 1307/2018. (VII. 4.) Korm. határozat A szabad előirányzatot meghaladó mértékű kötelezettségvállalás engedélyezéséről
- 1308/2018. (VII. 5.) Korm. határozat A Magyarországi Evangélikus Egyház kórházának létrehozása érdekében szükséges előkészítési tevékenységek támogatásáról
- 1309/2018. (VII. 9.) Korm. határozat A Budapest XXIII. ker. Grassalkovich út 3. szám alatti társasházi ingatlanban bekövetkezett károk következményeinek enyhítéséről
- 1310/2018. (VII. 10.) Korm. határozat A Nemzetpolitikai Tárcaközi Bizottság létrehozásáról szóló 1177/2010. (VIII. 24.) Korm. határozat hatályon kívül helyezéséről
- 1311/2018. (VII. 10.) Korm. határozat A Kormányzati Adatközponttal és a Kormányzati Adattrezorral összefüggő egyes informatikai és infrastrukturális kérdésekről
- 1312/2018. (VII. 10.) Korm. határozat A XI. Miniszterelnökség és a XLIII. Az állami vagyonnal kapcsolatos bevételek és kiadások fejezet közötti előirányzat-átcsoportosításról
- 1313/2018. (VII. 10.) Korm. határozat A megelőző régészeti feltárásokat végző múzeumok feladatellátásával kapcsolatban bekövetkező változások miatt szükségessé vált személyi és infrastrukturális fejlesztésekről
- 1314/2018. (VII. 10.) Korm. határozat A Környe község külterületén fekvő földrészletek beruházási célterületté nyilvánításáról
- 1315/2018. (VII. 10.) Korm. határozat Az IKOP-3.2.0-15-2016-00007 azonosító számú „Kecskemét város közösségi közlekedés fejlesztése, átalakítása – zéró emissziós zóna megteremtése soros hibridhajtású alacsonypadlós autóbuszok beszerzésével II. szakasz” című projekt műszaki tartalmának bővítéséről
- 1316/2018. (VII. 18.) Korm. határozat Az ENSZ Közgyűlésének 73. ülésszakán való magyar részvételről
- 1317/2018. (VII. 18.) Korm. határozat Magyarország Tallinni Nagykövetsége újranyitásához, valamint Manchesteri és Innsbrucki Főkonzulátusa megnyitásához szükséges intézkedésekről
- 1318/2018. (VII. 18.) Korm. határozat Az Állatorvostudományi Egyetem támogatási kérelmének a VP4-10.2.1.2-17. azonosító számú, "Védett őshonos és veszélyeztetett mezőgazdasági állatfajták genetikai állományának ex situ vagy in vitro megőrzése, továbbá a genetikai beszűkülést megelőző tanácsadói tevékenységek támogatása" című felhívásra történő benyújtásához való hozzájárulásról
- 1319/2018. (VII. 18.) Korm. határozat Az Emberi Erőforrás Fejlesztési Operatív Program 2. prioritása keretében finanszírozott egyes intézményi férőhely kiváltási projektek támogatási összegének növeléséről
- 1320/2018. (VII. 18.) Korm. határozat Az Emberi Erőforrás Fejlesztési Operatív Program 2. prioritása keretében finanszírozott további intézményi férőhely kiváltási projektek támogatási összegének növeléséről
- 1321/2018. (VII. 18.) Korm. határozat Az Emberi Erőforrás Fejlesztési Operatív Program keretében az EFOP-2.4.1-16 ["Szegregált élethelyzetek felszámolása komplex programokkal (ERFA)" című] felhívásra benyújtott projektjavaslatok tekintetében a költségek ingatlanvásárlásra történő átcsoportosításáról, valamint a felhívásban meghatározott elszámolható költségtípusok mértékének együttes összege túllépéséhez történő hozzájárulásról
- 1322/2018. (VII. 18.) Korm. határozat A KEHOP-1.2.0-15-2016-00001 azonosító számú ("Klímastratégia kidolgozásához kapcsolódó módszertan- és kapacitásfejlesztés, valamint szemléletformálás" című) projekt támogatásának növeléséről, valamint a Környezeti és Energiahatékonysági Operatív Program éves fejlesztési keretének megállapításáról szóló @Tart1 = 1084/2016. (II. 29.) Korm. határozat módosításáról
- 1323/2018. (VII. 18.) Korm. határozat A Terület- és Településfejlesztési Operatív Program 6. prioritása keretében finanszírozott egyes óvoda- és bölcsődefelújítási és turizmusfejlesztési projektek támogatásának növeléséről
- 1324/2018. (VII. 18.) Korm. határozat A TOP-6.4.1-15-TB1-2016-00001 azonosító számú, "Bánhida és Dózsakert komplex kerékpáros közlekedésfejlesztése" című projekt támogatásának növeléséről
- 1325/2018. (VII. 18.) Korm. határozat A nemzeti védelmi ipari és védelmi célú fejlesztésekért, valamint a haderő-modernizáció koordinálásáért felelős kormánybiztos kinevezéséről és feladatairól
- 1326/2018. (VII. 18.) Korm. határozat A határ menti gazdaságfejlesztési programok 2019. évi folytatásáról
- 1327/2018. (VII. 18.) Korm. határozat A Modern Városok Program keretében Dunaújvárosban megvalósuló Fabó Éva Uszoda beruházás támogatásáról
- 1328/2018. (VII. 18.) Korm. határozat Magyarország és Románia között a minősített adatok kölcsönös védelméről szóló egyezmény szövegének végleges megállapítására adott felhatalmazásról
- 1329/2018. (VII. 19.) Korm. határozat Egy helyi önkormányzat adósságot keletkeztető ügyletéhez történő előzetes kormányzati hozzájárulásról
- 1330/2018. (VII. 19.) Korm. határozat A Debrecen Megyei Jogú Város beruházási célú hitelfelvételéhez kapcsolódó egyedi állami kezesség vállalásáról
- 1331/2018. (VII. 23.) Korm. határozat Az ENSZ Globális Migrációs Kompaktjának végső szövegtervezetére vonatkozó magyar álláspontról
- 1332/2018. (VII. 23.) Korm. határozat A Markaz község külterületén fekvő egyes földrészletek beruházási célterületté nyilvánításáról
- 1333/2018. (VII. 23.) Korm. határozat A Modern Városok Program keretében a szolnoki Véső úti sporttelep és strandfürdő fejlesztése beruházás megvalósítása érdekében történő támogatás biztosításáról
- 1334/2018. (VII. 25.) Korm. határozat A kormányzati szektorba nem sorolt, 100%-os önkormányzati tulajdonban álló gazdasági társaságok adósságot keletkeztető ügyleteihez történő 2018. májusi előzetes kormányzati hozzájárulásról
- 1335/2018. (VII. 25.) Korm. határozat Az önkormányzatok adósságot keletkeztető, valamint kezesség-, illetve garanciavállalásra vonatkozó ügyleteihez történő 2018. májusi előzetes kormányzati hozzájárulásról
- 1336/2018. (VII. 25.) Korm. határozat A fővárosi és Pest megyei járóbeteg-szakellátás fejlesztésének az Egészséges Budapest Program keretében történő további megvalósításával kapcsolatos feladatokról
- 1337/2018. (VII. 25.) Korm. határozat Az Emberi Erőforrás Fejlesztési Operatív Program módosításáról
- 1338/2018. (VII. 25.) Korm. határozat A 2014–2020. évekre szóló Vidékfejlesztési Program módosításáról
- 1339/2018. (VII. 25.) Korm. határozat A Gazdaságfejlesztési és Innovációs Operatív Program éves fejlesztési keretének megállapításáról szóló 1006/2016. (I. 18.) Korm. határozat módosításáról
- 1340/2018. (VII. 25.) Korm. határozat A Közigazgatás- és Közszolgáltatás-fejlesztés Operatív Program éves fejlesztési keretének megállapításáról szóló 1004/2016. (I. 18.) Korm. határozat módosításáról
- 1341/2018. (VII. 25.) Korm. határozat A Magyarország Kormánya és a Magyarországi Református Egyház közötti Megállapodás megújításáról és az azzal összefüggő feladatokról szóló 1821/2017. (XI. 9.) Korm. határozat költségvetési feltételeinek biztosításáról szóló 1116/2018. (III. 19.) Korm. határozat módosításáról
- 1342/2018. (VII. 25.) Korm. határozat Az Integrált Közlekedésfejlesztési Operatív Program éves fejlesztési keretének megállapításáról szóló 1247/2016. (V. 18.) Korm. határozat módosításáról
- 1343/2018. (VII. 25.) Korm. határozat A Magyarország Kormánya és a Szlovák Köztársaság Kormánya között a két ország közös államhatárán, Őrhalom és Ipolyvarbó (Vrbovka) települések közötti közúti Ipoly-híd és a kapcsolódó létesítmények megépítéséről szóló megállapodás szövegének végleges megállapítására adott felhatalmazásról
- 1344/2018. (VII. 26.) Korm. határozat A lakosság pénzügyi tudatosságát fejlesztő stratégiához kapcsolódó első kétéves cselekvési tervről (2018–2019)
- 1345/2018. (VII. 26.) Korm. határozat Az Energetikai Ásványvagyon-hasznosítási és Készletgazdálkodási Cselekvési Tervről
- 1346/2018. (VII. 26.) Korm. határozat Az Európai Emlékezet és Lelkiismeret Platformja kutatómunkájának támogatására vonatkozó kormányzati intézkedésekről
- 1347/2018. (VII. 26.) Korm. határozat A rendkívüli kormányzati intézkedésekre szolgáló tartalékból és a Központi Maradványelszámolási Alapból történő átcsoportosításról, a 2017. évi költségvetési maradványok egy részének felhasználásáról, fejezetek közötti és fejezeten belüli átcsoportosításról, a Honvédelmi Minisztérium fejezet szociális hozzájárulási adó felhasználásáról és egyes kormányhatározatok módosításáról
- 1348/2018. (VII. 26.) Korm. határozat A XV. Pénzügyminisztérium és a XI. Miniszterelnökség költségvetési fejezetek közötti előirányzat-átcsoportosításról
- 1349/2018. (VII. 26.) Korm. határozat A 2016. évi költségvetési maradványok egy részének felhasználásáról és egyes Korm. határozatok módosításáról szóló 1438/2017. (VI. 30.) Korm. határozat végrehajtása során alkalmazandó eltérő rendelkezésekről
- 1350/2018. (VII. 26.) Korm. határozat A 2018. évi terrorellenes intézkedések megvalósításához szükséges további költségvetési többletforrások biztosításáról
- 1351/2018. (VII. 26.) Korm. határozat Az egyes vízkárelhárítási tevékenységek többletforrás igényének finanszírozásáról
- 1352/2018. (VII. 26.) Korm. határozat A Modern Városok Program keretében megvalósuló egyes beruházások forrásigényének átütemezéséről
- 1353/2018. (VII. 26.) Korm. határozat A 2021. évi UEFA U21 labdarúgó Európa-bajnokság magyar–szlovén társrendezése érdekében benyújtandó pályázathoz szükséges kormányzati intézkedésekről
- 1354/2018. (VII. 26.) Korm. határozat A 2020 World Sailing Annual Conference megrendezése érdekében pályázat benyújtásához szükséges kormányzati intézkedésekről
- 1355/2018. (VII. 26.) Korm. határozat Az osztrák lovas szolgálat felállításához lovak adományozásáról
- 1356/2018. (VII. 26.) Korm. határozat Egyes állami tulajdonú ingóságoknak az Afgán Nemzeti Rendőrség (ANP) részére történő térítésmentes átadásáról
- 1357/2018. (VII. 26.) Korm. határozat Állami tulajdonban álló ingatlan Bicske Város Önkormányzata részére ingyenesen történő tulajdonba adásáról
- 1358/2018. (VII. 26.) Korm. határozat A KIRÁLY Sportlétesítmény fejlesztése tárgyú beruházás megvalósításához szükséges pénzügyi fedezet biztosításáról és további feladatokról
- 1359/2018. (VII. 26.) Korm. határozat A Tomori Pál Főiskola, valamint az Újhartyáni Német Nemzetiségi Önkormányzat részére történő költségvetési támogatás igénybevételéhez szükséges forrás biztosításáról
- 1360/2018. (VII. 26.) Korm. határozat A kiemelt budapesti fejlesztésekért és nemzetközi sportpályázatokért felelős kormánybiztos kinevezéséről és feladatairól szóló 1250/2018. (V. 25.) Korm. határozat módosításáról
- 1361/2018. (VII. 26.) Korm. határozat A Délkelet-európai Rendőri Együttműködési Egyezmény Felei között létrejött, a DNS-adatok, a daktiloszkópiai adatok és a gépjármű-nyilvántartási adatok automatizált cseréjéről szóló Egyezmény, valamint a Délkelet-európai Rendőri Együttműködési Egyezmény Felei között létrejött, a DNS-adatok, a daktiloszkópiai adatok és a gépjármű-nyilvántartási adatok automatizált cseréjéről szóló Egyezmény Végrehajtási Megállapodása szövegének végleges megállapítására adott felhatalmazásról
- 1362/2018. (VII. 26.) Korm. határozat A Magyarország Kormánya és az Angolai Köztársaság Kormánya között a diplomata és szolgálati útlevéllel rendelkező állampolgáraik kölcsönös vízummentességéről szóló Megállapodás szövegének végleges megállapítására adott felhatalmazásról
- 1363/2018. (VII. 26.) Korm. határozat A Magyarország Kormánya és a Bahreini Királyság Kormánya között a diplomata-, szolgálati és különleges útlevéllel rendelkező állampolgáraik vízummentességéről szóló Megállapodás szövegének végleges megállapítására adott felhatalmazásról
- 1364/2018. (VII. 27.) Korm. határozat A téli rezsicsökkentés végrehajtását követően szükségessé váló további intézkedésekről
- 1365/2018. (VII. 30.) Korm. határozat A tulajdonosi joggyakorlással kapcsolatos kormányzati feladatok összehangolásáért felelős kormánybiztos kinevezéséről és feladatairól

#### Augusztus (1366–1406)
- 1366/2018. (VIII. 7.) Korm. határozat „Életmentő Emlékérem” adományozásáról
- 1367/2018. (VIII. 13.) Korm. határozat A 2018. évi fejlesztéspolitikai célokról
- 1368/2018. (VIII. 13.) Korm. határozat A fiatalok pénzügyi tudatosságát növelő oktatási kompetenciák támogatásáról
- 1369/2018. (VIII. 13.) Korm. határozat Magyarország és a nyugat-balkáni régió gazdasági kapcsolatainak élénkítéséhez szükséges kormányzati intézkedésekről
- 1370/2018. (VIII. 13.) Korm. határozat Az új állami informatikai rendszerek üzembe helyezése esetén alkalmazandó intézkedésről
- 1371/2018. (VIII. 13.) Korm. határozat Az Európai Hálózatfinanszírozási Eszköz 2018. évi technikai segítségnyújtási pályázati kiírására benyújtásra kerülő, az elektromos töltőállomások és alternatív üzemanyagtöltő állomások adatainak összegyűjtésével kapcsolatos pályázatban történő magyar részvétel jóváhagyásáról
- 1372/2018. (VIII. 13.) Korm. határozat A Steindl Imre Program harmadik ütemével kapcsolatos további döntések meghozataláról
- 1373/2018. (VIII. 13.) Korm. határozat A Zrínyi 2026 Honvédelmi és Haderőfejlesztési Program keretében megvalósuló, a Magyar Honvédség Központi Logisztikai és Kiképzési Bázis megvalósításával összefüggő feladatokról
- 1374/2018. (VIII. 13.) Korm. határozat Az Audi Hungaria Általános Művelődési Központ működéséhez szükséges forrás biztosításáról
- 1375/2018. (VIII. 13.) Korm. határozat A BorgWarner Oroszlány Korlátolt Felelősségű Társaság és a BorgWarner Hungary Korlátolt Felelősségű Társaság magyarországi nagybefektetőkkel való stratégiai együttműködési megállapodás megkötéséről
- 1376/2018. (VIII. 13.) Korm. határozat A Magyarországi Református Egyház Zsinatának a „Bentlakásos programok az SDG-ben” tárgyú beszerzése közbeszerzési eljárás lefolytatása alól történő felmentéséről
- 1377/2018. (VIII. 13.) Korm. határozat A Magyar Művészeti Akadémia részére többletforrás biztosításáról
- 1378/2018. (VIII. 13.) Korm. határozat Az Államreform Bizottság (2014–2018) felállításáról szóló 1602/2014. (XI. 4.) Korm. határozat hatályon kívül helyezéséről
- 1379/2018. (VIII. 13.) Korm. határozat A „8 db nagykapacitású motorvonat beszerzése a MÁV-START Vasúti Személyszállító Zártkörűen Működő Részvénytársaság részére” című projekt kiemelt projektként történő nevesítéséről, valamint az Integrált Közlekedésfejlesztési Operatív Program éves fejlesztési keretének megállapításáról szóló 1247/2016. (V. 18.) Korm. határozat módosításáról
- 1380/2018. (VIII. 13.) Korm. határozat A rendkívüli kormányzati intézkedésekre szolgáló tartalékból történő átcsoportosításról és a hazai építőipari vállalkozások hatékonyságnövelésére irányuló forrás biztosításáról szóló 1031/2018. (II. 8.) Korm. határozat módosításáról
- 1381/2018. (VIII. 13.) Korm. határozat A nyugat-magyarországi utánpótlás-nevelési centrum beruházás megvalósításához szükséges pénzügyi fedezet biztosításáról, valamint a nyugat-magyarországi utánpótlás-nevelés feltételeinek biztosítását és fejlesztését szolgáló intézkedésekről szóló 1296/2017. (VI. 2.) Korm. határozat módosításáról
- 1382/2018. (VIII. 13.) Korm. határozat A Göd város külterületén található egyes földrészletek beruházási célterületté nyilvánításáról
- 1383/2018. (VIII. 13.) Korm. határozat A Göd város területén található egyes földrészletek megszerzéséhez és fejlesztéséhez szükséges forrás biztosításáról
- 1384/2018. (VIII. 13.) Korm. határozat A Göd város infrastrukturális fejlesztéséhez kapcsolódó, az önkormányzat szervezésében megvalósuló beruházási feladatok 2018. évi finanszírozásáról
- 1385/2018. (VIII. 13.) Korm. határozat A Göd város területén található egyes földrészletek beruházási célterületté nyilvánításáról és a terület fejlesztéséhez szükséges intézkedésekről
- 1386/2018. (VIII. 13.) Korm. határozat Egyes fejlesztések előkészítésének a Beruházás Előkészítési Alapból történő támogatásáról szóló kormányhatározatok módosításáról
- 1387/2018. (VIII. 13.) Korm. határozat A Központi Maradványelszámolási Alapból történő átcsoportosításról, a 2017. évi költségvetési maradványok egy részének felhasználásáról, a pártalapítványok tartalékának átcsoportosításáról és a központi költségvetést érintő címrendi módosításról
- 1388/2018. (VIII. 13.) Korm. határozat Az IKOP-4.1.0-15-2016-00001 azonosító számú („48. sz. főút Debrecen–Nyírábrány, országhatár szakasz fejlesztése” című) kiemelt projekt megvalósításához szükséges forrás biztosításáról, valamint az Integrált Közlekedésfejlesztési Operatív Program éves fejlesztési keretének megállapításáról szóló 1247/2016. (V. 18.) Korm. határozat módosításáról
- 1389/2018. (VIII. 13.) Korm. határozat Az IKOP-3.2.0-15-2016-00019 azonosító számú [„Szabadbattyán–Tapolca–Keszthely villamos üzem kiépítése a Balaton körül I. ütem (Szabadbattyán–Balatonfüred) előkészítése és kivitelezése és a II. ütem előkészítése” című] kiemelt projekt megvalósításához szükséges forrás biztosításáról, valamint az Integrált Közlekedésfejlesztési Operatív Program éves fejlesztési keretének megállapításáról szóló 1247/2016. (V. 18.) Korm. határozat módosításáról
- 1390/2018. (VIII. 13.) Korm. határozat A KEHOP-1.3.0-15-2015-00006 azonosító számú („Derecskei-főcsatorna korszerűsítése” című) projekt támogatásának növeléséről
- 1391/2018. (VIII. 13.) Korm. határozat A Magyarország Kormánya és a Szlovák Köztársaság Kormánya között a közös államhatáron, Dunakiliti és Doborgaz (Dobrohošť) között létesítendő, kerékpárosok és gyalogosok közlekedésére szolgáló híd, valamint a hídhoz kapcsolódó létesítmények felépítéséről szóló Megállapodás szövegének végleges megállapítására adott felhatalmazásról
- 1392/2018. (VIII. 13.) Korm. határozat Az Egyetemes Postaegyesület (Universal Postal Union) Kongresszusain való magyar részvételről
- 1393/2018. (VIII. 13.) Korm. határozat Az Egyetemes Postaegyesület (Universal Postal Union) 2. Rendkívüli Kongresszusán az Egyetemes Postaegyesület Alapokmánya, az Egyetemes Postaegyezmény és az Általános Szabályzat módosítása szövegének végleges megállapítására adott felhatalmazásról
- 1394/2018. (VIII. 13.) Korm. határozat Magyarország Kínai Nemzetközi Import Expo elnevezésű eseményen történő részvételéről
- 1395/2018. (VIII. 21.) Korm. határozat A Népművészet Mestere díj 2018. évi adományozásáról
- 1396/2018. (VIII. 30.) Korm. határozat Az M1 autópálya további helyreállításához és biztonságos üzemeltetéséhez szükséges feltételek biztosításáról
- 1397/2018. (VIII. 30.) Korm. határozat Az „Ösztöndíjprogram Keresztény Fiataloknak” elnevezésű program 2018/2019-es tanév őszi félévének költségvetési támogatásáról
- 1398/2018. (VIII. 30.) Korm. határozat A magyarországi szerb nemzetiség oktatási céljainak megvalósításával kapcsolatos egyes intézkedésekről
- 1399/2018. (VIII. 30.) Korm. határozat A Budapest Főváros X. kerület Bajcsy-Zsilinszky Kórház és Rendelőintézet keretében járóbeteg-szakellátást nyújtó Kőbányai Egészségház megújítását célzó infrastrukturális beruházások megvalósításához szükséges többletforrás biztosításáról
- 1400/2018. (VIII. 30.) Korm. határozat A Robert Bosch Korlátolt Felelősségű Társaság Budapest területén megvalósuló beruházásának II. ütemével összefüggő kormányzati intézkedésekről
- 1401/2018. (VIII. 30.) Korm. határozat A Nyíregyháza megyei jogú város külterületén fekvő földrészletek beruházási célterületté nyilvánításáról
- 1402/2018. (VIII. 30.) Korm. határozat Az Iváncsa község külterületén fekvő földrészletek beruházási célterületté nyilvánításáról
- 1403/2018. (VIII. 31.) Korm. határozat A Központi Maradványelszámolási Alapból történő átcsoportosításról, a 2017. évi költségvetési maradványok egy részének felhasználásáról, a IX. Helyi önkormányzatok támogatásai fejezeten belüli előirányzat-átcsoportosításról, a Szociális célú nem állami humánszolgáltatások támogatása fejezeti kezelésű előirányzat túllépésének jóváhagyásáról és egyes kormányhatározatok módosításáról
- 1404/2018. (VIII. 31.) Korm. határozat A Magyarország 2018. évi központi költségvetéséről szóló 2017. évi C. törvény alapján a XX. Emberi Erőforrások Minisztériuma fejezet, 20. Fejezeti kezelésű előirányzatok cím, 2. Normatív finanszírozás alcím, 4. Hit- és erkölcstanoktatás és tankönyvtámogatás jogcímcsoport előirányzat túllépésének jóváhagyásáról
- 1405/2018. (VIII. 31.) Korm. határozat A Batthyány Lajos Alapítvány támogatásáról
- 1406/2018. (VIII. 31.) Korm. határozat A hazai forrásból megvalósuló közbeszerzésekkel kapcsolatos egyes kormányhatározatok módosításáról

#### Szeptember (1407–1475)
- 1407/2018. (IX. 3.) Korm. határozat A Kormány ügyrendjéről szóló 1144/2010. (VII. 7.) Korm. határozat módosításáról
- 1408/2018. (IX. 3.) Korm. határozat A "Beruházás ösztönzési célelőirányzat" megnevezésű fejezeti kezelésű előirányzat előirányzat-módosítás nélküli túllépésének engedélyezéséről
- 1409/2018. (IX. 3.) Korm. határozat A XXI. Miniszterelnöki Kabinetiroda és a IX. Helyi önkormányzatok támogatásai fejezetek közötti előirányzat-átcsoportosításról
- 1410/2018. (IX. 3.) Korm. határozat A Güntner-Tata Hűtőtechnikai Kft. magyarországi nagybefektetővel való stratégiai együttműködési megállapodás megkötéséről
- 1411/2018. (IX. 3.) Korm. határozat A REHAU-Automotive Korlátolt Felelősségű Társaság magyarországi nagybefektetővel való stratégiai együttműködési megállapodás megkötéséről
- 1412/2018. (IX. 3.) Korm. határozat A Nemzetközi Vasúti Fuvarozási Egyezmény (COTIF) a Nemzetközi Vasúti Fuvarozási Államközi Szervezet (OTIF) 2018. szeptember 25-26. között Bernben sorra kerülő 13. Közgyűlésén történő módosítása szövegének végleges megállapítására adott felhatalmazásról
- 1413/2018. (IX. 3.) Korm. határozat A Magyarország és a Vietnami Szocialista Köztársaság között a polgári ügyekben nyújtandó kölcsönös jogsegélyről szóló megállapodás szövegének végleges megállapítására adott felhatalmazásról
- 1414/2018. (IX. 7.) Korm. határozat A FIA Rallye Európa-bajnokság magyarországi futamának 2019–2023 között történő megrendezése érdekében szükséges kormányzati intézkedésekről
- 1415/2018. (IX. 7.) Korm. határozat A 2023. évi IAAF Atlétikai Világbajnokság megrendezése érdekében pályázat benyújtásához szükséges kormányzati intézkedésekről
- 1416/2018. (IX. 7.) Korm. határozat A Kisfaludy Szállásfejlesztési Konstrukció megvalósításához, illetve az egyes kiemelt turisztikai fejlesztések finanszírozásához szükséges kormányzati intézkedésekről
- 1417/2018. (IX. 7.) Korm. határozat A nyíregyházi multifunkcionális autó-motor sport aréna megvalósításához szükséges intézkedésekről, valamint a beruházás előkészítésének a Beruházás Előkészítési Alapból történő támogatásáról
- 1418/2018. (IX. 7.) Korm. határozat A vajdasági gazdaságfejlesztési program 2018. évi megvalósításához szükséges többletforrás biztosításáról
- 1419/2018. (IX. 7.) Korm. határozat Egyes turisztikai tárgyú kormányhatározatok módosításáról
- 1420/2018. (IX. 7.) Korm. határozat Az Első Világháborús Centenáriumi Emlékbizottság létrehozásáról szóló 1472/2012. (X. 29.) Korm. határozat módosításáról
- 1421/2018. (IX. 7.) Korm. határozat A közszolgálati ellenőrzések 2018. évi vizsgálati tárgyköreiről és a vizsgálat alá vont szervekről
- 1422/2018. (IX. 7.) Korm. határozat A Sorsok Háza Holokauszt Gyermekáldozatainak Emlékhelye – Európai Oktatási Központ megnyitásához szükséges intézkedésekről
- 1423/2018. (IX. 7.) Korm. határozat A Határtalanul! program támogatásának biztosításáról
- 1424/2018. (IX. 7.) Korm. határozat  Magyarország 2012–2020. évre szóló külgazdasági stratégiájának végrehajtásáról szóló 1109/2012. (IV. 12.) Korm. határozat visszavonásáról
- 1425/2018. (IX. 7.) Korm. határozat A Magyarország Kormánya és az Ugandai Köztársaság Kormánya közötti oktatási együttműködési egyezmény szövegének végleges megállapítására adott felhatalmazásról
- 1426/2018. (IX. 10.) Korm. határozat A hazai vízgazdálkodás öntözési célt szolgáló fejlesztési javaslatairól
- 1427/2018. (IX. 10.) Korm. határozat Az Országos Széchényi Könyvtár archívumainak elhelyezését szolgáló archivális és szolgáltató raktárak megvalósítását célzó beruházás előkészítéséhez szükséges forrás biztosításáról szóló 1911/2017. (XII. 7.) Korm. határozat módosításáról
- 1428/2018. (IX. 11.) Korm. határozat A GINOP-8.2.5-17 azonosító jelű Üzleti infokommunikációs, digitalizációs tőkealap pénzügyi eszköz termékleírása módosításáról
- 1429/2018. (IX. 11.) Korm. határozat A Rába Futómű Gyártó és Kereskedelmi Kft.-vel összefüggésben a GINOP-6.1.5-17 azonosító számú („Munkahelyi képzések támogatása nagyvállalatok munkavállalói számára” című), gazdaságfejlesztést célzó projekt megvalósítására irányuló felhívásra támogatási kérelem benyújtásához történő hozzájárulásról
- 1430/2018. (IX. 11.) Korm. határozat A ZÁHONY-PORT Záhonyi Logisztikai és Rakománykezelési Szolgáltató Zártkörűen Működő Részvénytársasággal összefüggésben a GINOP-2.1.2-8.1.4-16 azonosító számú („Vállalatok K+F+I tevékenységének támogatása kombinált hiteltermék keretében” című), gazdaságfejlesztést célzó projekt megvalósítására irányuló felhívásra támogatási kérelem benyújtásához történő hozzájárulásról
- 1431/2018. (IX. 11.) Korm. határozat A KEHOP-1.4.0-15-2015-00009 azonosító számú („Árvízvédelmi védvonalak mértékadó árvízszintre történő kiépítése a Közép-Duna-völgyi Vízügyi Igazgatóság működési területén” című) projekt támogatásának növeléséről, valamint a Környezeti és Energiahatékonysági Operatív Program éves fejlesztési keretének megállapításáról szóló 1084/2016. (II. 29.) Korm. határozat módosításáról
- 1432/2018. (IX. 11.) Korm. határozat A „Beregi komplex árapasztási és ártér-revitalizációs fejlesztés” című, KEOP-2.1.1/2F/09-2010-0007 azonosító számú projekt vonatkozásában megállapított pénzügyi korrekció teljesítéséhez szükséges költségvetési forrás biztosításáról
- 1433/2018. (IX. 11.) Korm. határozat A Terület- és Településfejlesztési Operatív Program keretében benyújtott, TOP-6.1.5-16-TB1-2017-00002 azonosító számú, hárommilliárd forintot meghaladó támogatási igényű projektjavaslat támogatásához történő hozzájárulásról
- 1434/2018. (IX. 11.) Korm. határozat A Terület- és Településfejlesztési Operatív Program TOP-1.1.1-16 „Ipari parkok, iparterületek fejlesztése” című konstrukció keretében benyújtott projektek belső költségátcsoportosításáról
- 1435/2018. (IX. 11.) Korm. határozat A Modern Városok Program keretében a győri Digitális Fejlesztési Központ szakmai megvalósításához szükséges 2018. évi forrás biztosítása érdekében történő előirányzat-átcsoportosításról
- 1436/2018. (IX. 11.) Korm. határozat A Magyar Halgazdálkodási Operatív Program éves fejlesztési keretének megállapításáról szóló 1056/2016. (II. 17.) Korm. határozat módosításáról
- 1437/2018. (IX. 11.) Korm. határozat A Vidékfejlesztési Program éves fejlesztési keretének megállapításáról szóló 1248/2016. (V. 18.) Korm. határozat módosításáról
- 1438/2018. (IX. 11.) Korm. határozat Az Emberi Erőforrás Fejlesztési Operatív Program éves fejlesztési keretének megállapításáról szóló 1037/2016. (II. 9.) Korm. határozat és az Emberi Erőforrás Fejlesztési Operatív Program 2. prioritása keretében finanszírozott egyes intézményi férőhely kiváltási projektek támogatási összegének növeléséről szóló 1319/2018. (VII. 18.) Korm. határozat módosításáról
- 1439/2018. (IX. 11.) Korm. határozat A Magyarország Kormánya és az Amerikai Egyesült Államok Kormánya között az országonkénti jelentések cseréjéről szóló megállapodás szövegének végleges megállapítására adott felhatalmazásról
- 1440/2018. (IX. 11.) Korm. határozat A Magyarország és az Argentin Köztársaság között az ideiglenesen munkát vállaló turisták programjáról szóló Megállapodás szövegének végleges megállapítására adott felhatalmazásról
- 1441/2018. (IX. 12.) Korm. határozat A Magyarország Kormánya és az Oroszországi Föderáció Kormánya közötti, a végzettségek, a képesítések és a tudományos fokozatok kölcsönös elismeréséről szóló Egyezmény szövegének végleges megállapítására adott felhatalmazásról
- 1442/2018. (IX. 13.) Korm. határozat A Határtalanul! programmal kapcsolatos feladatok átadásával összefüggő intézkedésekről
- 1443/2018. (IX. 17.) Korm. határozat A 2018. évi határátlépéssel járó csapatmozgások engedélyezéséről szóló 1964/2017. (XII. 19.) Korm. határozat módosításáról
- 1444/2018. (IX. 17.) Korm. határozat A „GSM-R távközlési hálózat kiépítése II. ütem megvalósítás” című IKOP – CEF projekt támogatásának növeléséről, valamint egyes kormányhatározatok módosításáról
- 1445/2018. (IX. 17.) Korm. határozat A Modern Városok Program keretében a Dunaújváros, Szórád Márton utca 39. szám alatti ingatlan felújításához 2018. évben szükséges többletforrás biztosítására vonatkozó előirányzat-átcsoportosításról
- 1446/2018. (IX. 18.) Korm. határozat Az idegennyelv-tudás javításához szükséges, a Nemzeti Versenyképességi Tanács által javasolt lépésekről
- 1447/2018. (IX. 18.) Korm. határozat A Széchenyi lánchíd, a budai Váralagút, valamint a hozzájuk kapcsolódó közterületek rekonstrukciójával és fejlesztésével összefüggő intézkedésekről
- 1448/2018. (IX. 18.) Korm. határozat Az Európai Unió és tagállamai, valamint a Szingapúri Köztársaság közötti Partnerségi és Együttműködési Megállapodás szövegének végleges megállapítására adott felhatalmazásról
- 1449/2018. (IX. 21.) Korm. határozat Magyarország Európai Unió melletti Állandó Képviseletén egy új kiberbiztonságért felelős szakdiplomata álláshely létesítéséről
- 1450/2018. (IX. 21.) Korm. határozat A libanoni Antióchiai Szír Maronita Katolikus Egyház projektjei megvalósítását elősegítő kormányzati hozzájárulásról, valamint egyes kormányhatározatok módosításáról
- 1451/2018. (IX. 21.) Korm. határozat A Szolnoki Szigligeti Színház felújításának támogatásáról
- 1452/2018. (IX. 21.) Korm. határozat A TOP-6.2.1-15-MI1-2016-00003 azonosító számú („Miskolc, Katica Bölcsőde infrastrukturális fejlesztése” című) és a TOP-6.2.1-15-MI1-2016-00004 azonosító számú („Dobó Katica Bölcsőde infrastrukturális fejlesztése” című) projekt támogatásának növeléséről
- 1453/2018. (IX. 21.) Korm. határozat A Terület- és Településfejlesztési Operatív Program keretében benyújtott, TOP-6.1.5-16-SG1-2018-00001 azonosító számú, hárommilliárd forintot meghaladó támogatási igényű projektjavaslat támogatásához történő hozzájárulásról
- 1454/2018. (IX. 21.) Korm. határozat A Központi Maradványelszámolási Alapból történő átcsoportosításról és egyes kormányhatározatok módosításáról
- 1455/2018. (IX. 21.) Korm. határozat Az egyrészről az Európai Unió és tagállamai, másrészről Malajzia közötti partnerségi és együttműködési keretmegállapodás szövegének végleges megállapítására adott felhatalmazásról
- 1456/2018. (IX. 21.) Korm. határozat A Magyarország Kormánya és a Szudáni Köztársaság Kormánya közötti légiközlekedési megállapodás szövegének végleges megállapítására adott felhatalmazásról
- 1457/2018. (IX. 25.) Korm. határozat A büntetés-végrehajtási intézetek férőhely-bővítési programjához kapcsolódó egyes kérdésekről
- 1458/2018. (IX. 25.) Korm. határozat Egyes települési önkormányzatok támogatásáról
- 1459/2018. (IX. 25.) Korm. határozat A Budapesti Corvinus Egyetem fenntartói feladataival kapcsolatos egyes kérdésekről
- 1460/2018. (IX. 25.) Korm. határozat Az Agro Rehab Nonprofit Kft. fejlesztéseihez nyújtandó forrásjuttatásról
- 1461/2018. (IX. 25.) Korm. határozat A Modern Városok Program keretében a kaposvári intermodális közlekedési csomópont megvalósításához kapcsolódó területszerzés megvalósulása és egyéb felmerülő költségek forrásának biztosítása érdekében történő támogatás biztosításáról
- 1462/2018. (IX. 25.) Korm. határozat A Modern Városok Program keretében a Tatabányai Árpád Gimnázium reálgimnáziummá történő fejlesztése érdekében Tatabánya Megyei Jogú Város Önkormányzata részére történő többlettámogatás biztosításáról
- 1463/2018. (IX. 25.) Korm. határozat A turisztikai fejlesztések megvalósításához szükséges intézkedésekről szóló 1549/2017. (VIII. 18.) Korm. határozat módosításáról
- 1464/2018. (IX. 25.) Korm. határozat A debreceni Észak-Nyugati Gazdasági Övezet kialakításával összefüggő infrastruktúra-fejlesztésekről
- 1465/2018. (IX. 25.) Korm. határozat A debreceni autóipari központ, illetve környezete gazdasági, oktatási és kulturális fenntartható fejlődéséért felelős kormánybiztos kinevezéséről és feladatairól
- 1466/2018. (IX. 25.) Korm. határozat A mezőhegyesi Nemzeti Ménesbirtok és Tangazdaság Zártkörűen Működő Részvénytársaság által ellátott állami feladatok koordinálásáért felelős kormánybiztos kinevezéséről
- 1467/2018. (IX. 26.) Korm. határozat A napelemes erőművek megvalósítására irányuló beruházásokkal összefüggésben egyes földrészletek beruházási célterületté nyilvánításáról
- 1468/2018. (IX. 26.) Korm. határozat A 2019. évi Maccabi Európa Játékok (EMG 2019) Budapesten történő megrendezéséhez és a Magyar Testgyakorlók Köre Budapest létesítményfejlesztési programjának megvalósításához szükséges kormányzati intézkedésekről
- 1469/2018. (IX. 26.) Korm. határozat A Szabadtéri Néprajzi Múzeum Erdély tájegység megépítése II. szakaszának megvalósításáról, valamint az ehhez szükséges források biztosításáról
- 1470/2018. (IX. 26.) Korm. határozat A Közigazgatás- és Közszolgáltatás-fejlesztés Operatív Program éves fejlesztési keretének megállapításáról szóló 1004/2016. (I. 18.) Korm. határozat módosításáról
- 1471/2018. (IX. 27.) Korm. határozat A Falusi Útalap létrehozásáról
- 1472/2018. (IX. 27.) Korm. határozat A 2019. és 2020. évi fejlesztéspolitikai tájékoztatási célok eléréséhez szükséges források biztosításáról
- 1473/2018. (IX. 27.) Korm. határozat A Hanoiban létesítendő Magyar Művelődési és Közösségi Ház elhelyezését biztosító ingatlan megvásárlásához szükséges intézkedésekről
- 1474/2018. (IX. 27.) Korm. határozat A kormányzati szektorba nem sorolt, 100%-os önkormányzati tulajdonban álló gazdasági társaságok adósságot keletkeztető ügyleteihez történő 2018. júniusi és júliusi előzetes kormányzati hozzájárulásról
- 1475/2018. (IX. 28.) Korm. határozat A Budapesti Corvinus Egyetem fenntartói joga gyakorlásának átruházásához kapcsolódó egyes intézkedésekről

#### Október (1476–1551 )
- 1476/2018. (X. 1.) Korm. határozat A torontói Magyar Diaszpóra Missziós Központ létrehozatalához szükséges forrás biztosításáról szóló 1063/2018. (II. 28.) Korm. határozat módosításáról
- 1477/2018. (X. 2.) Korm. határozat A közigazgatási bíráskodás rendszerének elkülönített szervezeti keretek között történő működéséhez szükséges egyes intézkedésekről
- 1478/2018. (X. 2.) Korm. határozat A Központi Maradványelszámolási Alapból történő átcsoportosításról
- 1479/2018. (X. 2.) Korm. határozat A Modern Városok Program keretében a kecskeméti állami repülések céljára szolgáló repülőtér közös felhasználású (katonai-polgári) fejlesztéseinek támogatásához 2018. évben szükséges forrás előirányzat-átcsoportosításáról
- 1480/2018. (X. 3.) Korm. határozat Az önkormányzatok adósságot keletkeztető, valamint kezesség-, illetve garanciavállalásra vonatkozó ügyleteihez történő, 2018. júniusi és júliusi előzetes kormányzati hozzájárulásról
- 1481/2018. (X. 4.) Korm. határozat A kutatási, fejlesztési és innovációs rendszer intézményrendszerének és finanszírozásának átalakításáról
- 1482/2018. (X. 5.) Korm. határozat Az „Eger megyei jogú város vasútállomás intermodális átszálló-kapcsolatainak fejlesztése és P+R parkolók kialakítása” című projekt előkészítéséhez szükséges forrás biztosításáról
- 1483/2018. (X. 8.) Korm. határozat Az Egészségbiztosítási Alap Gyógyító-megelőző ellátás jogcímcsoport Célelőirányzatok jogcím előirányzatának megemeléséről
- 1484/2018. (X. 8.) Korm. határozat Az Állami Egészségügyi Ellátó Központ középirányítása és tulajdonosi joggyakorlása alá tartozó, illetve a XX. Emberi Erőforrások Minisztériuma fejezetbe besorolt, központi költségvetési szerv formában működő egészségügyi szolgáltatók 2018. évre vonatkozó villamos energia ellátására irányuló közbeszerzési szerződés pénzügyi teljesítéséhez szükséges többletforrás biztosításáról
- 1485/2018. (X. 8.) Korm. határozat Az egyházi jogi személyek foglalkoztatottjai 2018. évi kompenzációjának finanszírozása érdekében történő előirányzat-átcsoportosításról
- 1486/2018. (X. 8.) Korm. határozat A Modern Városok Program keretében a hódmezővásárhelyi honvéd középiskola és kollégium helyszínéül szolgáló ingatlanok tulajdonjogának Magyar Állam részére történő megszerzéséhez szükséges forrás biztosításáról
- 1487/2018. (X. 8.) Korm. határozat A nyírbátori Báthori István Múzeum felújításához szükséges intézkedésekről
- 1488/2018. (X. 8.) Korm. határozat Az egyének védelméről a személyes adatok gépi feldolgozása során, Strasbourgban, 1981. január 28. napján kelt Egyezményt módosító Jegyzőkönyv szövegének végleges megállapítására adott felhatalmazásról
- 1489/2018. (X. 9.) Korm. határozat A Budapest–Belgrád vasútvonal újjáépítési beruházáshoz kapcsolódó független mérnöki, műszaki ellenőrzési feladatok ellátásához szükséges források biztosításáról
- 1490/2018. (X. 9.) Korm. határozat A GINOP-7.1.5-16-2016-00002 azonosító számú („Kis-Balaton Látogatóközpont kialakítása és a Diás-szigeti Fekete István Emlékhely fejlesztése” című) projekt támogatásának növeléséről, valamint a Gazdaságfejlesztési és Innovációs Operatív Program éves fejlesztési keretének megállapításáról szóló 1006/2016. (I. 18.) Korm. határozat módosításáról
- 1491/2018. (X. 9.) Korm. határozat A KEHOP-1.3.0-15-2015-00003 azonosító számú, „Marótvölgyi öblözet rendezése” tárgyú projekt tekintetében a költségek ingatlanvásárlás költségtípusra történő átcsoportosításról
- 1492/2018. (X. 9.) Korm. határozat A KEHOP-1.6.0-15-2016-00018 azonosító számú, „Logisztikai raktárcsarnok építése” című projekt támogatásának növeléséről
- 1493/2018. (X. 10.) Korm. határozat A rendkívüli kormányzati intézkedésekre szolgáló tartalékból történő átcsoportosításról, az egyes kiemelt kormányzati kötelezettségek végrehajtásáról és a további szükséges intézkedésekről
- 1494/2018. (X. 10.) Korm. határozat A Budapest–Belgrád vasútvonal magyarországi szakaszának felújításához szükséges kötelezettségvállalásról
- 1495/2018. (X. 10.) Korm. határozat A Modern Városok Program keretében megvalósuló kulturális fejlesztésekkel összefüggő egyes kormányhatározatok módosításáról
- 1496/2018. (X. 10.) Korm. határozat A Modern Városok Program keretében Tatabánya Megyei Jogú Város József Attila Megyei és Városi Könyvtárának fejlesztése beruházás megvalósítása érdekében történő többlettámogatás biztosításáról
- 1497/2018. (X. 12.) Korm. határozat A közfoglalkoztatással összefüggő egyes kérdésekről
- 1498/2018. (X. 12.) Korm. határozat A hajléktalan ellátásban 2018. október 15-ét követően jelentkező azonnali feladatok ellátásához szükséges források biztosításáról és a további feladatok meghatározásáról
- 1499/2018. (X. 12.) Korm. határozat A Stipendium Hungaricum ösztöndíjprogram finanszírozásáról
- 1500/2018. (X. 12.) Korm. határozat A MÁV Magyar Államvasutak Zártkörűen Működő Részvénytársaság használatában álló ingatlanok vasútüzemhez nem szükséges területeinek felméréséhez szükséges források biztosításáról
- 1501/2018. (X. 12.) Korm. határozat A Budapest MICE Turisztikai Fejlesztési Program támogatásáról
- 1502/2018. (X. 12.) Korm. határozat A XI. Miniszterelnökség fejezeten belüli előirányzat-átcsoportosításról, valamint a Kemény Ferenc Sportlétesítmény-fejlesztési Program, valamint egyéb dél-pesti és észak-csepeli beruházások előkészítése és megtervezése érdekében szükséges intézkedésekről szóló 2016/2017. (XII. 22.) Korm. határozat módosításáról
- 1503/2018. (X. 12.) Korm. határozat A Modern Városok Program keretében a Lővérek Program részeként megvalósuló új soproni fedett uszoda fejlesztés megvalósítása érdekében történő többlettámogatás biztosításáról
- 1504/2018. (X. 15) Korm. határozat A 2019. évi Junior Tornász Világbajnokság megrendezése érdekében szükséges kormányzati intézkedésekről
- 1505/2018. (X. 15.) Korm. határozat A Gazdaságfejlesztési és Innovációs Operatív Program módosításáról
- 1506/2018. (X. 15.) Korm. határozat A XI. Miniszterelnökség és a XX. Emberi Erőforrások Minisztériuma, valamint a XVIII. Külgazdasági és Külügyminisztérium költségvetési fejezetek közötti előirányzat-átcsoportosításról
- 1507/2018. (X. 15.) Korm. határozat A Kék Bolygó Klímavédelmi Alapítvány támogatásáról
- 1508/2018. (X. 15.) Korm. határozat A Magyarország Kormánya és a Belarusz Köztársaság Kormánya között a beruházások ösztönzéséről és kölcsönös védelméről szóló Megállapodás szövegének végleges megállapítására adott felhatalmazásról
- 1509/2018. (X. 17.) Korm. határozat A Fővárosi Közfejlesztések Tanácsáról
- 1510/2018. (X. 17.) Korm. határozat Az Egészségbiztosítási Alap Gyógyító-megelőző ellátás céltartalék jogcím 2018. és 2019. évi előirányzatairól történő átcsoportosításról, valamint az Összevont szakellátás jogcím 2019. évi előirányzatának megemeléséről
- 1511/2018. (X. 17.) Korm. határozat A Központi Maradványelszámolási Alapból és a rendkívüli kormányzati intézkedésekre szolgáló tartalékból történő átcsoportosításról, a fejezeti stabilitási tartalék előirányzatok felhasználásáról, a 2017. évi költségvetési maradványok egy részének felhasználásáról és egyes kormányhatározatok módosításáról
- 1512/2018. (X. 17.) Korm. határozat Az önkormányzatok adósságot keletkeztető, valamint kezesség-, illetve garanciavállalásra vonatkozó ügyleteihez történő, 2018. augusztusi előzetes kormányzati hozzájárulásról
- 1513/2018. (X. 17.) Korm. határozat A kormányzati szektorba nem sorolt, 100%-os önkormányzati tulajdonban álló gazdasági társaságok adósságot keletkeztető ügyleteihez történő, 2018. augusztusi előzetes kormányzati hozzájárulásról
- 1514/2018. (X. 17.) Korm. határozat A Siketek és Nagyothallók Országos Szövetségének 2017. évi kiegészítő támogatása érdekében történő előirányzat-átcsoportosításról szóló 1267/2017. (V. 29.) Korm. határozat alapján biztosított forrás felhasználásáról
- 1515/2018. (X. 17.) Korm. határozat A Magyar Vakok és Gyengénlátók Országos Szövetsége kiegészítő támogatásáról
- 1516/2018. (X. 17.) Korm. határozat A Szíria és Libanon Nemzeti Református Zsinat és a Szíriai Örmény Református Egyházak Közössége projektjeinek támogatásáról
- 1517/2018. (X. 17.) Korm. határozat Magyarország Dublini Nagykövetségének elhelyezését biztosító ingatlan megvásárlásához szükséges intézkedésekről
- 1518/2018. (X. 17.) Korm. határozat A Nemzeti Stadionfejlesztési Program keretében megvalósítandó új Bozsik Stadion fejlesztésével kapcsolatos további intézkedésekről
- 1519/2018. (X. 17.) Korm. határozat A felső-tiszai kommunális hulladék fizikai eltávolításához szükséges beruházások forrásigényének biztosításáról
- 1520/2018. (X. 17.) Korm. határozat A Modern Városok Program keretében a Csiky Gergely Színház felújításához szükséges többletforrás biztosításáról
- 1521/2018. (X. 17.) Korm. határozat A Pannónia Szíve Program keretében Martonvásár város területén, a Brunszvik-terv részeként megvalósuló egyes fejlesztések támogatásáról
- 1522/2018. (X. 17.) Korm. határozat A Pannónia Szíve Program keretében a Vál községben megvalósításra kerülő turisztikai és sportcélú fejlesztések előkészítéséről és támogatásáról
- 1523/2018. (X. 17.) Korm. határozat A Kárpátalján megvalósuló egészségügyi, kulturális és szociális célú programok 2019. évi támogatásához szükséges forrás biztosításáról
- 1524/2018. (X. 17.) Korm. határozat A Budapest II. kerület, Labanc utca 57. szám alatti ingatlanegyüttes átalakítása során feltárt műszaki és építési hiányosságok helyreállításával kapcsolatos beruházások, továbbá az elhelyezési feladatok végrehajtásához szükséges források biztosításáról
- 1525/2018. (X. 17.) Korm. határozat A Róheim-villa rekonstrukciójához és hasznosításához szükséges források biztosításával összefüggő intézkedésekről, valamint a Róheim-villa rekonstrukciójához és hasznosításához szükséges intézkedésekről szóló 1616/2015. (IX. 8.) Korm. határozat és a Róheim-villa rekonstrukciójához és hasznosításához szükséges intézkedésekről szóló 1753/2016. (XII. 14.) Korm. határozat visszavonásáról
- 1526/2018. (X. 24.) Korm. határozat A Széchenyi Kártya Program egyes konstrukciói támogatásának folytatásáról szóló 2022/2017. (XII. 22.) Korm. határozat módosításáról
- 1527/2018. (X. 24.) Korm. határozat Egyes, a Magyar Közút Nonprofit Zártkörűen Működő Részvénytársaság, illetve a Budapest Közút Zártkörűen Működő Részvénytársaság által megvalósítani tervezett projektjavaslatoknak az Európai Hálózatfinanszírozási Eszköz 2018. évi pályázati kiírására történő benyújtásáról
- 1528/2018. (X. 24.) Korm. határozat A Balatoni Halgazdálkodási Nonprofit Zártkörűen Működő Részvénytársasággal összefüggésben a MAHOP-1.2-2017. azonosító számú, „Nyilvántartott halgazdálkodási vízterületek rehabilitációja, beleértve az ívási helyek fejlesztését és a vándorló halfajok vándorlási útvonalának biztosítását” című, gazdaságfejlesztést célzó projektek megvalósítására irányuló felhívásra támogatási kérelem benyújtásához történő hozzájárulásról
- 1529/2018. (X. 24.) Korm. határozat Az egyes KEHOP-1.6.0. konstrukción megvalósuló tűzoltó laktanyák (Fehérgyarmat és Kiskőrös) kialakítása tárgyú projektek támogatásának növeléséről, valamint a Környezeti és Energiahatékonysági Operatív Program éves fejlesztési keretének megállapításáról szóló 1084/2016. (II. 29.) Korm. határozat módosításáról
- 1530/2018. (X. 24.) Korm. határozat Egyes állami erdészeti társaságok támogatási kérelmének a VP4-15.2.1.2-17 azonosító számú, „Erdészeti genetikai erőforrások fejlesztése”, valamint a VP5-8.4.1-16 azonosító számú, „Az erdőgazdálkodási potenciálban okozott erdőkárok helyreállítása” című, gazdaságfejlesztést célzó projektek megvalósítására irányuló felhívásra történő benyújtásához való hozzájárulásról
- 1531/2018. (X. 25.) Korm. határozat A rendkívüli migrációs nyomás kezeléséhez szükséges további források biztosításáról
- 1532/2018. (X. 25.) Korm. határozat Az Üldözött Keresztények Megsegítéséért és a Hungary Helps Program megvalósításáért felelős államtitkárság elhelyezése érdekében szükséges intézkedésekről
- 1533/2018. (X. 25.) Korm. határozat Az Erdélyben megvalósuló programok és beruházások finanszírozásához szükséges forrás biztosításáról
- 1534/2018. (X. 25.) Korm. határozat A 2023. évi IAAF Atlétikai Világbajnokság megrendezése érdekében pályázat benyújtásához szükséges egyes további kormányzati intézkedésekről
- 1535/2018. (X. 29.) Korm. határozat A közigazgatás modernizációja érdekében szükséges intézkedésekről
- 1536/2018. (X. 29.) Korm. határozat A Karrier Híd Programról
- 1537/2018. (X. 30.) Korm. határozat A 2019-ben az államtudományi és közigazgatási, a rendészeti, a katonai, a nemzetbiztonsági, valamint a nemzetközi és európai közszolgálati felsőoktatásban felvehető, államilag támogatott és önköltséges hallgatói létszámkeretről
- 1538/2018. (X. 30.) Korm. határozat Az Európai Határregisztrációs Rendszer, valamint az Európai Utasinformációs és Engedélyezési Rendszer fejlesztéséhez szükséges kormányzati intézkedéseket koordináló munkacsoport létrehozásáról
- 1539/2018. (X. 30.) Korm. határozat A Gálfi Béla Gyógyító és Rehabilitációs Közhasznú Nonprofit Korlátolt Felelősségű Társaság által működtetett pszichiátriai intézmény fejlesztésére irányuló beruházások előkészítésének a Beruházás Előkészítési Alapból történő támogatásáról
- 1540/2018. (X. 30.) Korm. határozat A World Urban Games megrendezése érdekében szükséges kormányzati intézkedésekről
- 1541/2018. (X. 30.) Korm. határozat A turisztikai célú keskeny nyomközű kisvasutak fejlesztéséről szóló 1467/2017. (VII. 25.) Korm. határozat módosításáról
- 1542/2018. (X. 30.) Korm. határozat A Kiskörei Vízerőmű környezetének turisztikai és sportcélú fejlesztéséről, valamint a beruházás előkészítésének a Beruházás Előkészítési Alapból történő támogatásáról szóló 2010/2017. (XII. 22.) Korm. határozat módosításáról
- 1543/2018. (X. 30.) Korm. határozat A Modern Városok Program keretében Szolnok Megyei Jogú Város Önkormányzata által előkészített Tiszaliget fürdőfejlesztési projekthez szükséges többlettámogatás biztosításáról
- 1544/2018. (X. 30.) Korm. határozat Egyes, a KEHOP-4.1.0 azonosító jelű ("Élőhelyek és fajok természetvédelmi helyzetének javítása, a természetvédelmi kezelés és bemutatás infrastruktúrájának fejlesztése" című) felhívás keretében megvalósuló projektek támogatásának növeléséről, valamint a Környezeti és Energiahatékonysági Operatív Program éves fejlesztési keretének megállapításáról szóló 1084/2016. (II. 29.) Korm. határozat módosításáról
- 1545/2018. (X. 30.) Korm. határozat A Gazdaságfejlesztési és Innovációs Operatív Program éves fejlesztési keretének megállapításáról szóló 1006/2016. (I. 18.) Korm. határozat módosításáról
- 1546/2018. (X. 30.) Korm. határozat A TOP-6.5.2-15-SF1-2016-00001 azonosító számú ("Székesfehérvári szennyvíztisztító telep biogáz vonalának fejlesztése" című) projekt támogatásának növeléséről
- 1547/2018. (X. 30.) Korm. határozat A Terület- és Településfejlesztési Operatív Program 6. prioritása keretében finanszírozott egyes óvoda- és bölcsődefelújítási, társadalmi együttműködés erősítését szolgáló projektek támogatásának növeléséről
- 1548/2018. (X. 30.) Korm. határozat A hulladékgazdálkodási közszolgáltatás 2018. évi finanszírozásáról
- 1549/2018. (X. 31.) Korm. határozat Az egyes Sopron-Fertő kiemelt turisztikai fejlesztési térségbeli ingatlanokon megvalósítandó beruházásokról
- 1550/2018. (X. 31.) Korm. határozat A Magyarország és a Kínai Népköztársaság között a Fudan Egyetem magyarországi felsőoktatási tevékenységének támogatásáról szóló megállapodás szövegének végleges megállapítására adott felhatalmazásról
- 1551/2018. (X. 31.) Korm. határozat A Központi Maradványelszámolási Alapból történő átcsoportosításról

#### November (1552–1633)
- 1552/2018. (XI. 5.) Korm. határozat Kormánybiztos kinevezéséről
- 1553/2018. (XI. 5.) Korm. határozat Magyarország a 11. Európai Fejlesztési Alapba történő tagdíjfizetési kötelezettségének teljesítéséhez szükséges többletforrás biztosításáról
- 1554/2018. (XI. 5.) Korm. határozat A kesznyéteni Sajó-híd felújításának időszakában történő átkelés ideiglenes biztosításáról
- 1555/2018. (XI. 5.) Korm. határozat A Washington D. C.-ben található Kossuth Ház tulajdonjogának Magyar Állam részére történő megszerzéséhez szükséges intézkedésekről szóló 1916/2017. (XII. 7.) Korm. határozat módosításáról
- 1556/2018. (XI. 9.) Korm. határozat A Törökország-támogató Menekültügyi Eszköz javára történő további befizetés pénzügyi forrásának biztosításáról
- 1557/2018. (XI. 9.) Korm. határozat A Magyarország 2018. évi központi költségvetéséről szóló 2017. évi C. törvény XXII. Miniszterelnöki Kormányiroda fejezet, 19. Fejezeti kezelésű előirányzatok cím, 1. Célelőirányzatok alcím, 3. Autópálya rendelkezésre állási díj jogcímcsoport előirányzat túllépésének jóváhagyásáról
- 1558/2018. (XI. 9.) Korm. határozat Grand Tour kerékpáros körverseny lehetséges budapesti rajtjának előkészítéséről
- 1559/2018. (XI. 9.) Korm. határozat A Demokrácia Központ Közalapítvány alapító okiratának módosításáról
- 1560/2018. (XI. 10.) Korm. határozat A Magyarságkutató Intézet létrehozásáról és az azzal összefüggő intézkedésekről
- 1561/2018. (XI. 10.) Korm. határozat Egyes állami tulajdonú ingóságok tulajdonjogának a moldovai Védelmi Minisztérium Diagnosztikai Központ részére történő ingyenes átruházásáról
- 1562/2018. (XI. 10.) Korm. határozat A helyi önkormányzatok és az általuk alapított költségvetési szervek, a helyi nemzetiségi önkormányzatok és az általuk alapított költségvetési szervek, valamint az önkormányzati társulások és az általuk alapított költségvetési szervek részére biztosított kincstári könyvvezetési szolgáltatás kialakításáról
- 1563/2018. (XI. 10.) Korm. határozat Egyes kiemelt projekteknek az Integrált Közlekedésfejlesztési Operatív Program éves fejlesztési keretében előkészítési célú projektként történő nevesítéséről, valamint az Integrált Közlekedésfejlesztési Operatív Program éves fejlesztési keretének megállapításáról szóló 1247/2016. (V. 18.) Korm. határozat módosításáról
- 1564/2018. (XI. 10.) Korm. határozat A budapesti vasúti pályaudvari rendszer fejlesztésének irányairól
- 1565/2018. (XI. 10.) Korm. határozat A budapesti elővárosi gyorsvasúti vonalak (HÉV) egységes rendszerben történő fejlesztéséről
- 1566/2018. (XI. 10.) Korm. határozat A Debreceni Egyetem vagyonkezelésében lévő földterületek értékesítésével kapcsolatos intézkedésekről és egyes földrészletek beruházási célterületté nyilvánításáról
- 1567/2018. (XI. 10.) Korm. határozat A Modern Városok Program keretében a miskolctapolcai fürdő és környezetének fejlesztésével összefüggő intézkedésekről és a fejlesztéshez szükséges forrás biztosításáról
- 1568/2018. (XI. 10.) Korm. határozat A XLII. A költségvetés közvetlen bevételei és kiadásai és a XVII. Innovációs és Technológiai Minisztérium fejezetek közötti előirányzat-átcsoportosításról
- 1569/2018. (XI. 13.) Korm. határozat A kormányzati szektorba nem sorolt, 100%-os önkormányzati tulajdonban álló gazdasági társaságok adósságot keletkeztető ügyleteihez történő 2018. szeptemberi előzetes kormányzati hozzájárulásról
- 1570/2018. (XI. 13.) Korm. határozat Az önkormányzatok adósságot keletkeztető, valamint kezesség-, illetve garanciavállalásra vonatkozó ügyleteihez történő 2018. szeptemberi előzetes kormányzati hozzájárulásról
- 1571/2018. (XI. 13.) Korm. határozat A hatvani sport- és rendezvénycsarnok beruházás megvalósítása érdekében szükséges további intézkedésekről
- 1572/2018. (XI. 13.) Korm. határozat Debrecen Megyei Jogú Város Önkormányzatának kezességvállalásához való előzetes kormányzati hozzájárulásról
- 1573/2018. (XI. 15.) Korm. határozat Helyettes államtitkár felmentéséről
- 1574/2018. (XI. 15.) Korm. határozat Az egyes nem önálló külképviseletek nyitásával kapcsolatban egyes konzuli kerületek módosításáról és az ehhez kapcsolódó intézkedésekről
- 1575/2018. (XI. 15.) Korm. határozat A régészeti feladatellátás hosszú távú, átfogó, a Nemzeti Régészeti Stratégiát megalapozó új koncepciójáról
- 1576/2018. (XI. 15.) Korm. határozat A XLIII. Az állami vagyonnal kapcsolatos bevételek és kiadások fejezeten belüli előirányzat-átcsoportosításról
- 1577/2018. (XI. 15.) Korm. határozat A Modern Városok Program keretén belül a salgótarjáni Szent Lázár Megyei Kórház komplex fejlesztése megvalósításához szükséges támogatás biztosításáról
- 1578/2018. (XI. 15.) Korm. határozat A Szeged II. kerület, belterület 15453/10 helyrajzi számú ingatlan Állami Gondoskodásban Élő és Veszélyeztetett Fiatalok Támogatásáért Alapítvány részére versenyeztetés mellőzésével történő értékesítéséről
- 1579/2018. (XI. 15.) Korm. határozat Az Emberi Jogi Munkacsoportról szóló 1039/2012. (II. 22.) Korm. határozat módosításáról
- 1580/2018. (XI. 17.) Korm. határozat A kiemelt budapesti közösségi fejlesztések keretében az IKOP-3.1.0-15-2015-00001 azonosító számú („Az M3 metróvonal infrastruktúra rekonstrukciója” című) projekt támogatásának növeléséről, valamint az Integrált Közlekedésfejlesztési Operatív Program éves fejlesztési keretének megállapításáról szóló 1247/2016. (V. 18.) Korm. határozat módosításáról
- 1581/2018. (XI. 20.) Korm. határozat A Nemzet Sportolóinak javaslata alapján a Nemzet Sportolója cím adományozásáról
- 1582/2018. (XI. 20.) Korm. határozat A gödöllői uszoda beruházási program megvalósításáról, valamint a rendkívüli kormányzati intézkedésekre szolgáló tartalékból történő előirányzat-átcsoportosításról szóló 1525/2014. (IX. 18.) Korm. határozat módosításáról
- 1583/2018. (XI. 20.) Korm. határozat A Kenyai Köztársaság részére történő kötött segélyhitel felajánlásáról
- 1584/2018. (XI. 20.) Korm. határozat A Zöld-foki Köztársaság részére történő kötött segélyhitel felajánlásáról
- 1585/2018. (XI. 21.) Korm. határozat A Szatmári Római Katolikus Püspökség programjának finanszírozásához szükséges forrás biztosításáról
- 1586/2018. (XI. 21.) Korm. határozat A Magyarország Kormánya és Mongólia Kormánya között a nemzetközi közúti személy-szállításról és árufuvarozásról szóló Megállapodás szövegének végleges megállapítására adott felhatalmazásról
- 1587/2018. (XI. 22.) Korm. határozat A vízgazdálkodási tanácsokról
- 1588/2018. (XI. 22.) Korm. határozat Az Egészségbiztosítási Alap Gyógyító-megelőző ellátás céltartalék jogcím 2018. évi előirányzatáról történő átcsoportosításról, valamint a Gyógyító-megelőző ellátás, a Gyógyszertámogatás és a Gyógyászati segédeszköz támogatás jogcímcsoportok egyes előirányzatainak megemeléséről
- 1589/2018. (XI. 22.) Korm. határozat Az Országos Görpark Program megvalósításához szükséges intézkedésekről
- 1590/2018. (XI. 22.) Korm. határozat A Katasztrófavédelmi Koordinációs Tárcaközi Bizottság létrehozásáról, valamint szervezeti és működési rendjének meghatározásáról szóló 1150/2012. (V. 15.) Korm. határozat módosításáról
- 1591/2018. (XI. 22.) Korm. határozat A Közigazgatás- és Közszolgáltatás-fejlesztés Operatív Program éves fejlesztési keretének megállapításáról szóló 1004/2016. (I. 18.) Korm. határozat módosításáról
- 1592/2018. (XI. 22.) Korm. határozat A debreceni Észak-Nyugati Gazdasági Övezet kialakításával összefüggő közúti, vasúti és közmű infrastruktúra fejlesztések megvalósításáról, valamint a fejlesztésekkel összefüggő kormányhatározatok módosításáról
- 1593/2018. (XI. 22.) Korm. határozat A Debrecen Megyei Jogú Város Önkormányzatával a debreceni Észak-Nyugati Gazdasági Övezet kialakításához kapcsolódó intézkedésekről szóló együttműködési megállapodás megkötéséről
- 1594/2018. (XI. 22.) Korm. határozat Az Országos Intermodális Konténerterminál Hálózat létrehozásáról és üzemeltetéséről szóló 1532/2017. (VIII. 14.) Korm. határozat módosításáról
- 1595/2018. (XI. 22.) Korm. határozat A Debreceni Nemzetközi Repülőtér működtetésének kiegészítő támogatásáról
- 1596/2018. (XI. 22.) Korm. határozat A Központi Maradványelszámolási Alapból történő átcsoportosításról
- 1597/2018. (XI. 26.) Korm. határozat Az agrárpolitikai szakdiplomata álláshely 2018–2021. évi működtetéséhez szükséges forrás fejezetek közötti átcsoportosításáról
- 1598/2018. (XI. 26.) Korm. határozat Az Attila király emlékmű létrehozásáról
- 1599/2018. (XI. 26.) Korm. határozat A XLIII. Az állami vagyonnal kapcsolatos bevételek és kiadások fejezet terhére megvalósítandó előirányzat-átcsoportosításról
- 1600/2018. (XI. 26.) Korm. határozat A Miniszterelnökség fejezet címrendjének módosításáról
- 1601/2018. (XI. 26.) Korm. határozat A Magyarország 2018. évi központi költségvetéséről szóló 2017. évi C. törvény alapján a XI. Miniszterelnökség fejezet, 30. Fejezeti kezelésű előirányzatok cím, 5. Fővárosi és megyei kormányhivatalok peres ügyei alcím túllépésének jóváhagyásáról
- 1602/2018. (XI. 27.) Korm. határozat A téli rezsicsökkentésben korábban nem részesült, a vezetékes gáz- vagy távfűtéstől eltérő fűtőanyagot felhasználó háztartások egyszeri támogatásáról
- 1603/2018. (XI. 27.) Korm. határozat Az Országvédelmi Alapból történő átcsoportosításról, a fejezeti stabilitási tartalék előirányzat felhasználásáról, a Szociális célú nem állami humánszolgáltatások támogatása fejezeti kezelésű előirányzat túllépésének jóváhagyásáról és egyes kormányhatározatok módosításáról
- 1604/2018. (XI. 27.) Korm. határozat Az Országvédelmi Alapból történő előirányzat-átcsoportosításról, a rendkívüli kormányzati intézkedésekre szolgáló tartalékból történő előirányzat-átcsoportosításról és egyes kormányhatározatok módosításáról szóló 1276/2017. (V. 31.) Korm. határozat módosításáról
- 1605/2018. (XI. 27.) Korm. határozat A „Nyitott Kórházak” elnevezésű szíriai humanitárius kezdeményezés támogatásáról
- 1606/2018. (XI. 27.) Korm. határozat A Hőgyes–Schöpf-Merei Gyógyszerkutatási Centrum fejlesztése érdekében szükséges intézkedésekről
- 1607/2018. (XI. 27.) Korm. határozat A Magyar Nemzeti Múzeum kertrekonstrukciójával összefüggő többletforrás biztosításáról
- 1608/2018. (XI. 27.) Korm. határozat A Budai Vigadó felújításának lezárásához szükséges többletforrás biztosításáról
- 1609/2018. (XI. 27.) Korm. határozat A sportversenyek tiltott befolyásolása elleni nemzeti platformról
- 1610/2018. (XI. 27.) Korm. határozat Az egyes állami tulajdonban álló közlekedési központ zártkörűen működő részvénytársaságok támogatási kérelmeinek a GINOP-6.1.5-17 azonosító számú felhívásra történő benyújtásához való hozzájárulásról
- 1611/2018. (XI. 27.) Korm. határozat A Nemzeti Agrárkutatási és Innovációs Központtal összefüggésben a MAHOP-1.2-2017. azonosító számú, „Nyilvántartott halgazdálkodási vízterületek rehabilitációja, beleértve az ívási helyek fejlesztését és a vándorló halfajok vándorlási útvonalának biztosítását” című, gazdaságfejlesztést célzó projektek megvalósítására irányuló felhívására támogatási kérelem benyújtásához történő hozzájárulásról
- 1612/2018. (XI. 27.) Korm. határozat A KEHOP-2.1.1, a KEHOP-2.1.3 és a KEHOP-2.2.2 azonosító jelű felhívások keretében megvalósuló egyes projektek támogatásának növeléséről, valamint a Környezeti és Energiahatékonysági Operatív Program éves fejlesztési keretének megállapításáról szóló 1084/2016. (II. 29.) Korm. határozat módosításáról
- 1613/2018. (XI. 27.) Korm. határozat A KEHOP-2.2.2-15-2015-00031 azonosító számú [„Észak-Magyarországi szennyvízelvezetési és -kezelési fejlesztés 1. (ÉMO 1)” című] projekt támogatásának ismételt növeléséről, valamint a Környezeti és Energiahatékonysági Operatív Program éves fejlesztési keretének megállapításáról szóló 1084/2016. (II. 29.) Korm. határozat módosításáról
- 1614/2018. (XI. 27.) Korm. határozat A Terület- és Településfejlesztési Operatív Program 1., 2. és 4. prioritása keretében finanszírozott egyes projektek támogatásának növeléséről
- 1615/2018. (XI. 27.) Korm. határozat A Terület- és Településfejlesztési Operatív Program 1., 2., 3. és 4. prioritása keretében finanszírozott egyes projektek támogatásának növeléséről
- 1616/2018. (XI. 27.) Korm. határozat A Terület- és Településfejlesztési Operatív Program 1., 2., 3. és 4. prioritása keretében finanszírozott egyes projektek támogatásának növeléséről
- 1617/2018. (XI. 27.) Korm. határozat A Terület- és Településfejlesztési Operatív Program TOP-1.4.1-15 „A foglalkoztatás és az életminőség javítása családbarát, munkába állást segítő intézmények, közszolgáltatások fejlesztésével”, valamint TOP-3.1.1-15 „Fenntartható települési közlekedésfejlesztés” tárgyú felhívásokra benyújtott projektek támogatásának növeléséről
- 1618/2018. (XI. 27.) Korm. határozat A TOP-6.2.1-15-DE1-2016-00001 azonosító számú, „Nagyerdei óvoda felújítása” című projekt támogatásának növeléséről
- 1619/2018. (XI. 27.) Korm. határozat A Terület- és Településfejlesztési Operatív Program éves fejlesztési keretének megállapításáról szóló 1005/2016. (I. 18.) Korm. határozat módosításáról
- 1620/2018. (XI. 27.) Korm. határozat A Versenyképes Közép-Magyarország Operatív Program éves fejlesztési keretének megállapításáról szóló 1011/2016. (I. 20.) Korm. határozat módosításáról
- 1621/2018. (XI. 27.) Korm. határozat A 2007–2013 közötti programozási időszakban megvalósított közlekedési infrastruktúra fejlesztésével kapcsolatban felmerült, a műszakilag befejezett projektek zárásához szükséges forrás biztosításáról szóló 1583/2016. (X. 25.) Korm. határozat módosításáról
- 1622/2018. (XI. 27.) Korm. határozat A Magyarország Kormánya és Ukrajna Miniszteri Kabinetje között az Európai Közösség és Ukrajna között a személyek visszafogadásáról szóló, Luxembourgban, 2007. június 18. napján aláírt Megállapodás végrehajtásáról szóló Jegyzőkönyv szövegének végleges megállapítására adott felhatalmazásról
- 1623/2018. (XI. 29.) Korm. határozat Az Európai Tett és Védelem Liga (APLE – Action and Protection League of Europe) létrehozásáról
- 1624/2018. (XI. 29.) Korm. határozat Az „1000 év Erdélyben, 100 év Romániában” program folytatásáról
- 1625/2018. (XI. 29.) Korm. határozat Garanciához kapcsolódó állami készfizető kezesség nyújtásáról
- 1626/2018. (XI. 29.) Korm. határozat A Magyarország 2018. évi központi költségvetéséről szóló 2017. évi C. törvény alapján a XX. Emberi Erőforrások Minisztériuma fejezet 20. Fejezeti kezelésű előirányzatok cím, 2. Normatív finanszírozás alcím, 3. Köznevelési célú humánszolgáltatás és működési támogatás jogcímcsoport előirányzat túllépésének jóváhagyásáról
- 1627/2018. (XI. 29.) Korm. határozat A Központi Maradványelszámolási Alapból történő átcsoportosításról
- 1628/2018. (XI. 29.) Korm. határozat A 2019. évi Maccabi Európa Játékok Budapesten történő megrendezéséhez szükséges kormányzati intézkedésekről
- 1629/2018. (XI. 29.) Korm. határozat A 2022-ben Budapesten, Veszprémben, Szegeden és Debrecenben megrendezendő férfi kézilabda Európa-bajnoksághoz kapcsolódó egyes sportinfrastruktúra fejlesztések megvalósításával összefüggő feladatok ellátásáért felelős kormánybiztos kinevezéséről és feladatairól
- 1630/2018. (XI. 29.) Korm. határozat Cigánd Város sportinfrastruktúra-fejlesztési célú támogatása kapcsán szükséges intézkedésekről
- 1631/2018. (XI. 29.) Korm. határozat A Terror Háza Múzeumot és a TIT Budapesti Planetáriumot érintő fejlesztések előkészítésének a Beruházás Előkészítési Alapból történő támogatásáról szóló kormányhatározatok módosításáról
- 1632/2018. (XI. 29.) Korm. határozat A mexikói földrengés által sújtott Jézus Szíve templom és Tepoztlán-i kolostortemplom helyreállításáról és a földrengési károk enyhítéséről
- 1633/2018. (XI. 30.) Korm. határozat A 2021. évi „Egy a természettel” Nemzetközi Vadászati és Természeti Kiállítás és az ehhez kapcsolódó Rendezvénysorozat lebonyolításáért felelős kormánybiztos kinevezéséről és feladatairól

#### December (1634–1838)
- 1634/2018. (XII. 5.) Korm. határozat A Nemzeti Öttusa Központ létrehozásáról
- 1635/2018. (XII. 5.) Korm. határozat Az iskolai énektanulás kultúrájának megerősítése és a korszerű képzési körülmények teljes körű biztosítása érdekében egyes állami és egyházi köznevelési intézmények fejlesztéséről
- 1636/2018. (XII. 5.) Korm. határozat A Környezeti és Energiahatékonysági Operatív Program célkitűzéseinek a teljesítéséhez szükséges intézkedésekről, valamint a Környezeti és Energiahatékonysági Operatív Program éves fejlesztési keretének megállapításáról szóló 1084/2016. (II. 29.) Korm. határozat módosításáról
- 1637/2018. (XII. 5.) Korm. határozat A Környezet és Energia Operatív Program keretében finanszírozott egyes szakaszolt projekteknek a 2014–2020 programozási időszakban felmerült, igazolt összes kifizetett költségeinek a Környezeti és Energiahatékonysági Operatív Program terhére történő elszámolásáról
- 1638/2018. (XII. 5.) Korm. határozat A Terület- és Településfejlesztési Operatív Program 6. prioritása keretében finanszírozott egyes projektek támogatásának növeléséről
- 1639/2018. (XII. 5.) Korm. határozat A Modern Városok Program keretében az egységes arculat kialakításához szükséges forrásokra vonatkozó előirányzat-átcsoportosításáról
- 1640/2018. (XII. 5.) Korm. határozat A Budapest V. kerület, Alkotmány utca alatt megépítésre kerülő mélygarázs megvalósítása érdekében a Beruházás Előkészítési Alap alcím terhére történő előirányzat-átcsoportosításról szóló 1574/2017. (VIII. 28.) Korm. határozat módosításáról
- 1641/2018. (XII. 5.) Korm. határozat A gyulai Nicolae Bălcescu Román Gimnázium, Általános Iskola és Kollégium épületében bekövetkezett rendkívüli károk helyreállításának támogatásáról
- 1642/2018. (XII. 5.) Korm. határozat A MÁV-START Zrt. „EUROFIMA 11” szerződésszámú hitelének vissza-fizetéséről
- 1643/2018. (XII. 5.) Korm. határozat A veszprémi uszoda beruházás megvalósítása érdekében szükséges többlet-forrás biztosításáról
- 1644/2018. (XII. 5.) Korm. határozat A Modern Városok Program keretében Zalaegerszeg Városi Uszodafejlesztés megvalósításához szükséges többletforrás biztosításáról
- 1645/2018. (XII. 5.) Korm. határozat A 2019. évi Junior Tornász Világbajnokság megrendezése érdekében szükséges forrás biztosításáról
- 1646/2018. (XII. 6.) Korm. határozat A 2019. évi ITTF Asztalitenisz Egyéni Világbajnokság megrendezése érdekében szükséges kormányzati intézkedésekről
- 1647/2018. (XII. 6.) Korm. határozat Az államháztartásról szóló törvény végrehajtásáról szóló 368/2011. (XII. 31.) Korm. rendeletben meghatározott befizetési kötelezettség mértékének mérsékléséről
- 1648/2018. (XII. 6.) Korm. határozat A Makovecz Imre-életmű gondozásának folytatásáról és az ezzel összefüggő egyes kormányhatározatok módosításáról
- 1649/2018. (XII. 6.) Korm. határozat A Modern Városok Program keretében Kaposváron létesítendő, ipari befektetésekhez tervezett oktatási és innovációs műhely létrehozásához szükséges támogatás biztosításáról
- 1650/2018. (XII. 6.) Korm. határozat A Vasas Sport Club létesítmény-fejlesztési programja I. ütemének, valamint az Illovszky Rudolf Stadion újjáépítésének megvalósításához szükséges többletforrás biztosításával kapcsolatos intézkedésről
- 1651/2018. (XII. 6.) Korm. határozat Az egri Szent Antal Minorita templom és rendház további rekonstrukciója, korszerűsítése előkészítésének a Beruházás Előkészítési Alapból történő támogatásáról
- 1652/2018. (XII. 6.) Korm. határozat Magyarország nemzetközi katonai szerepvállalása növelési lehetőségeinek vizsgálatáról
- 1653/2018. (XII. 6.) Korm. határozat Az építészeti alkotásokra, műszaki létesítményekre és azok terveire vonatkozó szerzői jogi szabályozással összefüggő további teendőkről
- 1654/2018. (XII. 6.) Korm. határozat Az önkormányzatok adósságot keletkeztető, valamint kezesség-, illetve garanciavállalásra vonatkozó ügyleteihez történő 2018. októberi előzetes kormányzati hozzájárulásról
- 1655/2018. (XII. 6.) Korm. határozat A kormányzati szektorba nem sorolt, 100%-os önkormányzati tulajdonban álló gazdasági társaságok adósságot keletkeztető ügyleteihez történő 2018. októberi előzetes kormányzati hozzájárulásról
- 1656/2018. (XII. 6.) Korm. határozat A vízügyi igazgatási szervek 2018. május 1. és október 31. közötti időszakban, jogszabályi kötelezettség alapján végzett árvíz-, belvíz-, helyi vízkár- és vízminőség-védekezési tevékenységének, valamint a károsodott vízi-létesítmények, védművek helyreállításának finanszírozásáról
- 1657/2018. (XII. 6.) Korm. határozat A Nemzeti Közszolgálati Egyetemen megvalósuló, a jó kormányzást és a közigazgatás modernizációját szolgáló felsőoktatási képzés- és kutatásfejlesztési feladatok támogatásáról
- 1658/2018. (XII. 6.) Korm. határozat A Beruházás ösztönzési célelőirányzat megnevezésű fejezeti kezelésű előirányzat előirányzat-módosítás nélküli túllépésének engedélyezéséről
- 1659/2018. (XII. 6.) Korm. határozat A Modern Városok Program keretében a Veszprém Aréna bővítésének és korszerűsítésének megvalósításához szükséges intézkedésekről
- 1660/2018. (XII. 6.) Korm. határozat A kárpátaljai médiafejlesztési program 2019. évi működéséhez és technikai fejlesztéséhez szükséges forrás biztosításáról
- 1661/2018. (XII. 6.) Korm. határozat A Kárpát-medencei óvodafejlesztési program harmadik üteméről, az ahhoz szükséges források biztosításáról, valamint a Kárpát-medencei óvodafejlesztési program első és második üteméről szóló kormányhatározatok módosításáról
- 1662/2018. (XII. 6.) Korm. határozat A Tungsram Operations Kft. magyarországi nagybefektetővel való stratégiai együttműködési megállapodás megkötéséről
- 1663/2018. (XII. 6.) Korm. határozat A moszuli szír katolikus és szír ortodox érsekség projektjeinek támogatásáról
- 1664/2018. (XII. 6.) Korm. határozat Richárd Testvér Kongói Betegekért Alapítvány programjának támogatásáról
- 1665/2018. (XII. 10.) Korm. határozat Magyarország Európa Tanács Melletti Állandó Képviselete nagyköveti rezidenciájának elhelyezését szolgáló ingatlan megvásárlásával kapcsolatos intézkedésekről
- 1666/2018. (XII. 10.) Korm. határozat Az Egészségbiztosítási Alap Gyógyító-megelőző ellátás jogcímcsoport Összevont szakellátás jogcím 2019. évi előirányzatának megemeléséről és a sürgősségi betegellátásra vonatkozó hosszú távú koncepció kidolgozásáról
- 1667/2018. (XII. 10.) Korm. határozat A közösségi foglalkoztatók működésének biztosítása érdekében a XIV. Belügyminisztérium és a XI. Miniszterelnökség költségvetési fejezetek közötti előirányzat-átcsoportosításról
- 1668/2018. (XII. 10.) Korm. határozat A Magyarország 2018. évi központi költségvetéséről szóló 2017. évi C. törvény alapján a XVIII. Külgazdasági és Külügyminisztérium fejezet, 8. Központi kezelésű előirányzatok cím, 1. Vállalkozások folyó támogatása alcím, 1. Normatív támogatások jogcímcsoport, 1. Eximbank Zrt. kamatkiegyenlítése jogcím előirányzat túllépésének jóváhagyásáról
- 1669/2018. (XII. 10.) Korm. határozat A Magyar Falu Program keretében megvalósuló egyes programelemekkel összefüggő intézkedések végrehajtásáról, valamint azok 2019. évben szükséges támogatásáról
- 1670/2018. (XII. 10.) Korm. határozat A Bethlen Gábor Alapkezelő Nonprofit Zrt. működési célú kiadásainak fedezete céljából a XX. Emberi Erőforrások Minisztériuma fejezet, a XI. Miniszterelnökség fejezet és a LXV. Bethlen Gábor Alap fejezet közötti előirányzat-átcsoportosításról
- 1671/2018. (XII. 10.) Korm. határozat A Gyermek és Ifjúsági Alapprogram Tanácsáról szóló 1292/2012. (VIII. 13.) Korm. határozat módosításáról
- 1672/2018. (XII. 13.) Korm. határozat Az Egészséges Budapest Program Észak-Közép-budai Centrum, Új Szent János Kórház és Szakrendelő létrehozásával kapcsolatos feladatokról
- 1673/2018. (XII. 13.) Korm. határozat Az Egészségbiztosítási Alap Gyógyító-megelőző ellátás jogcímcsoport Célelőirányzatok jogcím előirányzatának megemeléséről és egyéb intézkedésről
- 1674/2018. (XII. 13.) Korm. határozat A Zrínyi 2026 Honvédelmi és Haderőfejlesztési Program keretében megvalósuló, a Telepíthető sebészeti ellátó (Role-2) képesség fejlesztése érdekében kialakításra kerülő Role-2 egészségügyi ellátó létesítmény beszerzésével kapcsolatos feladatokról
- 1675/2018. (XII. 13.) Korm. határozat A 2021. évi „Egy a természettel” Nemzetközi Vadászati és Természeti Kiállítás és az ehhez kapcsolódó Rendezvénysorozat Szervező Bizottságának létrehozásáról
- 1676/2018. (XII. 13.) Korm. határozat A 2021. évi „Egy a természettel” Nemzetközi Vadászati és Természeti Kiállítás és az ehhez kapcsolódó Rendezvénysorozat előkészítéséhez szükséges intézkedésekről és a megvalósításához szükséges források biztosításáról
- 1677/2018. (XII. 13.) Korm. határozat A járműipari tesztpálya-projekt második szakaszának megvalósításához szükséges forrásbiztosításról
- 1678/2018. (XII. 13.) Korm. határozat A Debrecen megyei jogú város külterületén található földrészletek beruházási célterületté nyilvánításáról szóló 1147/2018. (III. 26.) Korm. határozat módosításáról
- 1679/2018. (XII. 15.) Korm. határozat Az International Center for Settlement Of Investment Disputes előtt indított eljárásban történő perképviselet ellátásához szükséges forrás biztosításáról
- 1680/2018. (XII. 15.) Korm. határozat A környezetvédelmi termékdíjköteles termékekből keletkező hulladékok gyűjtésének, kezelésének és fejlesztésének finanszírozásához szükséges intézkedésekről
- 1681/2018. (XII. 15.) Korm. határozat A Magyarország 2018. évi központi költségvetéséről szóló 2017. évi C. törvény alapján a XVII. Innovációs és Technológiai Minisztérium fejezet, 20. Fejezeti kezelésű előirányzatok cím, 65. Munkaerőpiaci és képzési feladatok alcím, 1. Szakképzési Centrumok által ellátott felnőtt oktatási tevékenység finanszírozása jogcímcsoport előirányzat túllépésének jóváhagyásáról
- 1682/2018. (XII. 15.) Korm. határozat A Lechner Tudásközpont Területi, Építészeti és Informatikai Nonprofit Korlátolt Felelősségű Társaság hosszú távú elhelyezésének biztosítása érdekében szükséges intézkedésekről
- 1683/2018. (XII. 15.) Korm. határozat A LIFE integrált projektek megvalósításához szükséges költségvetési feltételek megteremtéséről, valamint a LIFE integrált és hagyományos projektek megvalósításához szükséges költségvetési feltételek megteremtéséről szóló 1072/2017. (II. 10.) Korm. határozat végrehajtása során alkalmazandó eltérő rendelkezésekről
- 1684/2018. (XII. 17.) Korm. határozat Az egészségügyi szakdolgozók és védőnők 2019–2022. évekre vonatkozó bérfejlesztéséről
- 1685/2018. (XII. 17.) Korm. határozat A Nemzeti Oltóanyaggyár megvalósításának előkészítéséhez kapcsolódó feladatokról
- 1686/2018. (XII. 17.) Korm. határozat A Nemzeti Tehetség Program végrehajtásának 2019–2020. évi cselekvési programjáról
- 1687/2018. (XII. 17.) Korm. határozat Az Európai Unió Régiók Bizottsága Nemzeti Delegáció tagjainak és póttagjainak jelöléséről
- 1688/2018. (XII. 17.) Korm. határozat A 2019. évi határátlépéssel járó csapatmozgások engedélyezéséről
- 1689/2018. (XII. 17.) Korm. határozat A Zrínyi 2026 Honvédelmi és Haderőfejlesztési Program kiemelt humánpolitikai célkitűzéseinek megvalósítását szolgáló egyes intézkedésekről
- 1690/2018. (XII. 17.) Korm. határozat A honvédelmi, rendvédelmi, nemzetbiztonsági, valamint egyéb állami fegyveres szervek hazai gyártású kézi lőfegyverrel való ellátásáról
- 1691/2018. (XII. 17.) Korm. határozat A pénzmosás és terrorizmus finanszírozása elleni nemzeti kockázatértékelés felülvizsgálata eredményeképp megfogalmazott intézkedésekről
- 1692/2018. (XII. 17.) Korm. határozat A terrorellenes feladatok megvalósításához szükséges létszámfejlesztés finanszírozásáról
- 1693/2018. (XII. 17.) Korm. határozat A kiemelt budapesti közösségi fejlesztések keretében a fővárosi közúthálózat fejlesztésének egyes elemeiről
- 1694/2018. (XII. 17.) Korm. határozat A 2019. évi Felnőtt Öttusa Világbajnokság és Laser Run Világbajnokság megrendezése érdekében szükséges kormányzati intézkedésekről
- 1695/2018. (XII. 17.) Korm. határozat A hazai pályakerékpáros edzőcsarnokok megvalósítását célzó beruházások támogatásáról
- 1696/2018. (XII. 17.) Korm. határozat Az intermodális csomópont projektek megvalósításához szükséges intézkedésekről
- 1697/2018. (XII. 17.) Korm. határozat A települési önkormányzat támogatásáról, egyes települési önkormányzatok támogatását érintő kormányhatározatok módosításáról és intézmény átadás-átvételhez kapcsolódó fejezetek közötti előirányzat-átcsoportosításról
- 1698/2018. (XII. 17.) Korm. határozat Az autóbusszal végzett személyszállítási közszolgáltatások finanszírozásának időszerű feladatairól
- 1699/2018. (XII. 17.) Korm. határozat Az irodalmi művek és a kottában rögzített zeneművek elektronikus haszonkölcsönzése után járó jogdíjak biztosítása céljából történő forrásbiztosításról
- 1700/2018. (XII. 17.) Korm. határozat A Magyar Nemzeti Filmarchívumban és a Médiaszolgáltatás-támogató és Vagyonkezelő Alap Archívumában őrzött audiovizuális kulturális javak analóg állományának egységes elhelyezését szolgáló raktározással összefüggő forrásbiztosításról
- 1701/2018. (XII. 17.) Korm. határozat A magyarországi cserkészet támogatásáról
- 1702/2018. (XII. 17.) Korm. határozat A Nemzeti Kastélyprogram részét képező szabadkígyósi Wenckheim-kastély és a Nemzeti Várprogram részét képező egri vár állagmegóvó munkáihoz szükséges forrás rendelkezésre állásáról
- 1703/2018. (XII. 17.) Korm. határozat Az Emberi Erőforrások Minisztériuma fenntartásában működő, egyes országos közgyűjtemények vidéki elhelyezéséről és az általuk nyújtott vidéki szolgáltatások fejlesztéséről
- 1704/2018. (XII. 17.) Korm. határozat A Modern Városok Program keretében a Tatabányán megvalósuló multifunkcionális csarnok megvalósítása érdekében a 2018. évben szükséges forrásigény átcsoportosításáról
- 1705/2018. (XII. 17.) Korm. határozat A Modern Városok Program keretében a Németh László Gimnázium, Általános Iskola felújítása és bővítése beruházásának megvalósítása érdekében Hódmezővásárhely Megyei Jogú Város Önkormányzata részére történő támogatás biztosításáról
- 1706/2018. (XII. 17.) Korm. határozat A Pécsi Árpád Fejedelem Gimnázium és Általános Iskola épületének felújításához szükséges forrás biztosításáról
- 1707/2018. (XII. 17.) Korm. határozat A TOP-6.1.5-15-KA1-2016-00002 azonosító számú („Kaposvár, Közép-észak-nyugati iparterület közvetlen gyűjtő utak és bekötőút gazdaságélénkítő infrastruktúra fejlesztése” című) projekt támogatásának növeléséről
- 1708/2018. (XII. 17.) Korm. határozat A TOP-6.6.1-15-PC1-2016-00001 azonosító számú („Kertvárosi rendelő kialakítása” című) és a TOP-6.3.2-15-TB1-2016-00001 azonosító számú („A városközpont és Dózsakert közösségi tereinek rekonstrukciója” című) projekt támogatásának növeléséről
- 1709/2018. (XII. 17.) Korm. határozat A „Közvetítői szerződés pénzügyi közvetítői szolgáltatások nyújtására a GINOP-8.2.7-18 Digitális Jólét Pénzügyi Program Tőkeprogram végrehajtásának biztosítása érdekében” tárgyú közbeszerzési eljárás ajánlati felhívása és az ahhoz kapcsolódó közbeszerzési ajánlattételi dokumentáció jóváhagyásáról
- 1710/2018. (XII. 17.) Korm. határozat A kárpátaljai egyházi líceumok működéséhez szükséges forrás biztosításáról
- 1711/2018. (XII. 17.) Korm. határozat Az Európai Unió egyes tagállamainak kormányai közötti beruházások ösztönzéséről és kölcsönös védelméről szóló kétoldalú megállapodások felmondásáról szóló megállapodás létrehozására adott felhatalmazásról
- 1712/2018. (XII. 17.) Korm. határozat A költségvetési szervek és az egyházi jogi személyek foglalkoztatottjainak 2018. évi kompenzációjához nyújtott támogatással összefüggő előirányzat-átcsoportosításról
- 1713/2018. (XII. 17.) Korm. határozat A felsőoktatási intézmények alaptevékenysége finanszírozásával összefüggő többlettámogatás biztosításáról
- 1714/2018. (XII. 17.) Korm. határozat A hulladékgazdálkodási közszolgáltatási rendszer finanszírozása érdekében szükséges előirányzat-átcsoportosításról
- 1715/2018. (XII. 17.) Korm. határozat Az okos város központi platformszolgáltatás létrehozásához kapcsolódó költségek biztosításáról
- 1716/2018. (XII. 17.) Korm. határozat A XI. Miniszterelnökség és a XX. Emberi Erőforrások Minisztériuma költségvetési fejezetek közötti előirányzat-átcsoportosításról
- 1717/2018. (XII. 17.) Korm. határozat A Modern Városok Program keretében Békéscsaba komplex energetikai programjának megvalósítása érdekében támogatás biztosításáról szóló 1802/2017. (IX. 8.) Korm. határozat módosításáról
- 1718/2018. (XII. 17.) Korm. határozat A Göd város területén megvalósuló erdőtelepítési feladatok támogatásáról
- 1719/2018. (XII. 17.) Korm. határozat A Bibó István Szakkollégium épületének berendezéséhez szükséges intézkedésekről és források biztosításáról
- 1720/2018. (XII. 17.) Korm. határozat A Müpa Budapest Nonprofit Kft. szakmai feladatai ellátásának támogatásáról
- 1721/2018. (XII. 18.) Korm. határozat A NATO Iraki Missziójában történő magyar katonai szerepvállalásról
- 1722/2018. (XII. 18.) Korm. határozat A nemzeti egészségügyi programokról, valamint az azokhoz kapcsolódó, a 2019–2022. évekre vonatkozó szakpolitikai programokról
- 1723/2018. (XII. 18.) Korm. határozat A 2019. évben kedvezményes villamos energia felhasználásra jogosult költségvetési intézmények kijelöléséről
- 1724/2018. (XII. 18.) Korm. határozat  Magyarország konzuli szolgálatának igénybe vétele esetén felmerülő ügyfél-várakozási idő csökkentése, illetve a schengeni vízumeljárás versenyképességet javító fejlesztése érdekében szükséges intézkedésekről
- 1725/2018. (XII. 18.) Korm. határozat Magyarország GMO-mentességét és élelmiszerbiztonságát garantáló környezet kialakításáról
- 1726/2018. (XII. 18.) Korm. határozat Az UEFA 2020 labdarúgó Európa-bajnokság budapesti mérkőzéseinek megrendezéséhez szükséges egyes intézkdésekről
- 1727/2018. (XII. 18.) Korm. határozat A nagy nemzetközi teniszversenyek megrendezésére alkalmas teniszközpont létrehozásának előkészítésével kapcsolatos intézkedésekről
- 1728/2018. (XII. 18.) Korm. határozat Az útdíjszedési és ellenőrzési rendszerek fejlesztéséhez és működtetéséhez szükséges 2018. évi finanszírozás biztosításáról
- 1729/2018. (XII. 18.) Korm. határozat A helyközi autóbusz-közlekedés közszolgáltatásának pályáztatásához szükséges intézkedésekről
- 1730/2018. (XII. 18.) Korm. határozat Az „Ovis labdaprogram” megvalósítása érdekében szükséges kormányzati intézkedésekről
- 1731/2018. (XII. 18.) Korm. határozat A kiemelt kerékpáros útvonalak fejlesztésének finanszírozásáról
- 1732/2018. (XII. 18.) Korm. határozat A csengeri ipari parkhoz kapcsolódó infrastrukturális fejlesztés megvalósításáról
- 1733/2018. (XII. 18.) Korm. határozat A Romhány község külterületén fekvő földrészlet beruházási célterületté nyilvánításáról
- 1734/2018. (XII. 18.) Korm. határozat A Nemzeti Közszolgálati Egyetem Víztudományi Kar bajai campusának fejlesztéséről
- 1735/2018. (XII. 18.) Korm. határozat A Szent László lovagkirály-zarándokút intézményes kereteinek megteremtéséről és a kapcsolódó célkitűzések megvalósításáról
- 1736/2018. (XII. 18.) Korm. határozat A magyarországi napelemes beruházások fejlesztéséhez szükséges intézkedésekről szóló 2125/2017. (XII. 29.) Korm. határozat hatályon kívül helyezéséről
- 1737/2018. (XII. 18.) Korm. határozat A Magyar Vakok és Gyengénlátók Országos Szövetsége kiegészítő támogatásáról szóló 1515/2018. (X. 17.) Korm. határozattal biztosított forrás felhasználásáról
- 1738/2018. (XII. 18.) Korm. határozat A KEHOP-2.1.1., a KEHOP-2.1.2., a KEHOP-2.1.3. és a KEHOP-2.2.2. azonosító jelű felhívások keretében megvalósuló egyes projektek 15%-ot meghaladó költségnövekményeinek jóváhagyásáról, valamint a Környezeti és Energiahatékonysági Operatív Program éves fejlesztési keretének megállapításáról szóló 1084/2016. (II. 29.) Korm. határozat módosításáról
- 1739/2018. (XII. 20.) Korm. határozat A Téry Ödön Nemzeti Turistaház-fejlesztési Program módosításával kapcsolatos intézkedésekről
- 1740/2018. (XII. 20.) Korm. határozat A Magyarországot népszerűsítő nemzetközi kulturális produkciók 2019. évi megrendezéséről és finanszírozásának támogatásáról
- 1741/2018. (XII. 20.) Korm. határozat Az egyes nemzetközi pénzügyi intézményeknél a Magyarországot képviselő kormányzótanácsi tagok kinevezéséről és visszahívásáról
- 1742/2018. (XII. 20.) Korm. határozat A Magyar–Horvát Kisebbségi Vegyes Bizottság XIV. ülésén fenntartott és elfogadott ajánlások jóváhagyásáról
- 1743/2018. (XII. 20.) Korm. határozat Magyarország egyes területei közötti gazdasági egyenlőtlenség csökkentéséről
- 1744/2018. (XII. 20.) Korm. határozat Az anyakönyvi kivonatokhoz kapcsolódó uniós formanyomtatványoknak az elektronikus anyakönyvi nyilvántartásban történő kiállítása érdekében az elektronikus anyakönyvi nyilvántartási rendszer és az elektronikus ügyintézési felület fejlesztéséhez szükséges pénzügyi források biztosításáról
- 1745/2018. (XII. 20.) Korm. határozat Az arcképmás felvétel készítése során egységes informatikai és irodatechnikai eszközök alkalmazásával kapcsolatos feladatok ellátásához szükséges források biztosításáról
- 1746/2018. (XII. 20.) Korm. határozat A Határtalanul! program átadás-átvételéről és a fejezetek közötti előirányzat-átcsoportosításról
- 1747/2018. (XII. 20.) Korm. határozat A Széchenyi Kártya Program egyes konstrukciói támogatásának folytatásáról
- 1748/2018. (XII. 20.) Korm. határozat Fejezetek közötti és fejezeten belüli előirányzat-átcsoportosításokról
- 1749/2018. (XII. 20.) Korm. határozat A XI. Miniszterelnökség és a XIV. Belügyminisztérium költségvetési fejezetek közötti beruházási előirányzat-átcsoportosításról, valamint a működtetési kiadásoknak a XIV. Belügyminisztérium fejezet részére tartós jelleggel történő biztosításáról
- 1750/2018. (XII. 20.) Korm. határozat A XV. Pénzügyminisztérium fejezet és a XI. Miniszterelnökség, valamint a XII. Agrárminisztérium fejezet közötti előirányzat-átcsoportosításról
- 1751/2018. (XII. 20.) Korm. határozat A XX. Emberi Erőforrások Minisztériuma fejezet, 20. Fejezeti kezelésű előirányzatok cím, 30. Társadalmi, civil és nonprofit szervezetek működési támogatása alcím, 23. Kulturális társadalmi, civil és nonprofit szervezetek jogcímcsoport, 6. Rákóczi Szövetség támogatása jogcím címrendi besorolásának megváltoztatásáról
- 1752/2018. (XII. 20.) Korm. határozat A pártalapítványok tartalékának átcsoportosításáról
- 1753/2018. (XII. 20.) Korm. határozat A Magyar Posta Zártkörűen Működő Részvénytársaság által az állam részére nyújtott egyes szolgáltatások ellentételezéséhez szükséges forrás biztosításáról
- 1754/2018. (XII. 20.) Korm. határozat A Keszthelyi magyar nagyfehér hússertés génmegőrzése című projekt megvalósításához szükséges forrás biztosításáról
- 1755/2018. (XII. 20.) Korm. határozat Állami tulajdonban álló ingatlan Budapest Főváros II. Kerületi Önkormányzata részére ingyenesen történő tulajdonba adásáról
- 1756/2018. (XII. 20.) Korm. határozat Az esztergomi Nagyboldogasszony és Szent Adalbert Főszékesegyház rekonstrukciójának további támogatásához szükséges kormányzati intézkedésekről
- 1757/2018. (XII. 20.) Korm. határozat A Trianon Múzeum Alapítvány múzeumfejlesztési programjának, ingatlanfejlesztésének, valamint működésének támogatásáról
- 1758/2018. (XII. 20.) Korm. határozat A Magyar Állami Operaház működési költségeinek kiegészítő támogatásáról
- 1759/2018. (XII. 20.) Korm. határozat A Modern Városok Program keretében a Liszt Ferenc Zeneművészeti Egyetem kecskeméti Kodály Zoltán Zenepedagógiai Intézet fejlesztésére irányuló beruházás megvalósítása érdekében szükséges ingatlanszerzéshez történő támogatás biztosításáról
- 1760/2018. (XII. 20.) Korm. határozat A Budapesti Corvinus Egyetem új kollégiuma megvalósításához és az új működési modell szerinti működésre történő felkészüléséhez szükséges támogatás biztosításáról
- 1761/2018. (XII. 20.) Korm. határozat A „Magyarországi nyaralóhajózás alapjainak és hátterének megteremtésével kapcsolatos program” megvalósításához szükséges további intézkedésekről
- 1762/2018. (XII. 20.) Korm. határozat' A szociális intézményi férőhely-kiváltás folyamatához kapcsolódó forrás biztosításáról szóló 1716/2017. (X. 3.) Korm. határozatban foglaltak végrehajtásáról
- 1763/2018. (XII. 20.) Korm. határozat A kóser zöldségtermesztéssel és -feldolgozással kapcsolatos fejlesztések előkészítéséhez szükséges forrás biztosításáról szóló 1903/2017. (XII. 5.) Korm. határozat módosításáról
- 1764/2018. (XII. 20.) Korm. határozat A Nemzeti Népegészségügyi Stratégiához kapcsolódó egészségügy ágazati szakpolitikai program 2017. és 2018. évre vonatkozó intézkedései I. üteméről szóló 1234/2017. (IV. 28.) Korm. határozat, valamint a Nemzeti Népegészségügyi Stratégiához kapcsolódó egészségügyi ágazati szakpolitikai program 2017. és 2018. évre vonatkozó intézkedéseinek részeként megvalósuló, a keringési betegségek megelőzését célzó komplex programról szóló 2092/2017. (XII. 28.) Korm. határozat módosításáról
- 1765/2018. (XII. 20.) Korm. határozat A Magyar Köztársaság Kormánya, Románia Kormánya, a Szlovák Köztársaság Kormánya és Ukrajna Kormánya között a többnemzetiségű műszaki zászlóalj létrehozásáról szóló Megállapodás Jegyzőkönyve szövegének végleges megállapítására adott felhatalmazásról
- 1766/2018. (XII. 20.) Korm. határozat Az egyes belügyi tárgyú és más kapcsolódó törvények módosításáról szóló törvényben szereplő egyes feladatok végrehajtásához szükséges források biztosításáról
- 1767/2018. (XII. 21.) Korm. határozat A Hungary Helps Program megvalósításával kapcsolatos feladatokról
- 1768/2018. (XII. 21.) Korm. határozat A gyermekek otthongondozási díjának, valamint az ápolási díj összegének a 2020–2022. években megvalósuló emeléséről
- 1769/2018. (XII. 21.) Korm. határozat Az „ITU Telecom World 2019” világkonferencia szervezési és pénzügyi feltételeinek biztosításához szükséges feladatokról
- 1770/2018. (XII. 21.) Korm. határozat A nemzetközi klímafinanszírozásban való állandó magyar részvételről, valamint ennek keretében a Nyugat-Balkáni Zöld Alap Projekt első fázisaként létrehozandó Nyugat-Balkáni Zöld Központ Nonprofit Korlátolt Felelősségű Társaság megalapításáról és a Projekt második fázisaként létrehozandó multidonor alap koncepciójáról
- 1771/2018. (XII. 21.) Korm. határozat A Duna védelmére és fenntartható használatára irányuló együttműködésről szóló Egyezmény 2019. évi elnökségi feladatainak ellátásával kapcsolatos események megrendezéséről és az ehhez szükséges források biztosításáról
- 1772/2018. (XII. 21.) Korm. határozat Az új Nemzeti Energiastratégia megalapozását szolgáló döntésekről
- 1773/2018. (XII. 21.) Korm. határozat Az egészségügyi alapellátás 2019–2022. évekre vonatkozó szakpolitikai programjának kidolgozásáról és az ahhoz kapcsolódó intézkedési tervről
- 1774/2018. (XII. 21.) Korm. határozat A Semmelweis XXI. Fejlesztési Projekthez kapcsolódó intézkedésekről
- 1775/2018. (XII. 21.) Korm. határozat A Közlekedési Alkalmassági és Vizsgaközponttal kapcsolatos feladatokról
- 1776/2018. (XII. 21.) Korm. határozat A Beruházási Ügynökség által vállalható kötelezettségek felső korlátjáról
- 1777/2018. (XII. 21.) Korm. határozat A Beruházási Ügynökség 2019. évi működési költségéhez szükséges forrás biztosításáról
- 1778/2018. (XII. 21.) Korm. határozat A kezességvállalási díjak költségvetési támogatásának összegéről
- 1779/2018. (XII. 21.) Korm. határozat Az állami adó- és vámhatóság feladat- és hatáskörébe kerülő végrehajtási ügyek ellátásához kapcsolódó kötelezettségvállalásról és a központi költségvetést megillető fizetési kötelezettségek egységes és országos nyilvántartásának kialakítására vonatkozó határidő módosításáról, valamint a megvalósítás érdekében az állami adó- és vámhatóság által a 2019. évben teljesítendő feladatokról
- 1780/2018. (XII. 21.) Korm. határozat Az Egészségbiztosítási Alap Gyógyító-megelőző ellátás céltartalék jogcím előirányzatról történő átcsoportosításról
- 1781/2018. (XII. 21.) Korm. határozat A XI. Miniszterelnökség fejezet és a XV. Pénzügyminisztérium fejezet közötti előirányzat-átcsoportosításról
- 1782/2018. (XII. 21.) Korm. határozat Az IMIR 2014–2020 informatikai rendszer finanszírozásához szükséges intézkedésekről
- 1783/2018. (XII. 21.) Korm. határozat Az intézményi garanciarendszer addicionális finanszírozásának növeléséhez szükséges intézkedésekről
- 1784/2018. (XII. 21.) Korm. határozat A fejlesztéspolitikai intézményrendszer Európai Unió felé el nem számolható költségeinek új típusú finanszírozásáról
- 1785/2018. (XII. 21.) Korm. határozat Az EFOP-2.4.1-16-2017-00004 azonosító számú („Lehetőségek egy jobb élethez – Lakhatási körülmények javítása Eperjeskén” című) projekt tekintetében a költségek ingatlanvásárlás költségtípusra történő átcsoportosításáról, valamint a felhívásban meghatározott elszámolható költségtípusok mértékének együttes összege túllépéséhez történő hozzájárulásról
- 1786/2018. (XII. 21.) Korm. határozat Az állami tulajdonban álló KMKK Középkelet-magyarországi Közlekedési Központ Zártkörűen működő Részvénytársaság és az Észak-magyarországi Közlekedési Központ Zártkörűen működő Részvénytársasággal összefüggésben a GINOP-6.1.5-17 azonosító számú („Munkahelyi képzések támogatása nagyvállalatok munkavállalói számára” című) gazdaságfejlesztést célzó projekt megvalósítására irányuló felhívásra támogatási kérelem benyújtásához történő hozzájárulásról
- 1787/2018. (XII. 21.) Korm. határozat A KÖFOP-3.2.1-16-2016-00001 azonosító számú („Az Audit Hatóság által végzett ellenőrzések színvonalának fenntartása” című) projekt támogatásának ismételt növeléséről, valamint a Közigazgatás- és Közszolgáltatás-fejlesztés Operatív Program éves fejlesztési keretének megállapításáról szóló 1004/2016. (I. 18.) Korm. határozat módosításáról
- 1788/2018. (XII. 21.) Korm. határozat A Terület- és Település-fejlesztési Operatív Program 1. és 3. prioritása keretében finanszírozott egyes projektek támogatásának növeléséről
- 1789/2018. (XII. 21.) Korm. határozat A Terület- és Település-fejlesztési Operatív Program 1., 2. és 3. prioritása keretében finanszírozott egyes projektek támogatásának növeléséről
- 1790/2018. (XII. 21.) Korm. határozat A TOP-6.1.5-16-DE1-2017-00005 azonosító számú („Debrecen déli gazdasági övezet elérhetőségének javítása” című) projekt támogatásának növeléséről
- 1791/2018. (XII. 21.) Korm. határozat A Debreceni Egyetem támogatási kérelmének a VP4-11.1.-11.2.-18. azonosító számú, „Ökológiai gazdálkodásra történő áttérés, ökológiai gazdálkodás fenntartása” című, gazdaságfejlesztést célzó projektek megvalósítására irányuló felhívásra történő benyújtásához való hozzájárulásról
- 1792/2018. (XII. 21.) Korm. határozat A Magyar Falu Program részeként ütemezetten megvalósuló, kistelepüléseket érintő útfelújításokról
- 1793/2018. (XII. 21.) Korm. határozat A Szíriában megvalósítandó magyar–lengyel közös humanitárius projekt pénzügyi forrásának biztosításáról
- 1794/2018. (XII. 21.) Korm. határozat A Davis Kupa világcsoport rájátszás 2018. évi magyarországi rendezésének támogatása érdekében szükséges kormányzati intézkedésekről
- 1795/2018. (XII. 21.) Korm. határozat A Nemzeti Korcsolyázó Központ megvalósításához szükséges további intézkedésekről, valamint a beruházás előkészítésének a Beruházás Előkészítési Alapból történő támogatásáról
- 1796/2018. (XII. 21.) Korm. határozat A külhoni magyar felsőoktatás fejlesztését és a magyar oktatók elhelyezését szolgáló ingatlanokkal kapcsolatos beruházásokhoz szükséges támogatás biztosításáról
- 1797/2018. (XII. 21.) Korm. határozat A Modern Városok Program keretében megvalósuló egyes beruházások megvalósítása érdekében szükséges forrás-átcsoportosításról
- 1798/2018. (XII. 21.) Korm. határozat A Modern Városok Program keretében Szeged megyei jogú város tömegközlekedése elektromos alapra helyezésének megvalósítása érdekében történő támogatás biztosításáról
- 1799/2018. (XII. 21.) Korm. határozat A Balatoni Halászati Zártkörűen Működő Részvénytársaság vagyoni és jogi helyzetének rendezéséről
- 1800/2018. (XII. 21.) Korm. határozat A hazai vízgazdálkodás öntözési célt szolgáló fejlesztési javaslatairól szóló 1426/2018. (IX. 10.) Korm. határozat végrehajtásával összefüggő intézkedésekről
- 1801/2018. (XII. 21.) Korm. határozat Az Andrássy Emlékmúzeum megvalósításának előkészítéséhez szükséges intézkedésekről
- 1802/2018. (XII. 21.) Korm. határozat A Csata Diáksport Egyesület szakmai programjának megvalósítása érdekében szükséges kormányzati intézkedésekről
- 1803/2018. (XII. 21.) Korm. határozat A Ceglédi Kézilabda Klub Sport Egyesület további működéséhez szükséges forrás biztosításáról
- 1804/2018. (XII. 21.) Korm. határozat A Fényeslitke–Komoró intermodális közforgalmú ipari-logisztikai területen tervezett beruházás kapcsán szükséges egyes intézkedésekről szóló 1389/2016. (VII. 21.) Korm. határozat visszavonásáról
- 1805/2018. (XII. 21.) Korm. határozat A Magyarország Kormánya és Dunaújváros Megyei Jogú Város Önkormányzata közötti együttműködési megállapodás végrehajtásával összefüggő feladatokról szóló 1394/2016. (VII. 21.) Korm. határozat módosításáról, valamint a Modern Városok Program keretében a dunaújvárosi Intercisa Múzeum új helyen történő elhelyezését, valamint a múzeum által jelenleg használt épület szállodai célra történő átalakítását célzó beruházás érdekében támogatás biztosításáról szóló 1829/2017. (XI. 9.) Korm. határozat visszavonásáról
- 1806/2018. (XII. 23.) Korm. határozat A fejezetek közötti és fejezeten belüli előirányztat-átcsoportosításokról, a 2017. évi költségvetési maradványok egy részének felhasználásáról, valamint egyes kormányhatározatok módosításáról
- 1807/2018. (XII. 23.) Korm. határozat A fejezetek közötti és fejezeten belüli előirányzat-átcsoportosításokról, valamint az Egészségbiztosítási Alap Gyógyító-megelőző ellátás jogcímcsoport Összevont szakellátás jogcím előirányzatának megemeléséről
- 1808/2018. (XII. 23.) Korm. határozat A fejezetek közötti és fejezeten belüli előirányzat-átcsoportosításokról
- 1809/2018. (XII. 23.) Korm. határozat Az egyes feladatok forrásszükségletének biztosításáról
- 1810/2018. (XII. 23.) Korm. határozat Határon túli célú költségvetési támogatások biztosításáról
- 1811/2018. (XII. 23.) Korm. határozat Egyházi célú támogatások biztosításáról
- 1812/2018. (XII. 23.) Korm. határozat Az önkormányzatok adósságot keletkeztető, valamint kezesség-, illetve garanciavállalásra vonatkozó ügyleteihez történő előzetes kormányzati hozzájárulásról
- 1813/2018. (XII. 23.) Korm. határozat A kormányzati szektorba nem sorolt, 100%-os önkormányzati tulajdonban álló gazdasági társaságok adósságot keletkeztető ügyleteihez történő előzetes kormányzati hozzájárulásról
- 1814/2018. (XII. 27.) Korm. határozat Az Egészségügyi Világszervezet Dohányzás-ellenőrzési Keretegyezményének 21. cikke szerinti jelentés jóváhagyásáról
- 1815/2018. (XII. 27.) Korm. határozat A 2019. évi FINA Női Vízilabda Világliga Szuperdöntő megrendezése érdekében szükséges kormányzati intézkedésekről
- 1816/2018. (XII. 27.) Korm. határozat A 2019-es külföldi magyar kulturális évadok Dél-Koreában, Izraelben, Japánban, valamint a Kínai Népköztársaságban történő megrendezéséről és finanszírozásáról
- 1817/2018. (XII. 27.) Korm. határozat A World Robot Olympiad 2019. nemzetközi verseny döntőjének magyarországi megszervezésének támogatásáról
- 1818/2018. (XII. 27.) Korm. határozat A „Solar Decathlon Europe 2019” nemzetközi egyetemi innovációs házépítő verseny infrastrukturális feltételeinek biztosításához és lebonyolításához szükséges források biztosításáról
- 1819/2018. (XII. 27.) Korm. határozat Budapesti Európai Ifjúsági Központ felújítás előkészítésének a Beruházás Előkészítési Alapból történő támogatásáról
- 1820/2018. (XII. 27.) Korm. határozat A Nemzeti Korcsolyázó Központ bővítése érdekében szükséges intézkedésekről
- 1821/2018. (XII. 27.) Korm. határozat A „CROCODILE 2.0_HU” című, Európai Hálózatfinanszírozási Eszköz révén támogatott projekt támogatásának növeléséről
- 1822/2018. (XII. 27.) Korm. határozat Az egységes Állami Alkalmazás-fejlesztési Környezet létrehozásához, valamint az Állami Alkalmazás-fejlesztési Környezet és az Állami Alkalmazás-katalógus működtetéséhez szükséges pénzügyi források biztosításáról
- 1823/2018. (XII. 27.) Korm. határozat A Nemzeti Közszolgálati Egyetem elhelyezése a Ludovika Campusban állami beruházás keretében a Ludovika Szárnyépület megvalósítása és további programelemek előkészítése, valamint a Kemény Ferenc Sportlétesítmény-fejlesztési Program megvalósítása érdekében szükséges további intézkedésekről
- 1824/2018. (XII. 27.) Korm. határozat A filmalkotások és a látvány-csapatsportok társasági adón keresztül történő támogatási keretösszegének megállapításáról, valamint a látvány-csapatsport támogatását biztosító támogatási igazolás kiállításáról, felhasználásáról, a támogatás elszámolásának és ellenőrzésének, valamint visszafizetésének szabályairól szóló 107/2011. (VI. 30.) Korm. rendelet módosításáról szóló 318/2018. (XII. 27.) Korm. rendelet végrehajtásához kapcsolódó egyes intézkedésekről
- 1825/2018. (XII. 27.) Korm. határozat A Nemzeti Tengelysúly- és kapcsolódó ellenőrzéseket támogató hálózat kialakításáról szóló 1102/2016. (III. 3.) Korm. határozat módosításáról
- 1826/2018. (XII. 27.) Korm. határozat A Magyarország Kormánya és Zalaegerszeg Megyei Jogú Város Önkormányzata közötti együttműködési megállapodás végrehajtásával összefüggő feladatokról szóló 1252/2015. (IV. 23.) Korm. határozat módosításáról
- 1827/2018. (XII. 27.) Korm. határozat A Modern Városok Program keretében a zalaegerszegi Hevesi Sándor Színház felújítására irányuló beruházás előkészítéséhez szükséges támogatás biztosításáról
- 1828/2018. (XII. 27.) Korm. határozat A Modern Városok Program keretében az „Érd megyei jogú város köznevelési, szakképzési, szociális intézményrendszerének fejlesztése” beruházás megvalósítása érdekében történő többlettámogatás biztosításáról
- 1829/2018. (XII. 27.) Korm. határozat Fejlesztéspolitikai tárgyú kormányhatározatok hatályon kívül helyezéséről és visszavonásáról
- 1830/2018. (XII. 27.) Korm. határozat A KEHOP-1.3.0-15-2015-00009 azonosító számú („Tiszalöki vízlépcső és hajózsilip rekonstrukciója” című) projekt támogatásának növeléséről, valamint a Környezeti és Energiahatékonysági Operatív Program éves fejlesztési keretének megállapításáról szóló 1084/2016. (II. 29.) Korm. határozat módosításáról
- 1831/2018. (XII. 27.) Korm. határozat A MAHOP-5.3.2-2016-2017-00001 azonosító számú [„Kommunikációs és promóciós kampány a halfogyasztás népszerűsítésére (Kapj rá!)”] című projekt támogatásának növeléséről, valamint a Magyar Halgazdálkodási Operatív Program éves fejlesztési keretének megállapításáról szóló 1056/2016. (II. 17.) Korm. határozat módosításáról
- 1832/2018. (XII. 27.) Korm. határozat Hazai vállalkozások Nyugat-Balkánon megvalósított beruházásaihoz nyújtott vissza nem térítendő támogatásról és kedvezményes hitelkonstrukcióról
- 1833/2018. (XII. 27.) Korm. határozat A Nemzeti Várprogram részét képező diósgyőri vár rekonstrukciós munkáihoz szükséges forrás rendelkezésre állásáról
- 1834/2018. (XII. 27.) Korm. határozat A Törőcsik Mari Ház fejlesztéséről
- 1835/2018. (XII. 27.) Korm. határozat Egyes feladatok forrásszükségletének biztosításáról, valamint kormányhatározatok módosításáról
- 1836/2018. (XII. 27.) Korm. határozat A XXII. Miniszterelnöki Kormányiroda fejezet címrendjének kiegészítéséről és a fejezeten belüli előirányzat-átcsoportosításról
- 1837/2018. (XII. 27.) Korm. határozat A Harkányi Gyógy- és Strandfürdő fejlesztéséhez szükséges egyes intézkedésekről
- 1838/2018. (XII. 28.) Korm. határozat Magyarország hálózati és információs rendszerek biztonságára vonatkozó Stratégiájáról